# Biserica de lemn din Căpăt

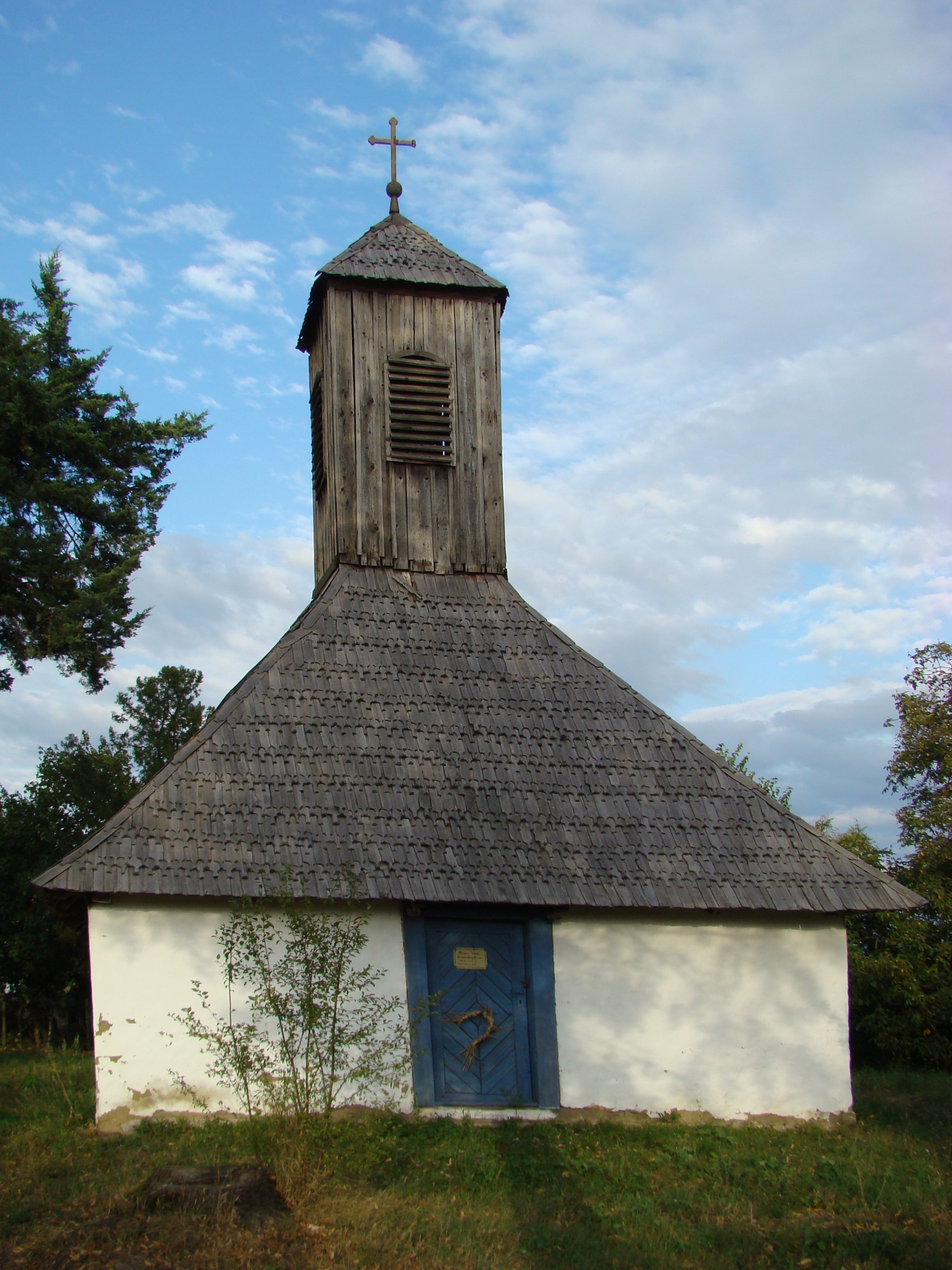
Biserica de lemn „Adormirea Maicii Domnului” din Căpăt, comuna Racoviţa, județul Timiș, foto: septembrie 2009.

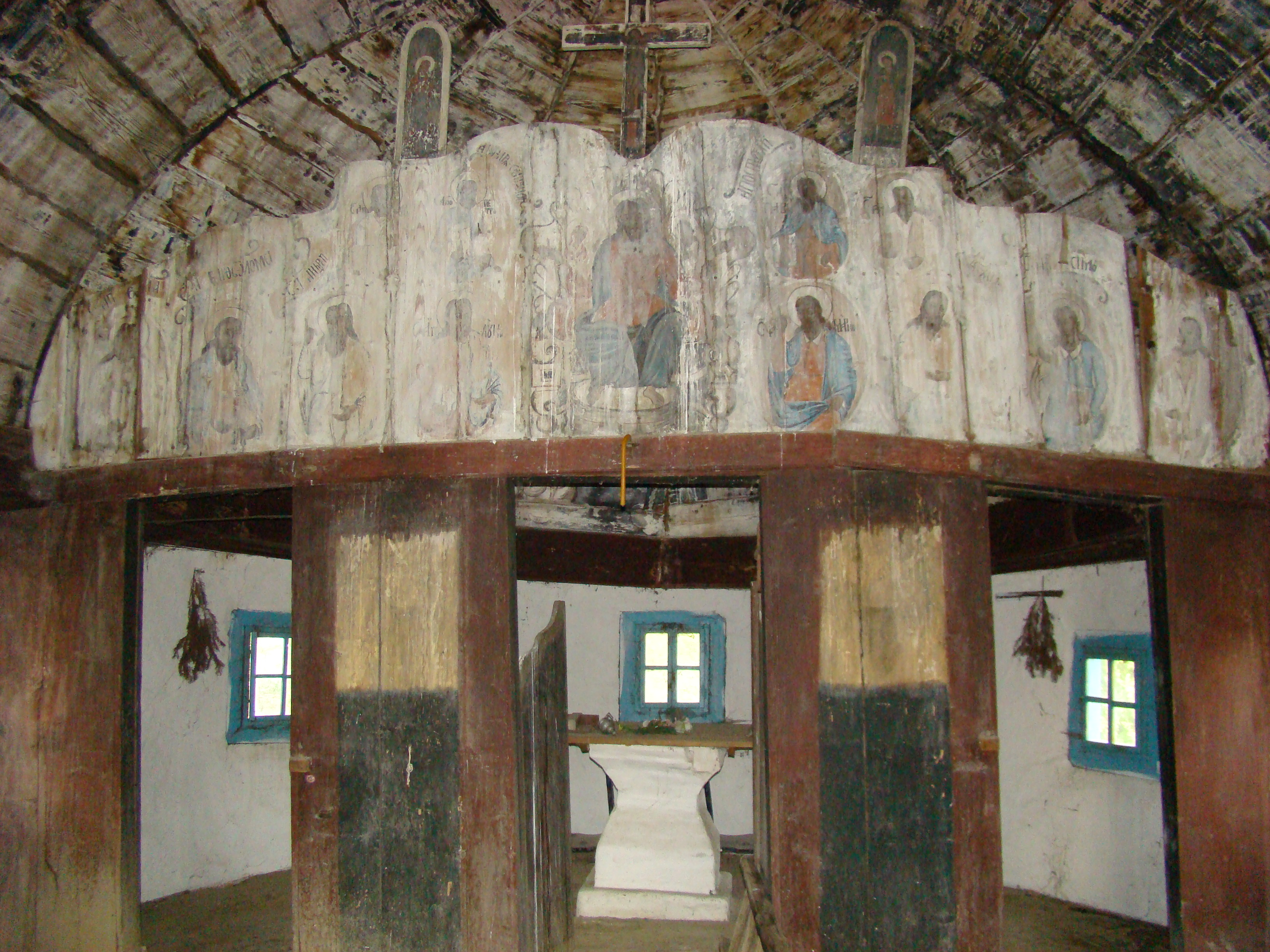

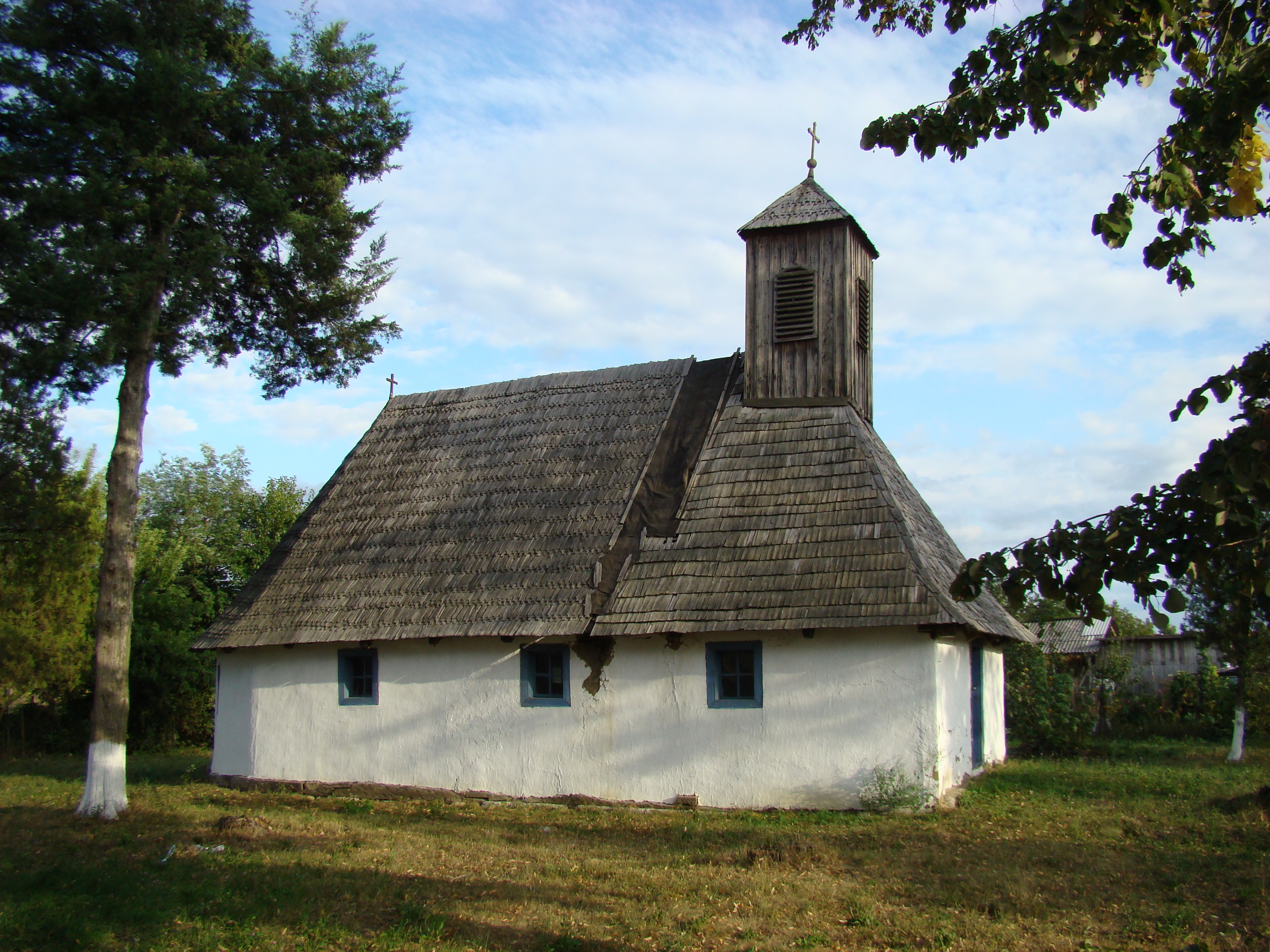

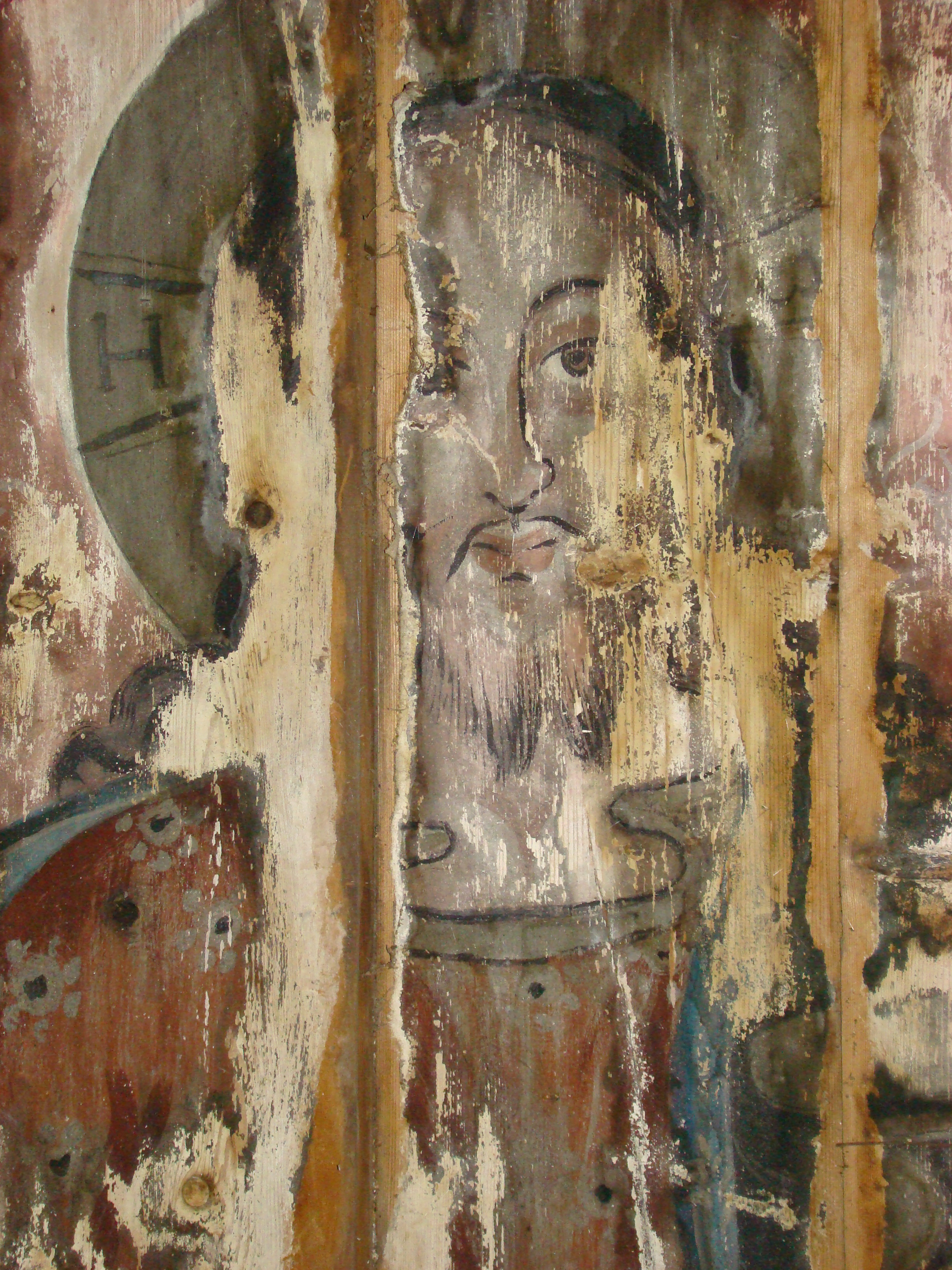

Biserica de lemn din Căpăt, comuna Racovița, județul Timiș datează din secolul XVIII (1778). Are hramul „Adormirea Maicii Domnului” (15 august). Biserica se află pe noua listă a monumentelor istorice sub codul LMI:  TM-II-m-A-06194.

## Istoric și trăsături
Satul Căpăt intră în componența comunei Racovița din Lunca Timișului. Este situat la 10 km de Buziaș, la marginea pădurii Dumbrava care odinioară făcea parte din vestiții codri de stejar ai Silagiului și care până la sfârșitul secolului al XVIII-lea acoperea o suprafață de câteva mii de hectare, Prima atestare documentară datează din 1447. În curtea bisericii noi a satului, edificată în 1925, se păstrează vechea biserică de lemn cu hramul „Adormirea Maicii Domnului”. Este construită din bârne de stejar, în sistemul „în căței”. Din punct de vedere planimetric se înscrie în tipul IV, cu absida altarului semicirculară. Pronaosul (3x6m) este tăvănit și este prevăzut cu un sistem de grinzi longitudinale și transversale care au menirea de a sușține turnul. Naosul (7,20x5m), este boltit, cu o boltă semicilindrică longitudinală, clădită din scânduri late de brad. Raza altarului este de 3,5 metri. S-au păstrat fragmente din vechea talpă, înnădită cu scoabe de fier de la ultima restaurare, doar la fațada apuseană talpa a fost înlocuită cu o grindă nouă. În exterior bârnele pereților sunt împunse peste tot cu sfredelul, iar în orificiile rezultate sunt introduse mici cuie de lemn, cu rostul de a prinde și fixa tencuiala. Șarpanta acoperișului în trei ape are o înclinare domoală, străpunsă deasupra pronaosului de un turn prismatic, de proporții reduse comparativ cu dimensiunile bisericii. Acoperișul său piramidal are învelitoarea de șindrilă, ca și cea a întregii biserici. Prin dezvoltare planimetrică, sistem de construcție și proporții, biserica de lemn din Căpăt sugerează ca datare a doua jumătate a secolului al XVIII-lea. În matricolele parohiale primul preot apare la 1779, în persoana lui Gavrilă Popoviciu, iar antimisul este și el sfințit în același an. Biserica din Căpăt a fost mutată de mai multe ori. Mai întâi satul se afla în locul numit Săliște, de unde, din cauza deselor inundații, la sfârșitul secolului al XVIII-lea se mută în partea de hotar numită „Izvor”. La 1840, când se aplică planul de sistematizare, dar și datorită diferendelor de hotar cu locuitori din satul vecin Sinersig, se mută pe vatra actuală. Bolta naosului, iconostasul și pereții altarului au fost acoperiți cu pictură, azi, din păcate, deteriorată aproape în totalitate. Abia se mai disting pe bolta navei fragmente din Isus Pantocrator, Isus în fața lui Ana și Caiafa, Isus în fața lui Pilat, Sărutul lui Iuda, iar pe timpan, spre pronaos Coborârea de pe cruce. Din ce se mai distinge de la scenele de pe boltă și de la iconostas, se poate desluși lucrul unui meșter zugrav de țară. Stilistic aceste picturi pot fi plasate în ultimul sfert al veacului al XVIII-lea sau cel mult la începutul celui următor, cu analogii evidente și la alte monumente din Banat. În biserica nouă a satului s-au păstrat cărți provenind de la vechea biserică: o Cazanie din vremea lui Grigore Ghica Voievod și a Mitropolitului Neofit, scoasă la Râmnic în 1748, un Penticostarion din 1785, precum și o Evanghelie tipărită la Sibiu în 1806. La 12 septembrie 1931 o furtună puternică a doborât turnul și a distrus acoperișul bisericii. În 1932, după temeinice lucrări de reparații, întreprinse sub auspiciile Muzeului Bănățean, biserica de lemn a fost declarată monument istoric. Președinte al Comisiunii Monumentelor Istorice în acea perioadă era Nicolae Iorga. În prezent biserica este într-o stare avansată de degradare putând să se prăbușească în orice moment. În urmă cu câțiva ani Muzeul Țăranului Român a dorit să cumpere această biserică, care ar fi intrat în custodia lui ca și bisericile de la Lunca (Hunedoara) sau Groșii Noi (Arad). Atunci localnicii au refuzat, lucru regretat acum, comunitatea locală, extrem de săracă, nu poate întreține această biserică. Dacă nu se vor lua măsuri urgente, încă un monument de spiritualitate românească va dispare.

## Imagini din interior

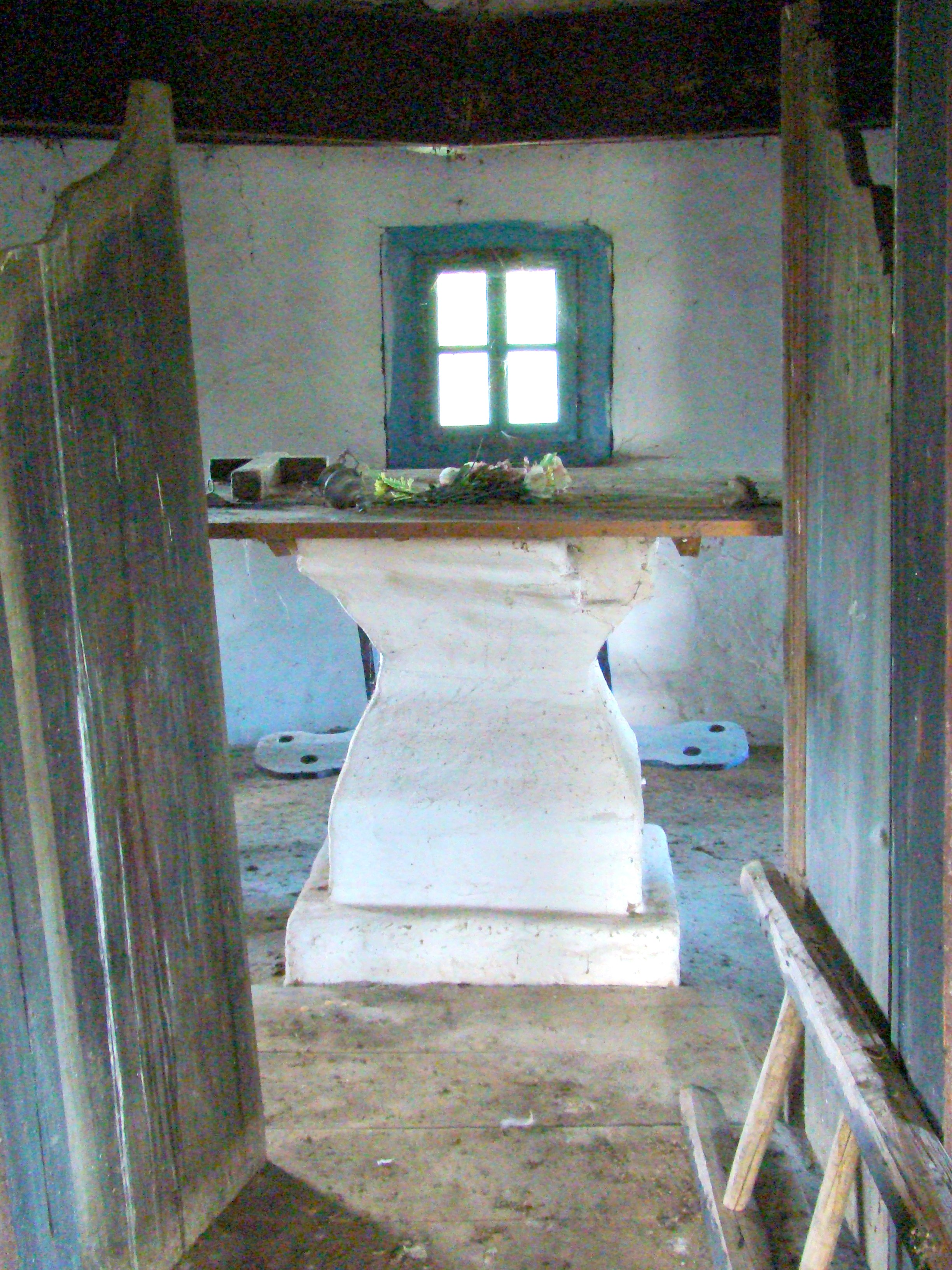
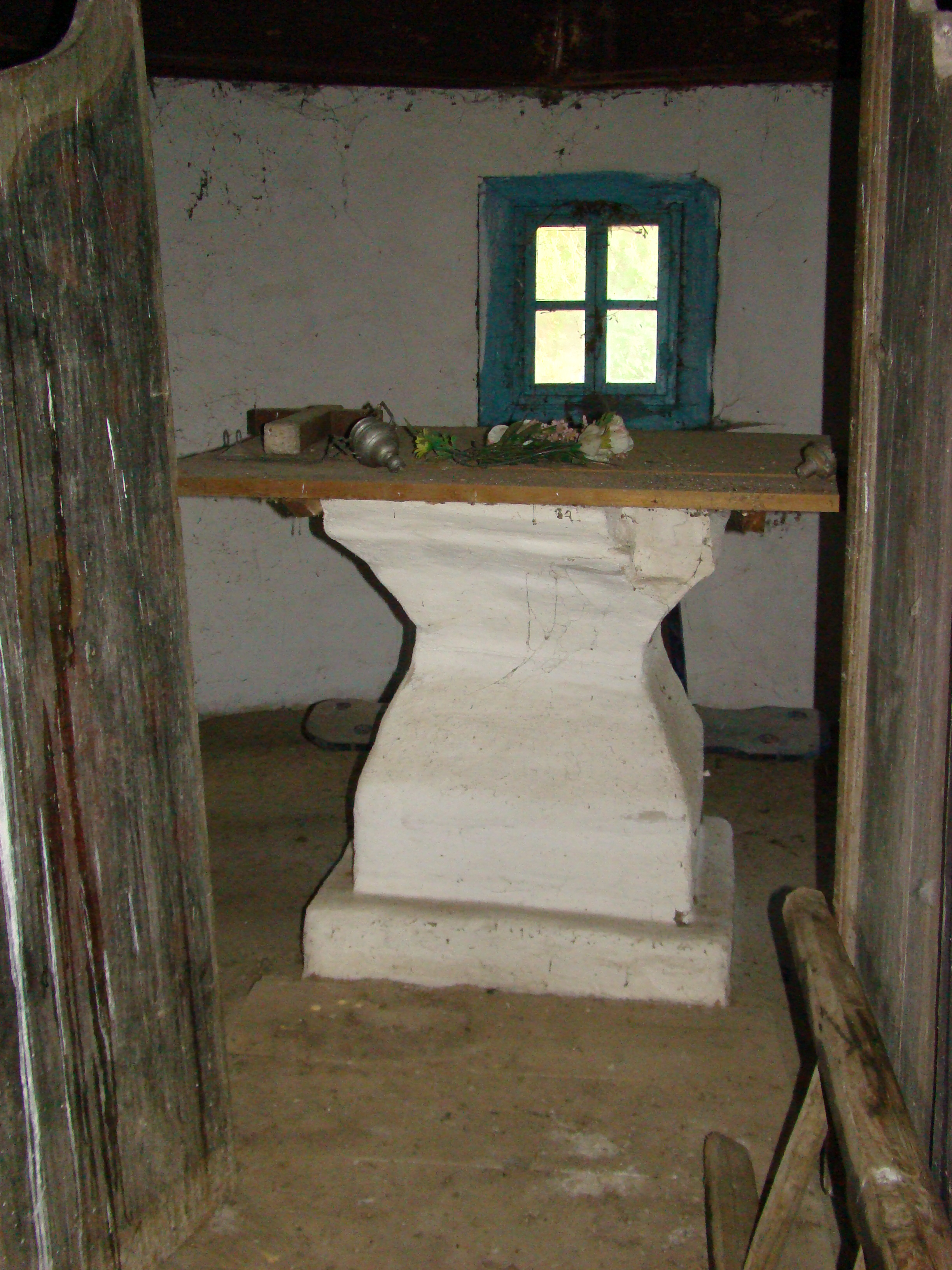
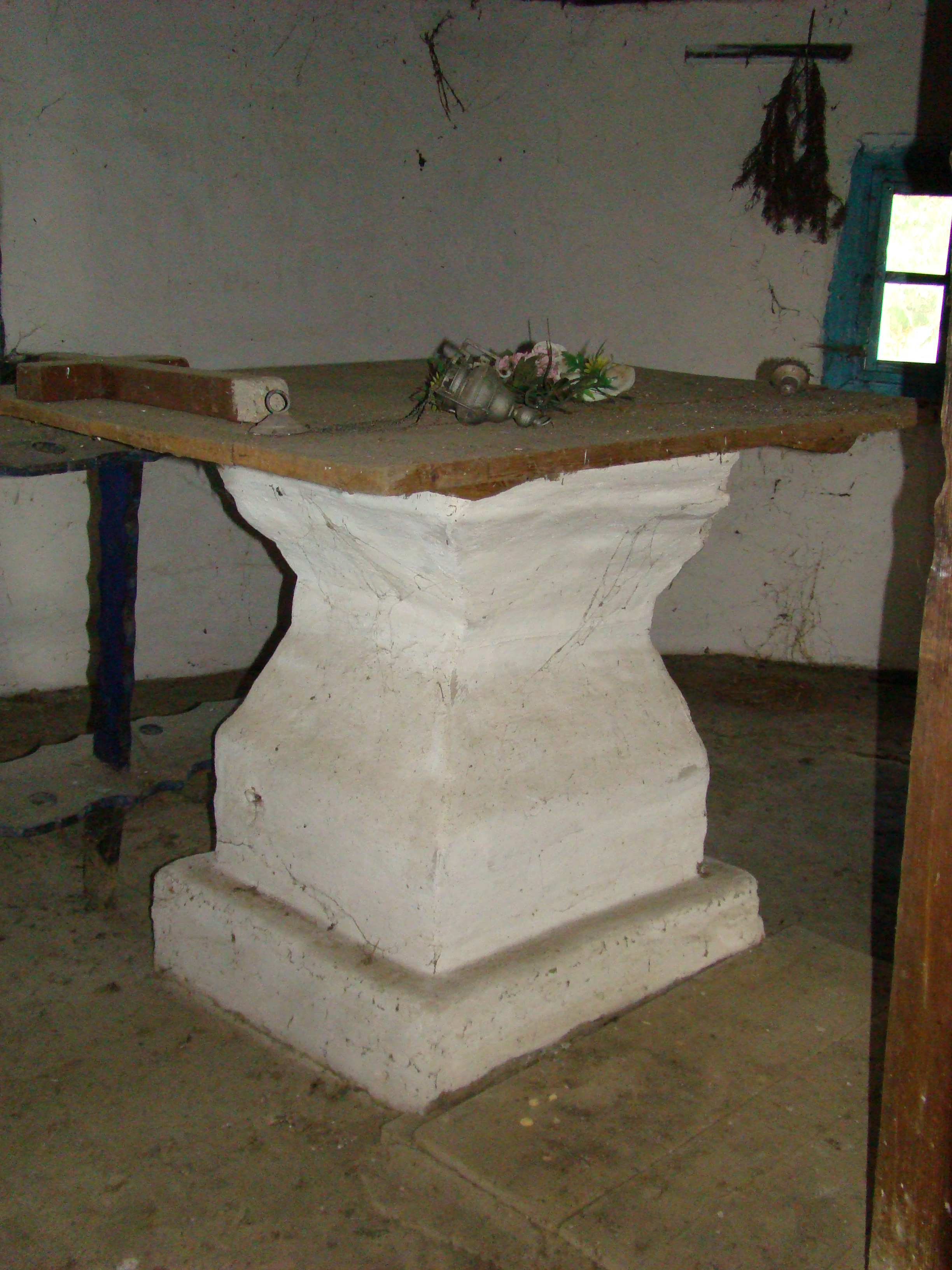
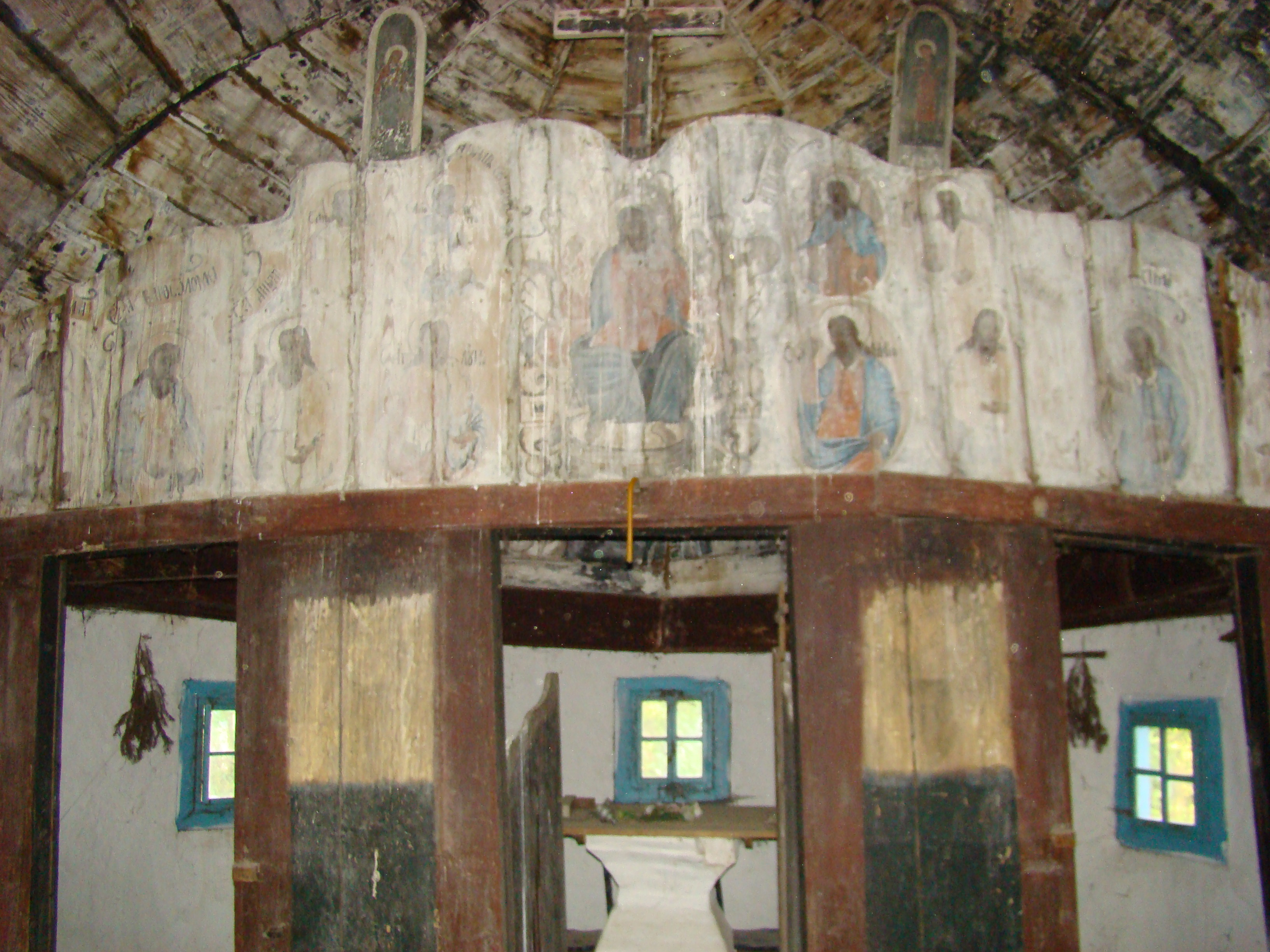
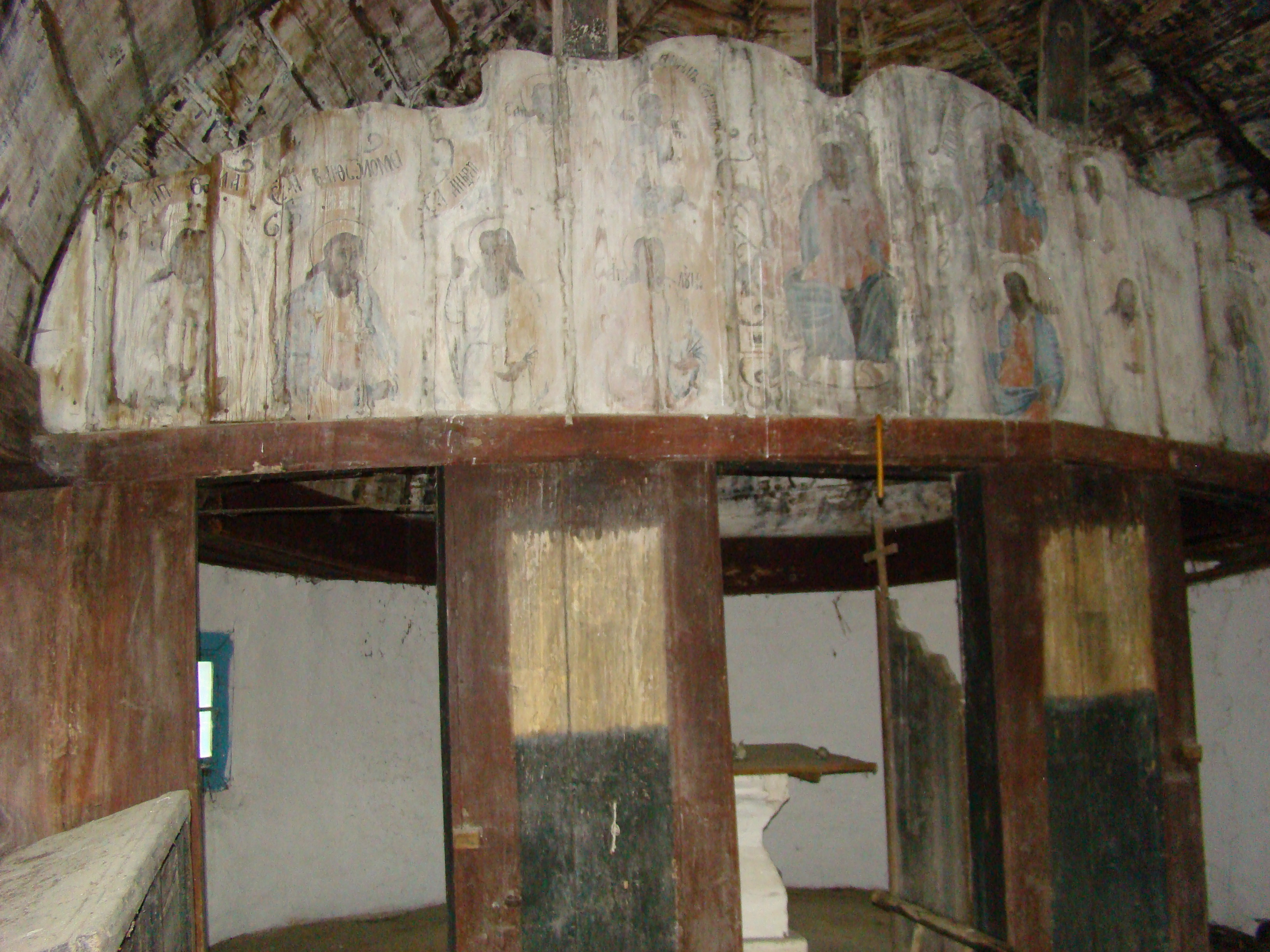
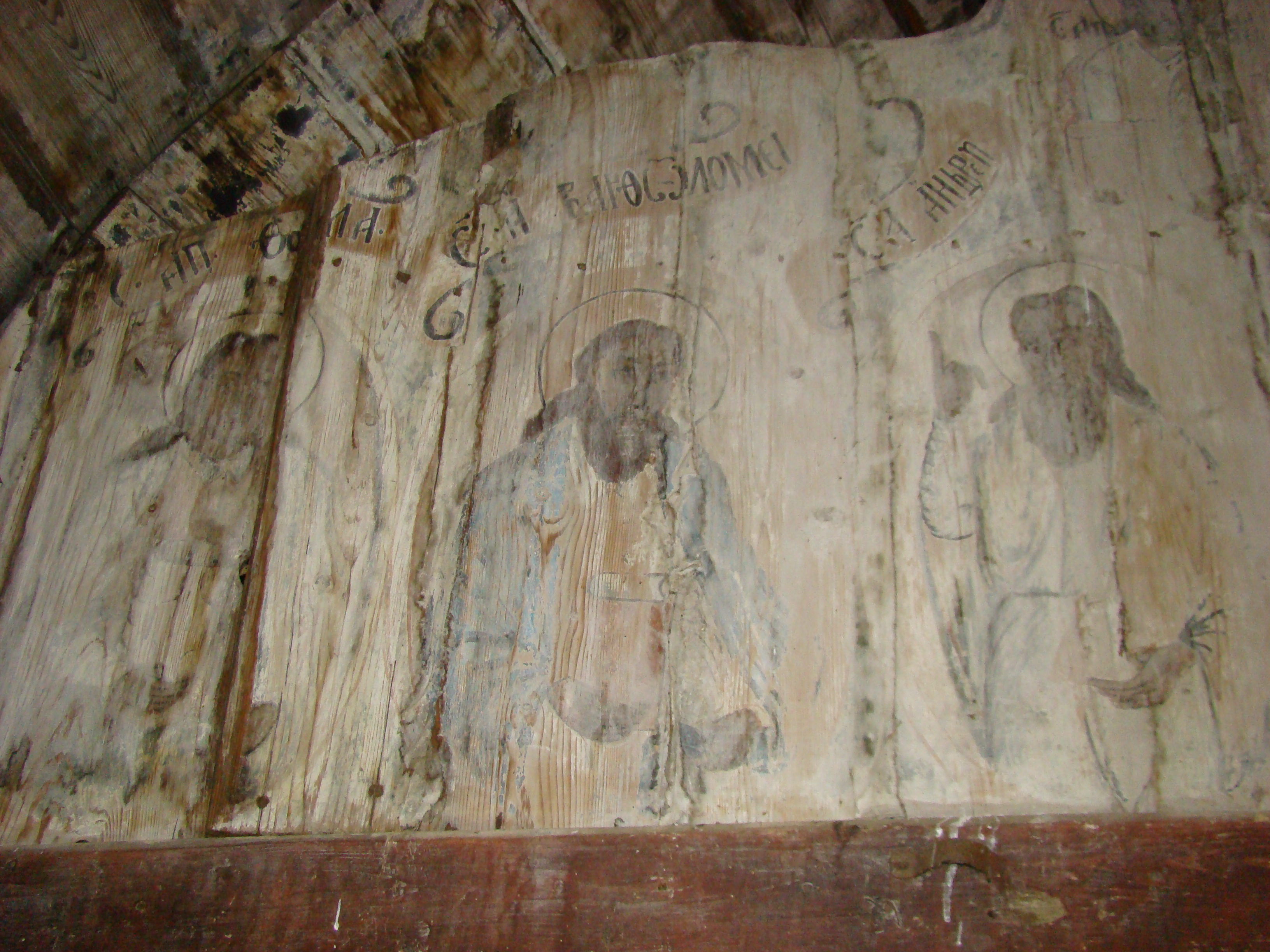
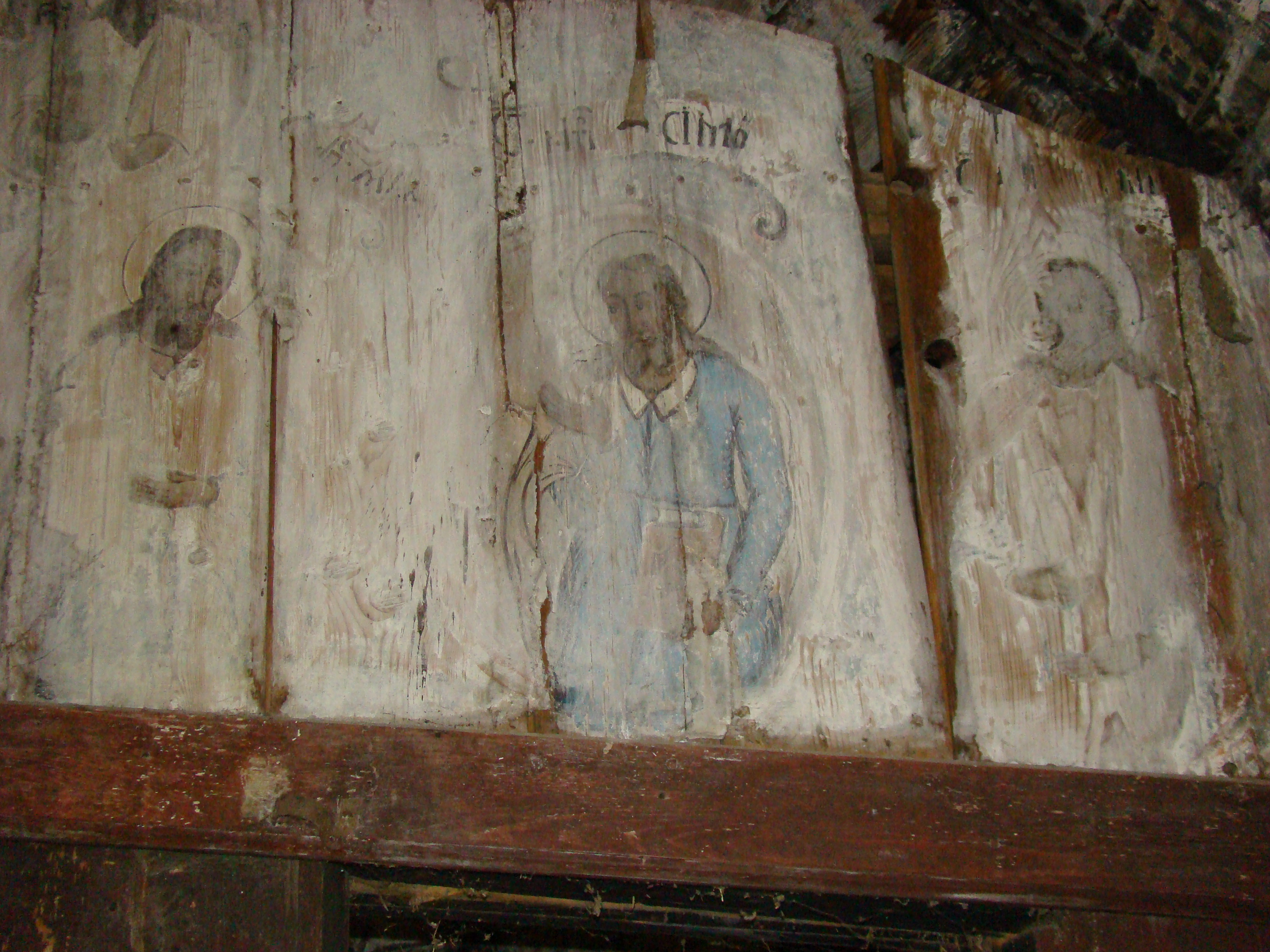
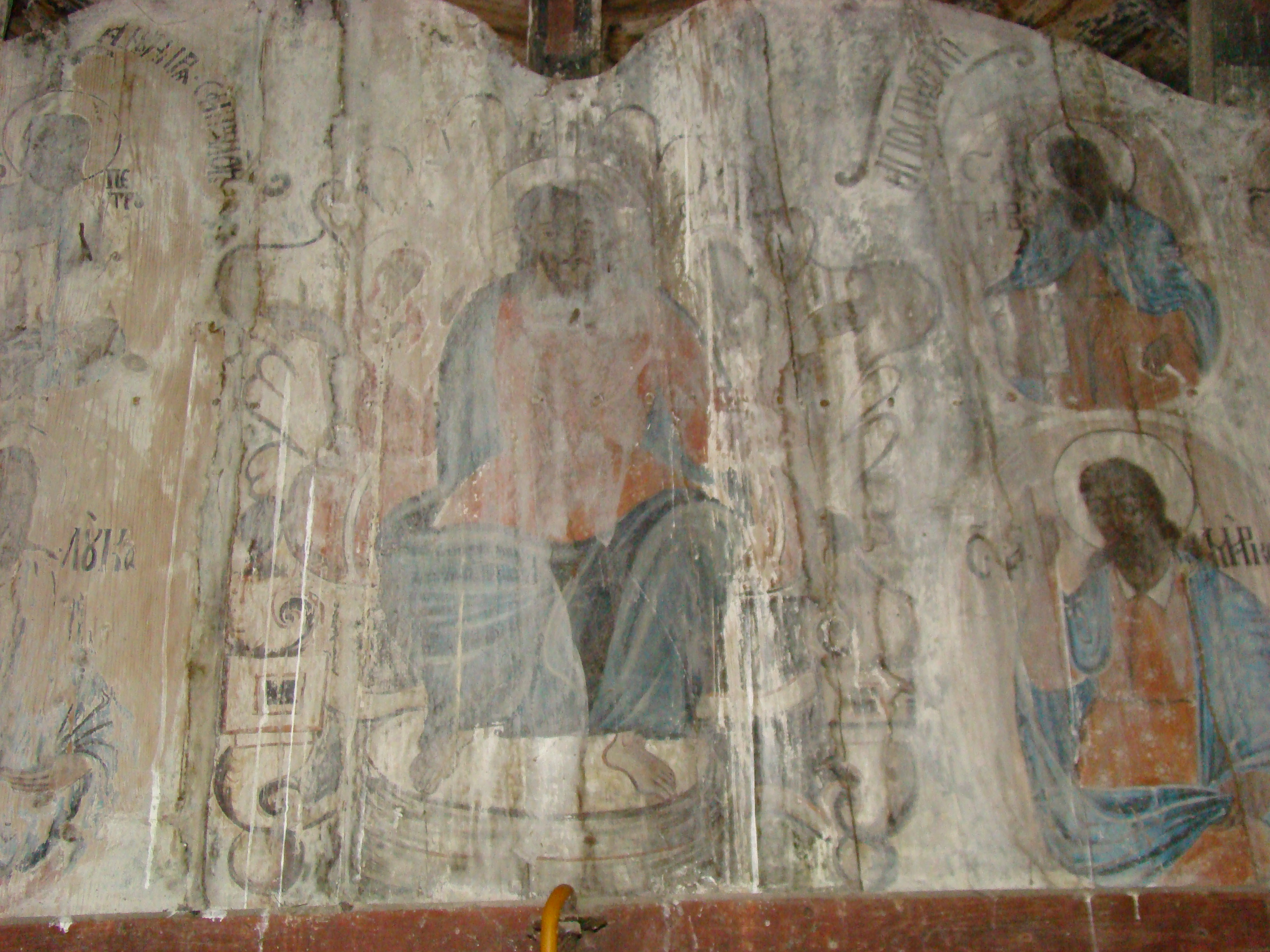
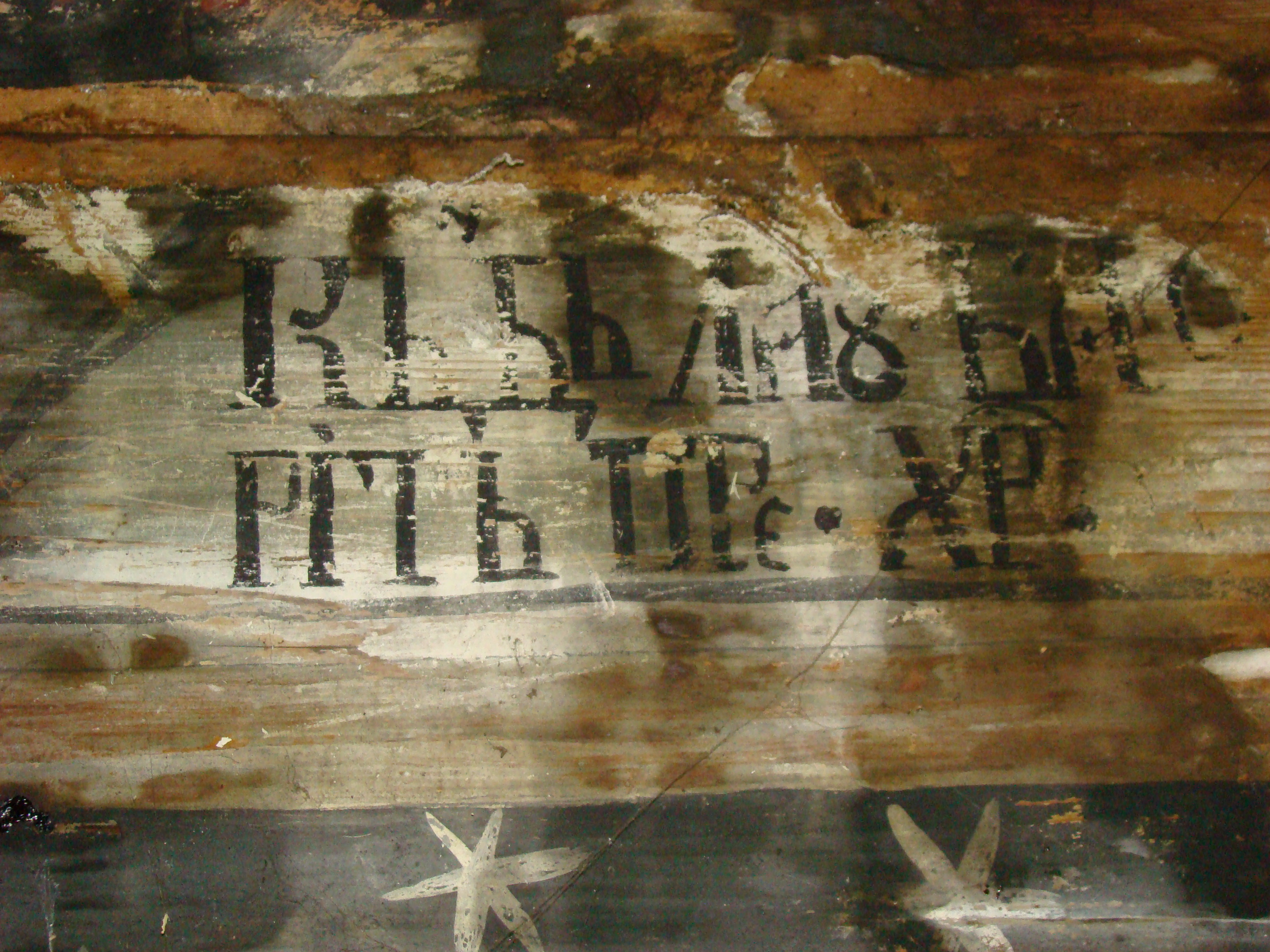
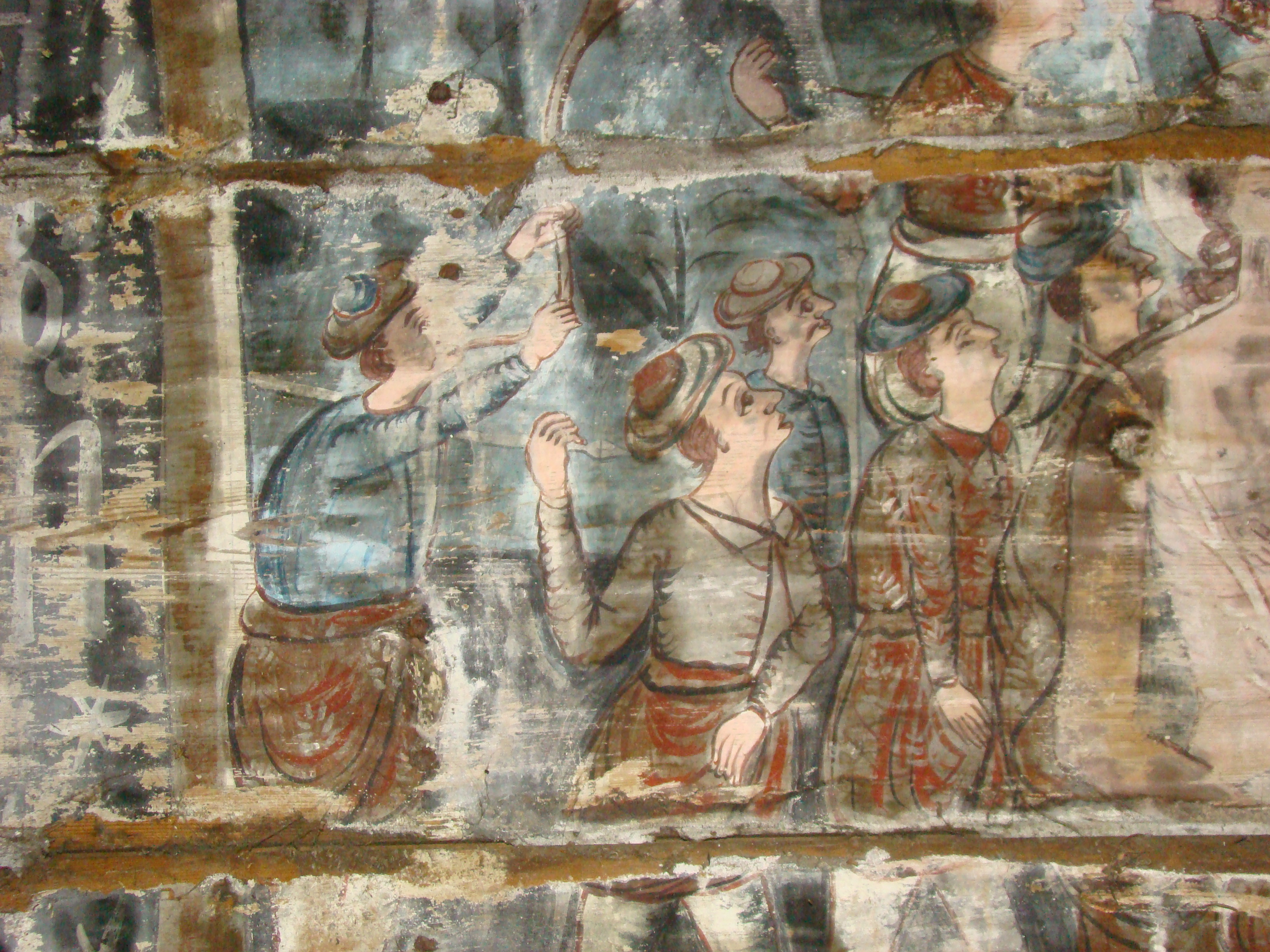
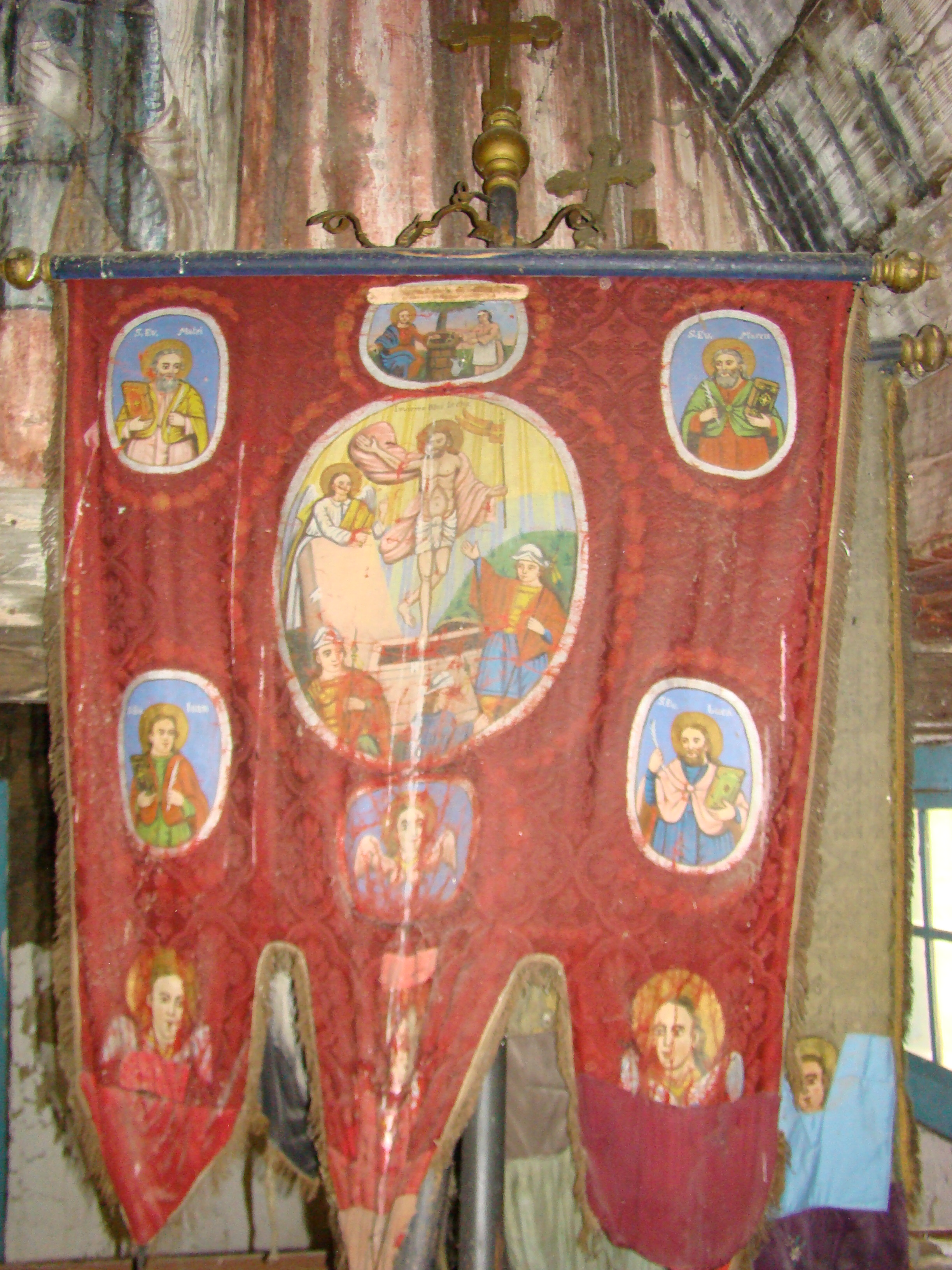
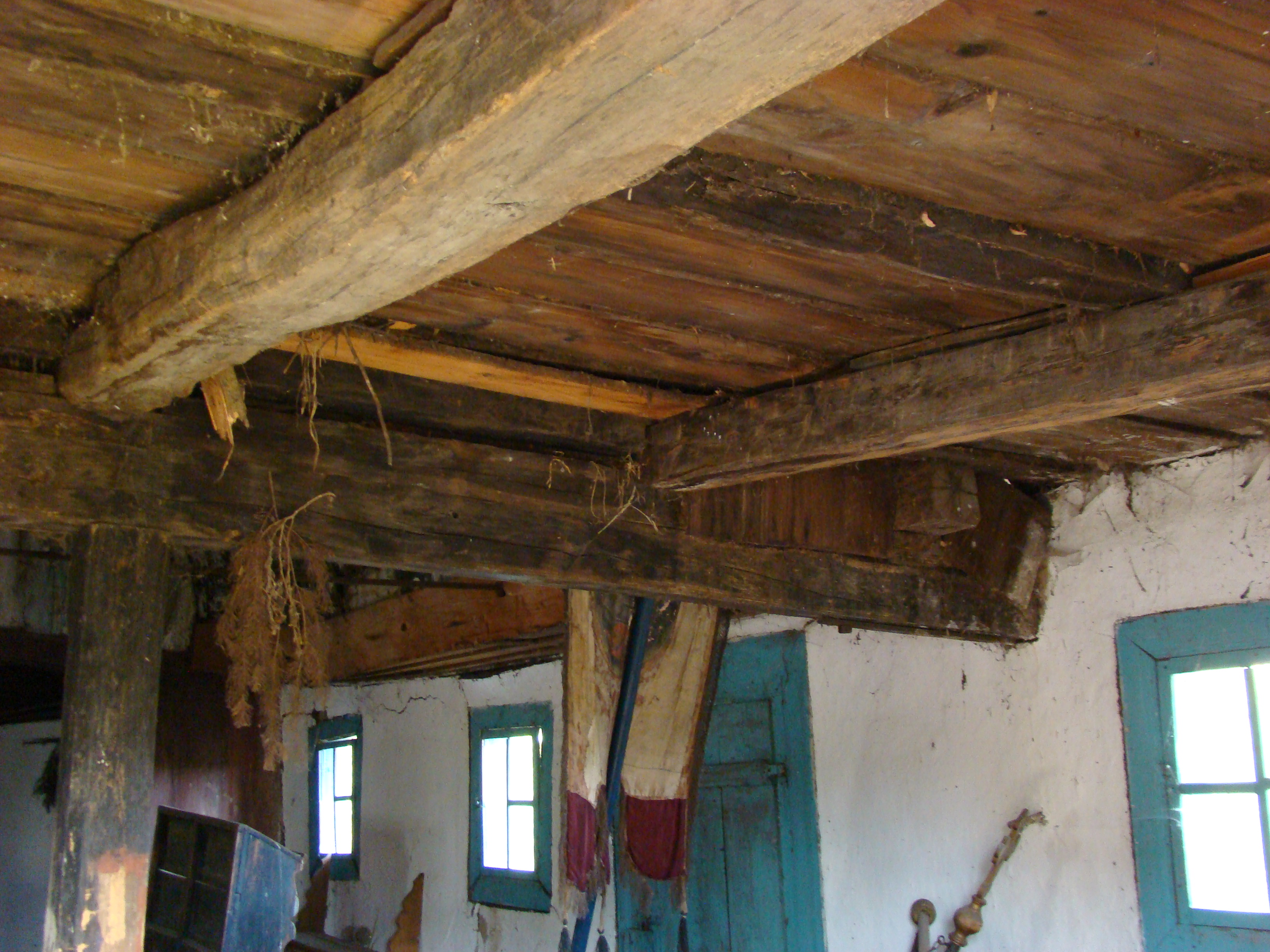
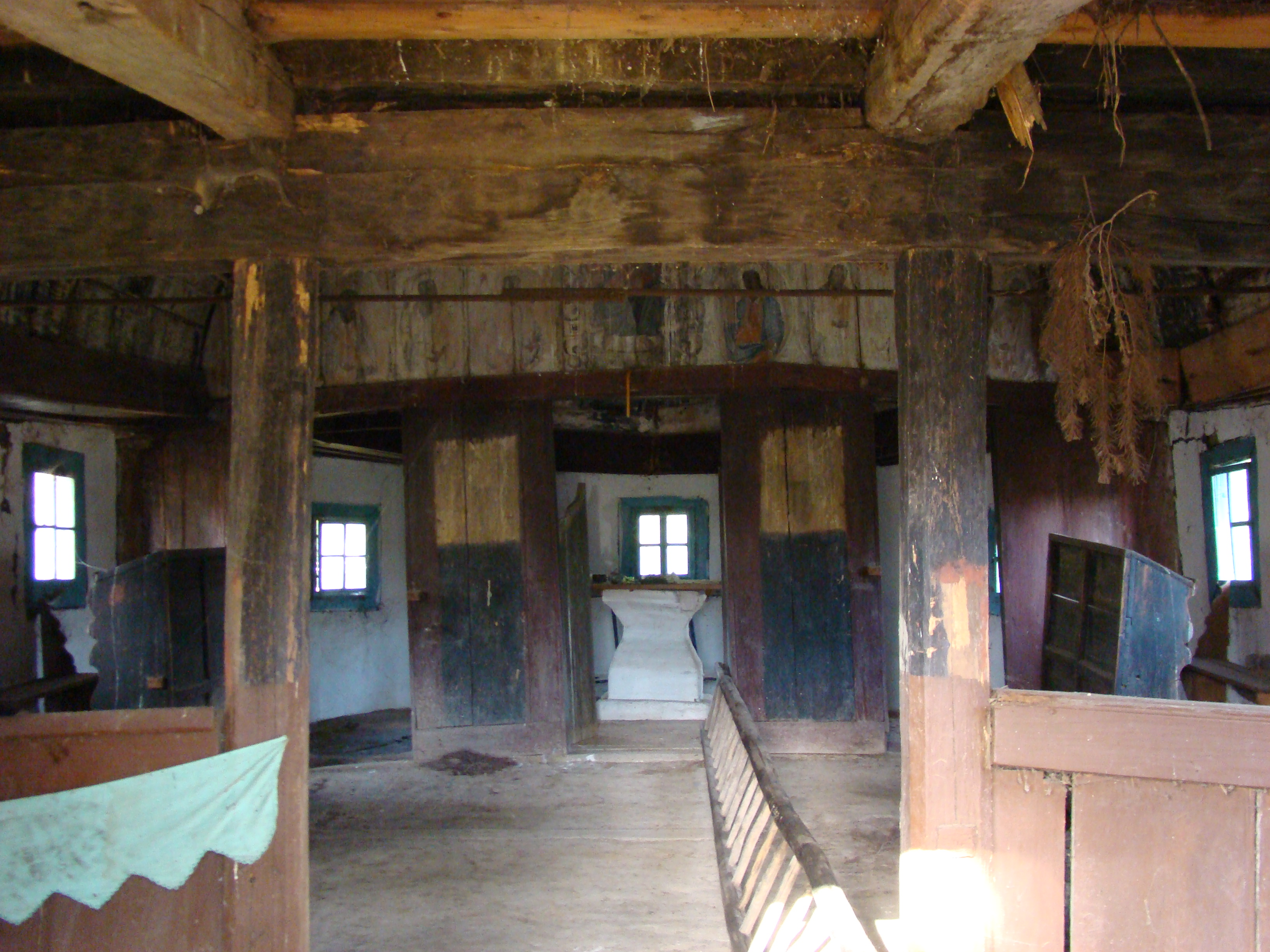
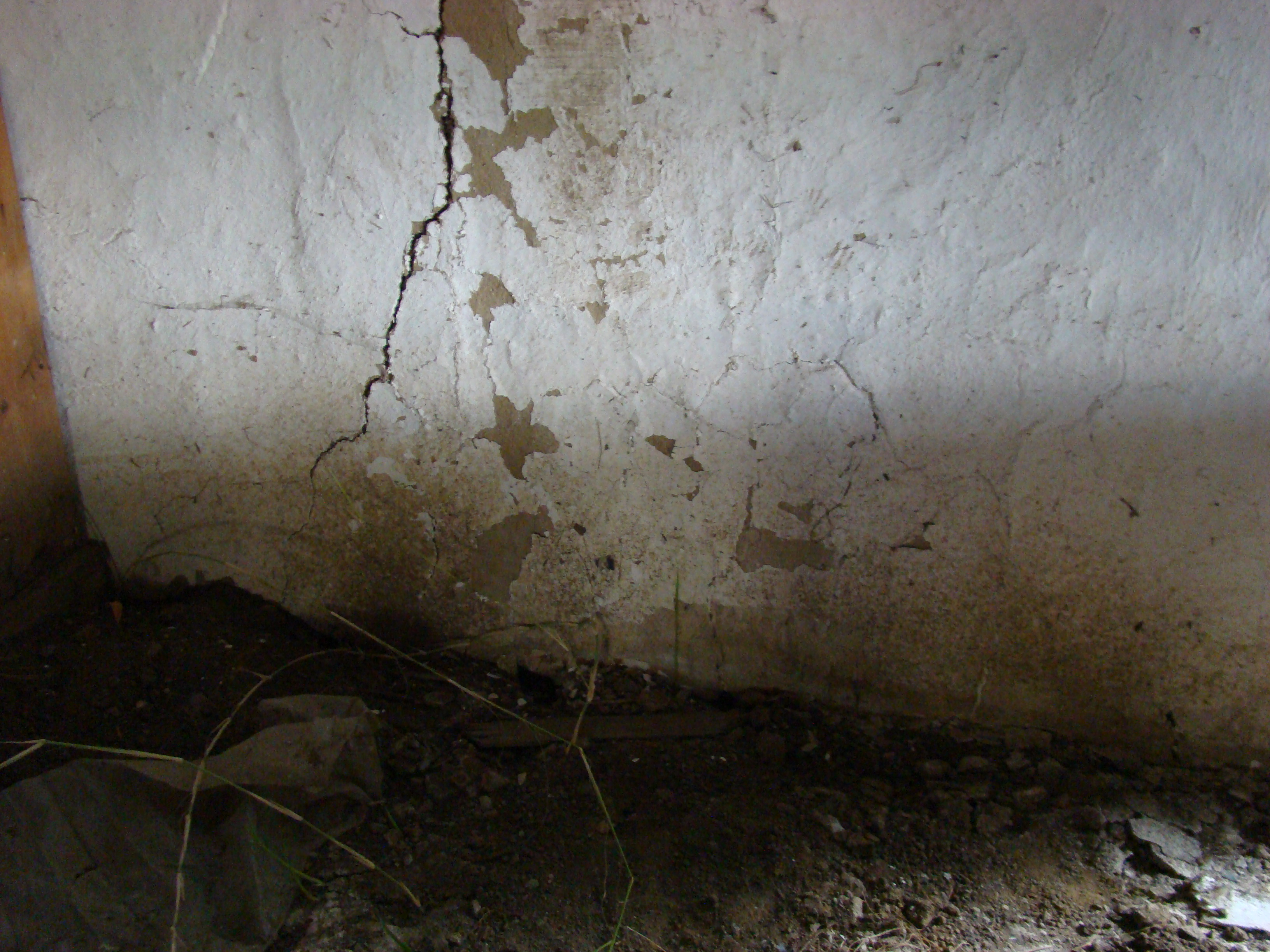
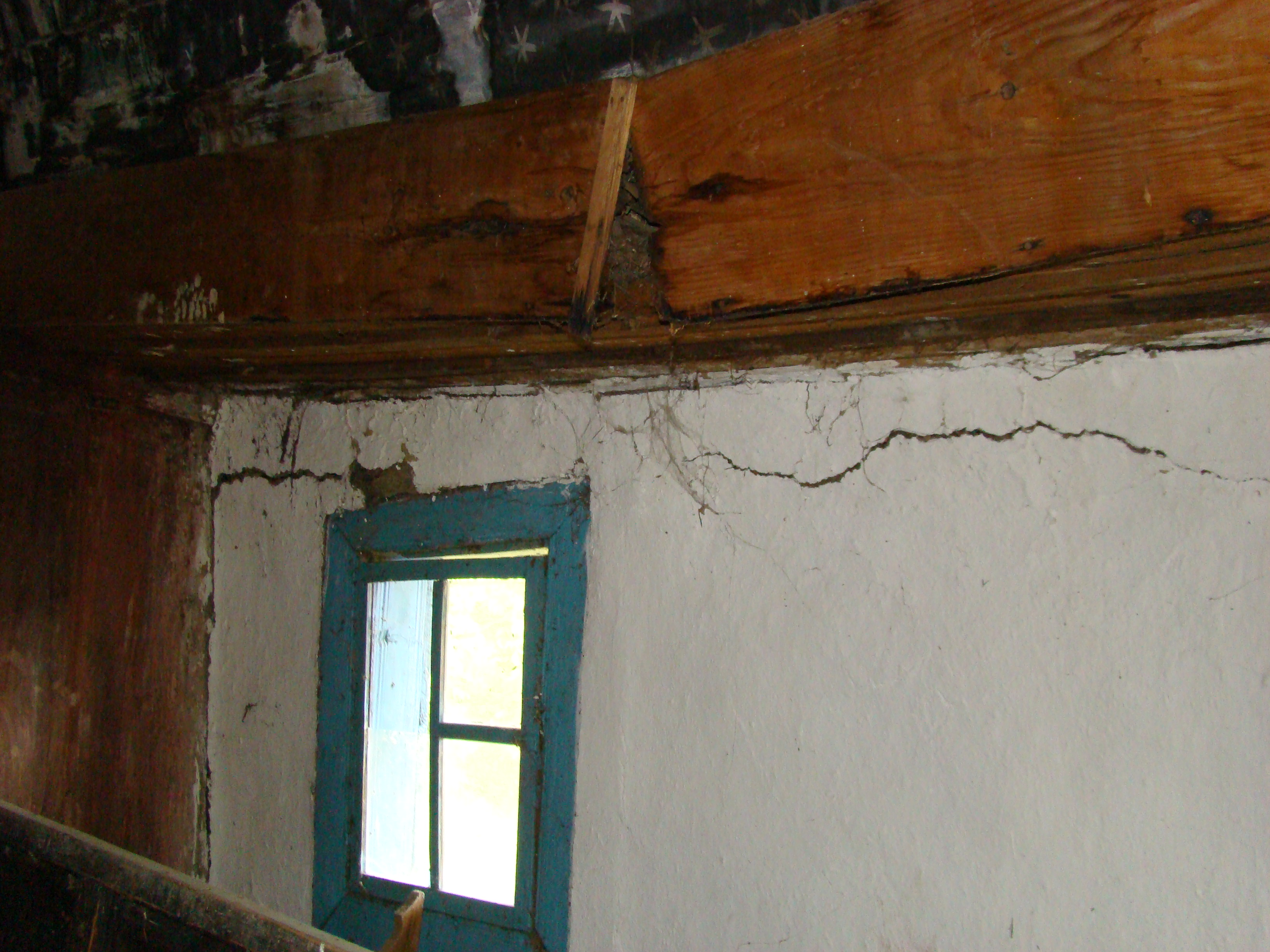
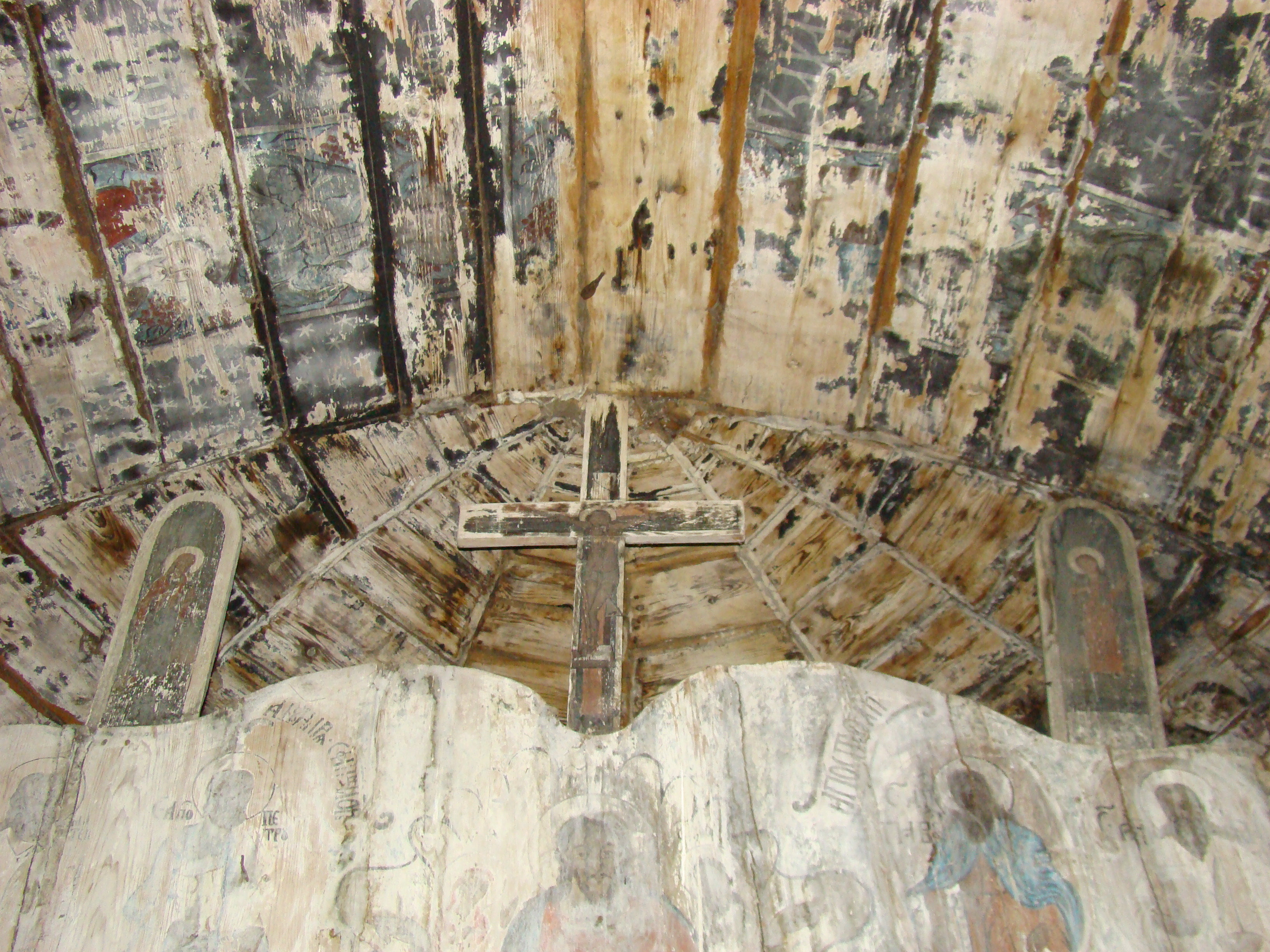
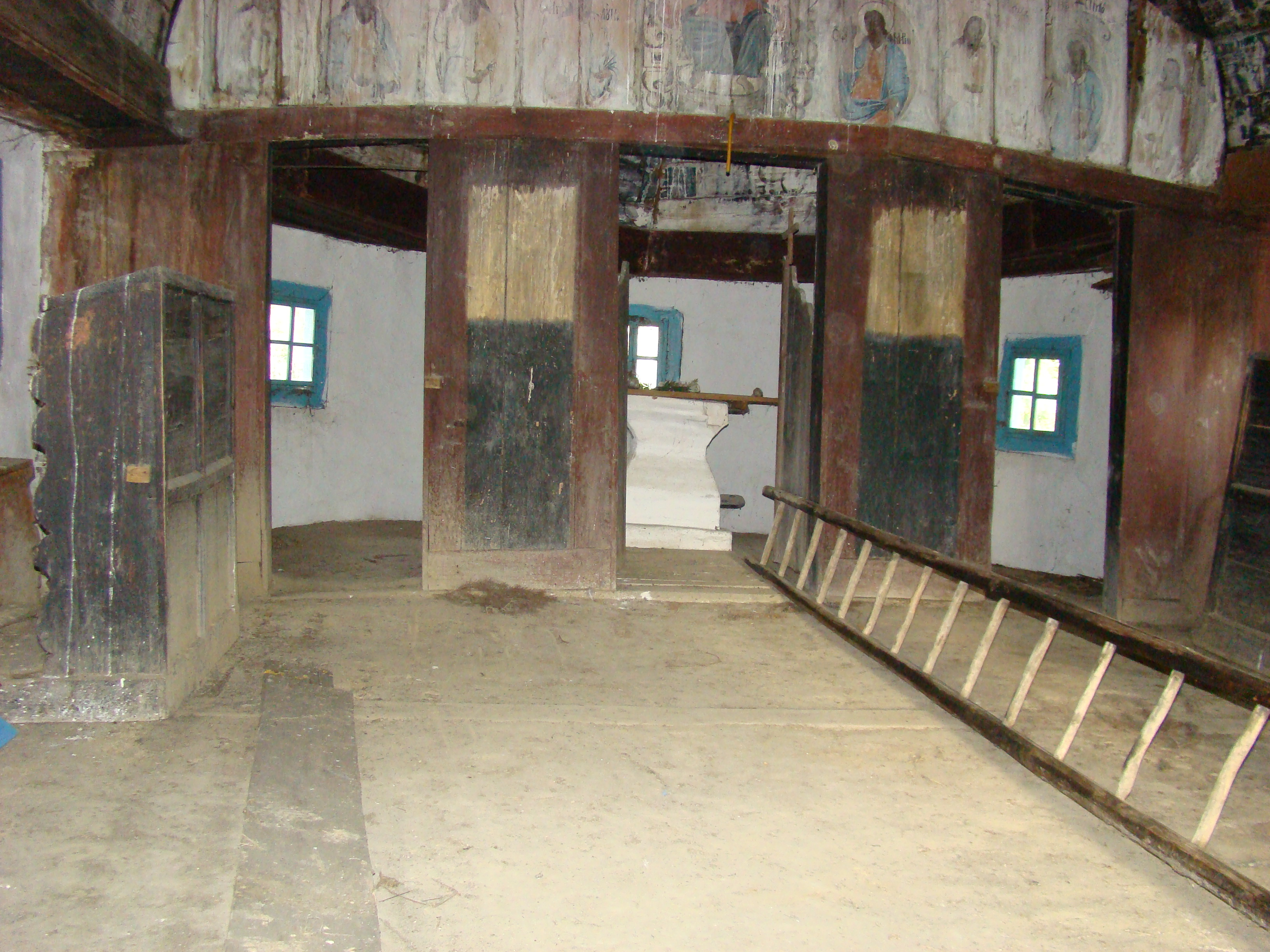
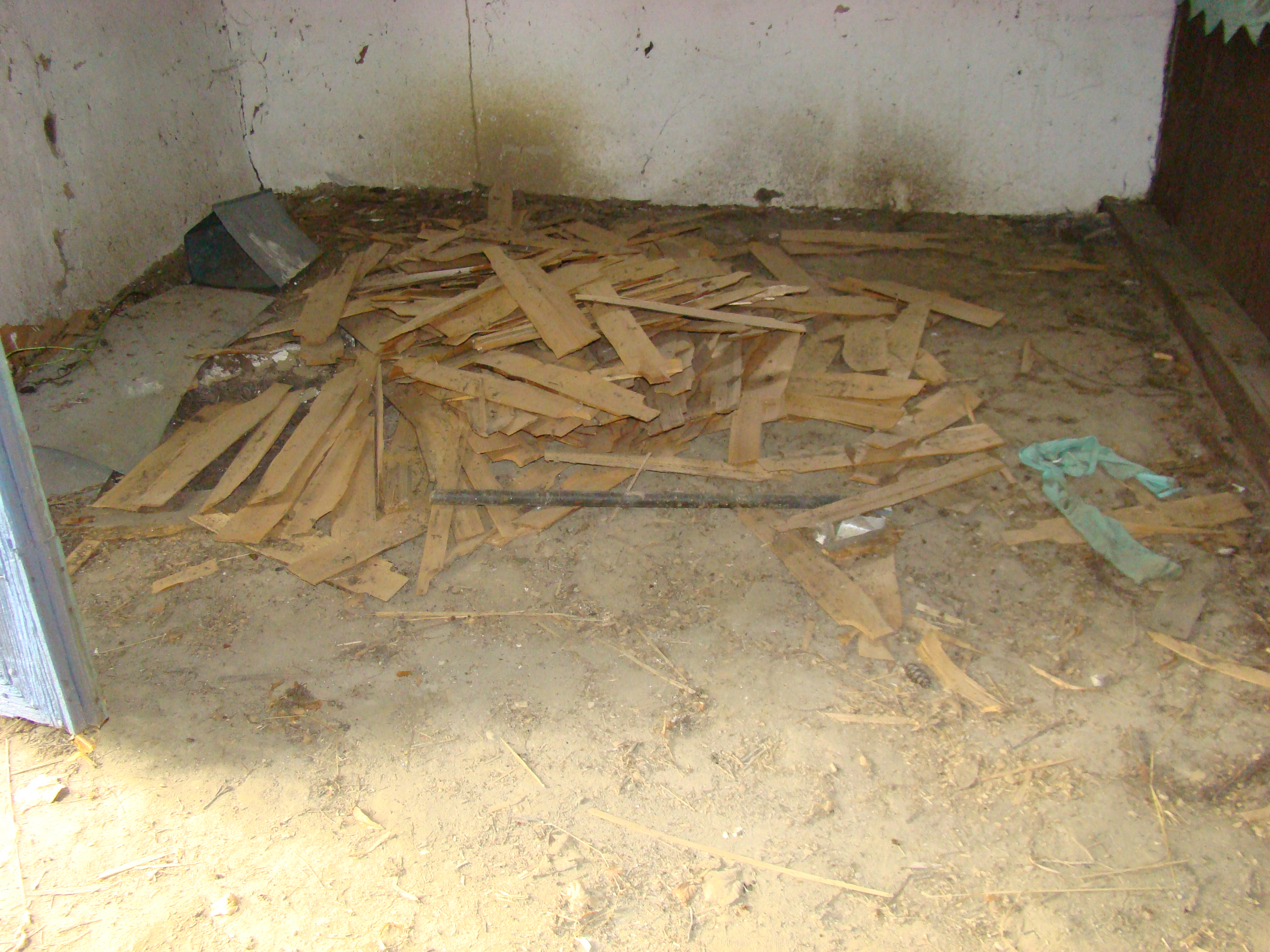
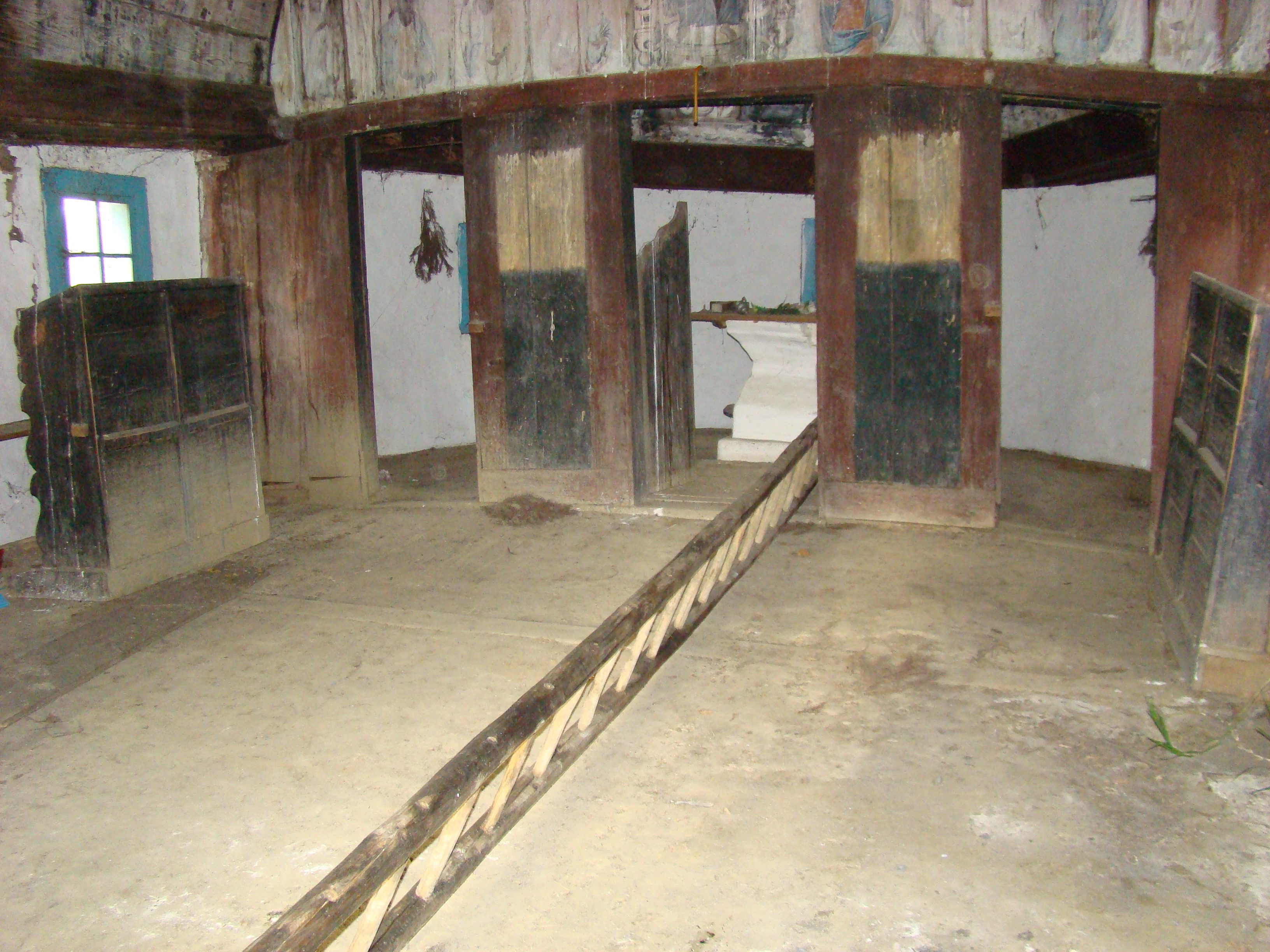
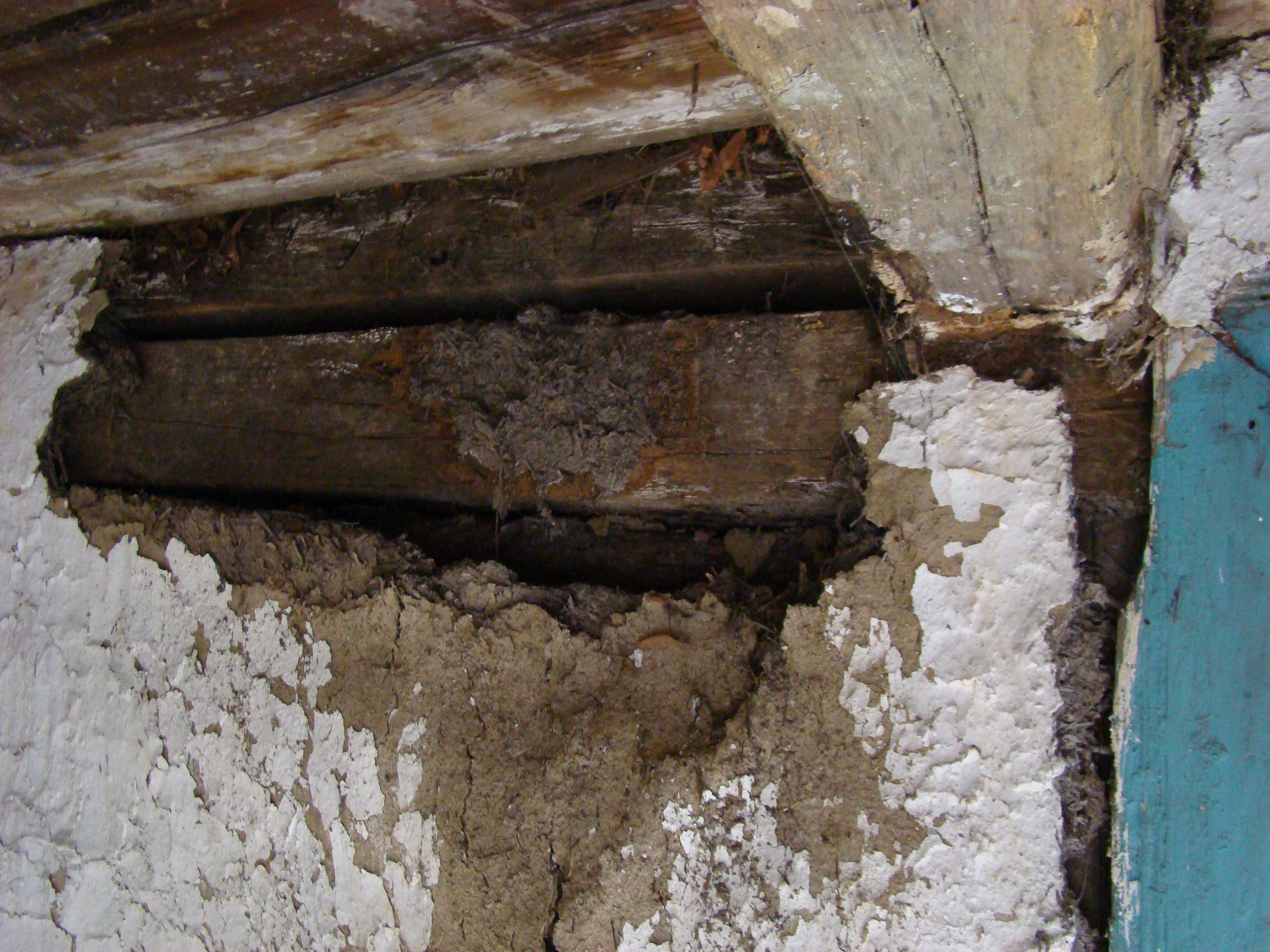
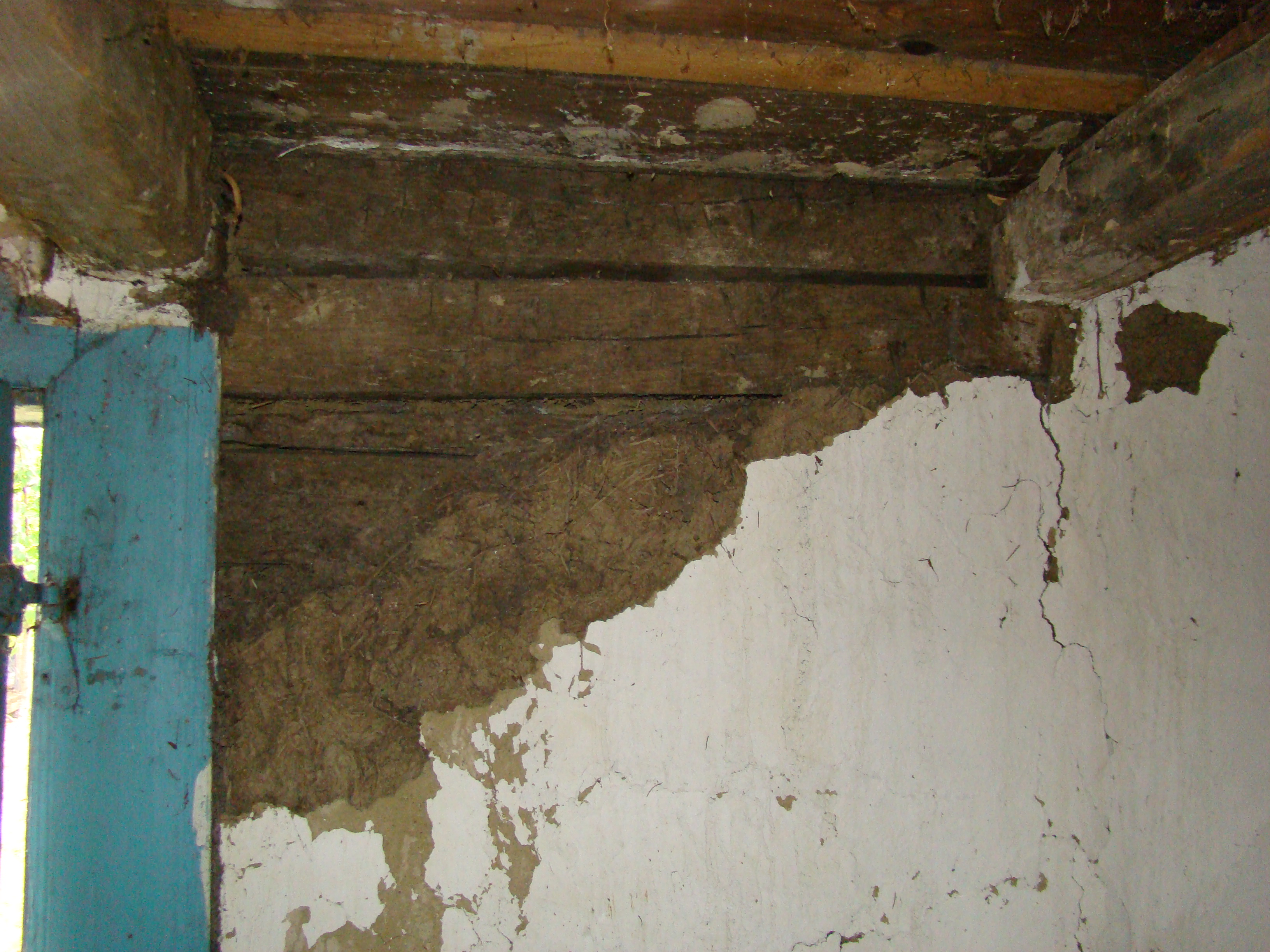
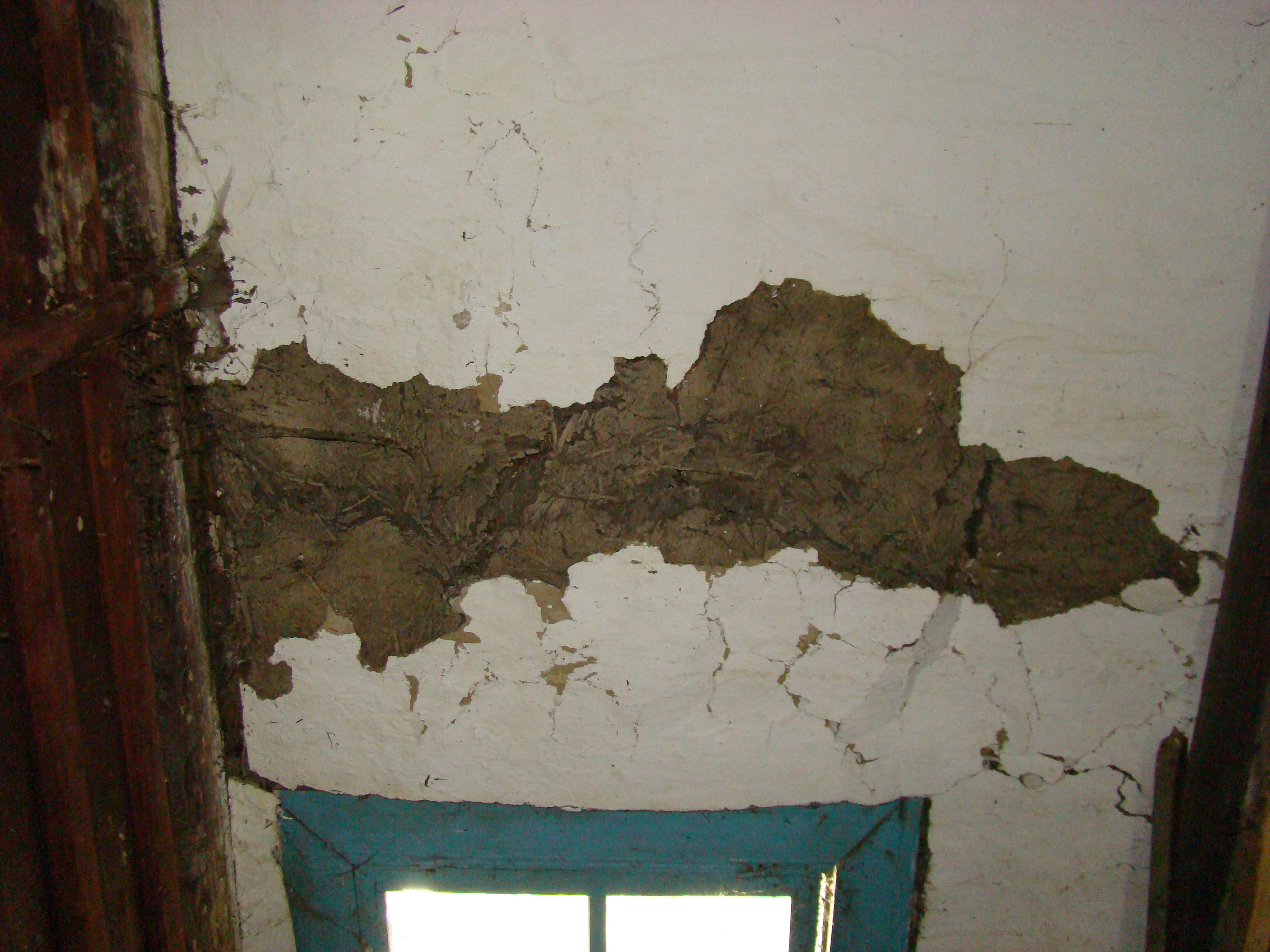
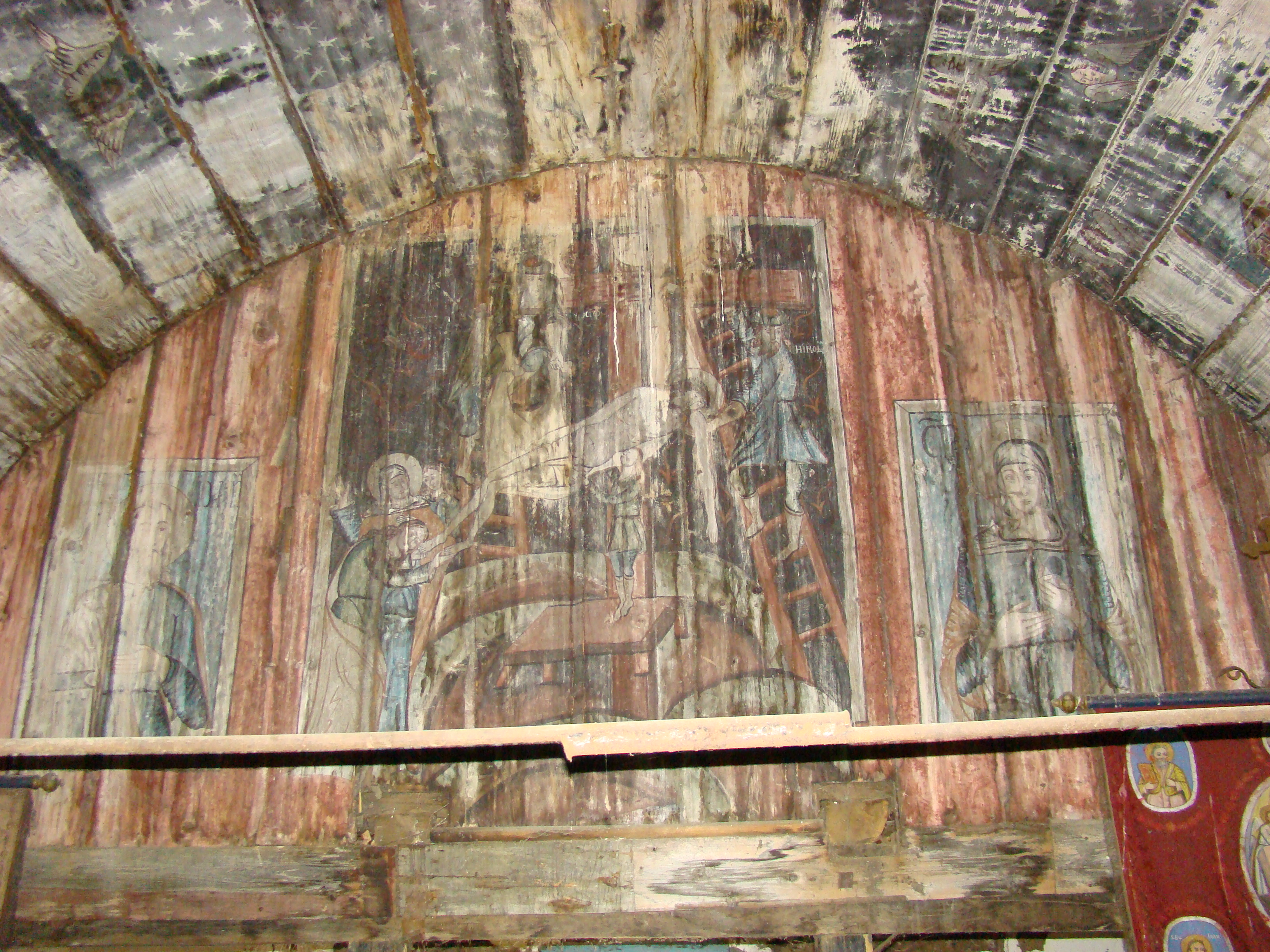
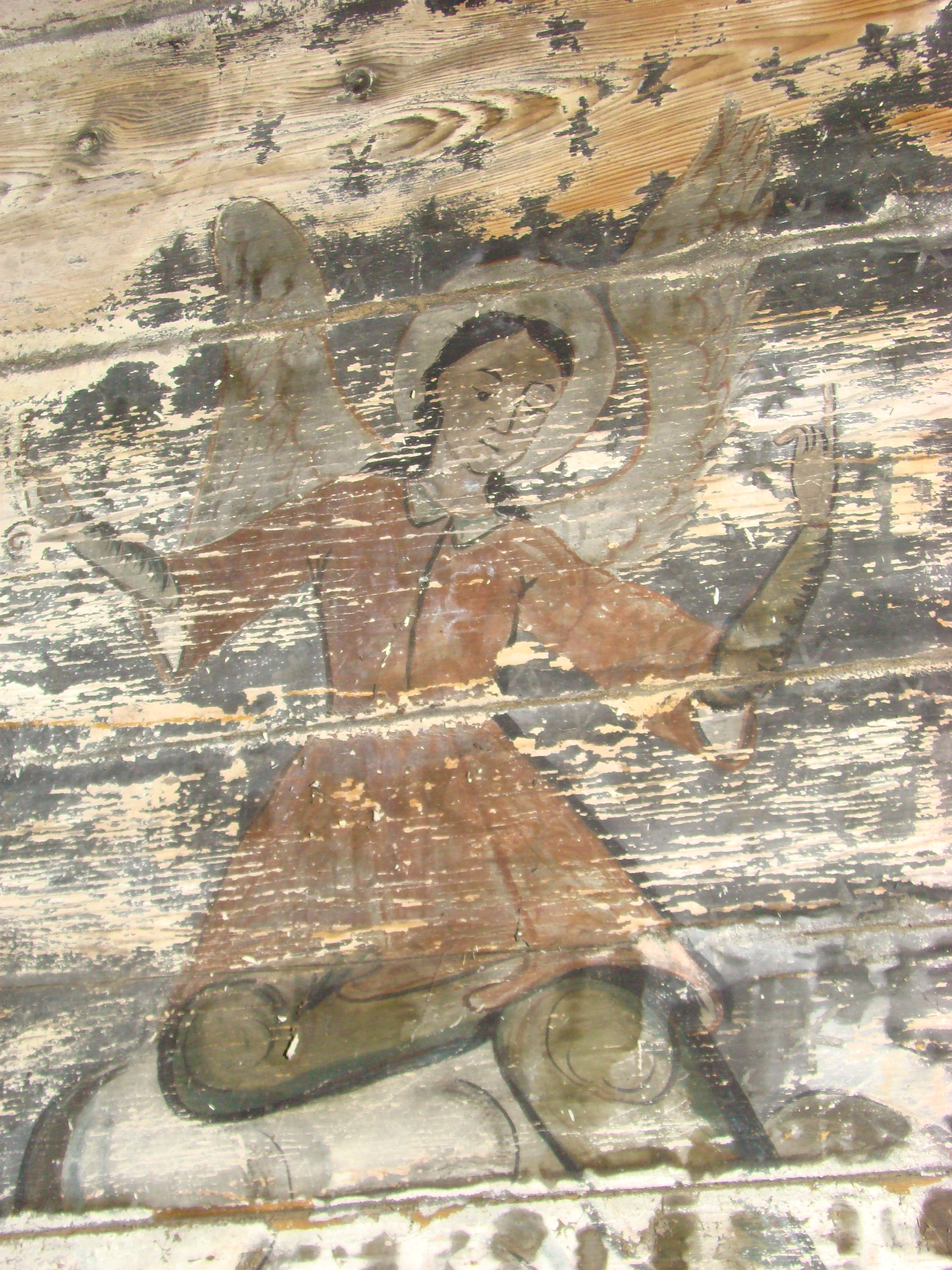
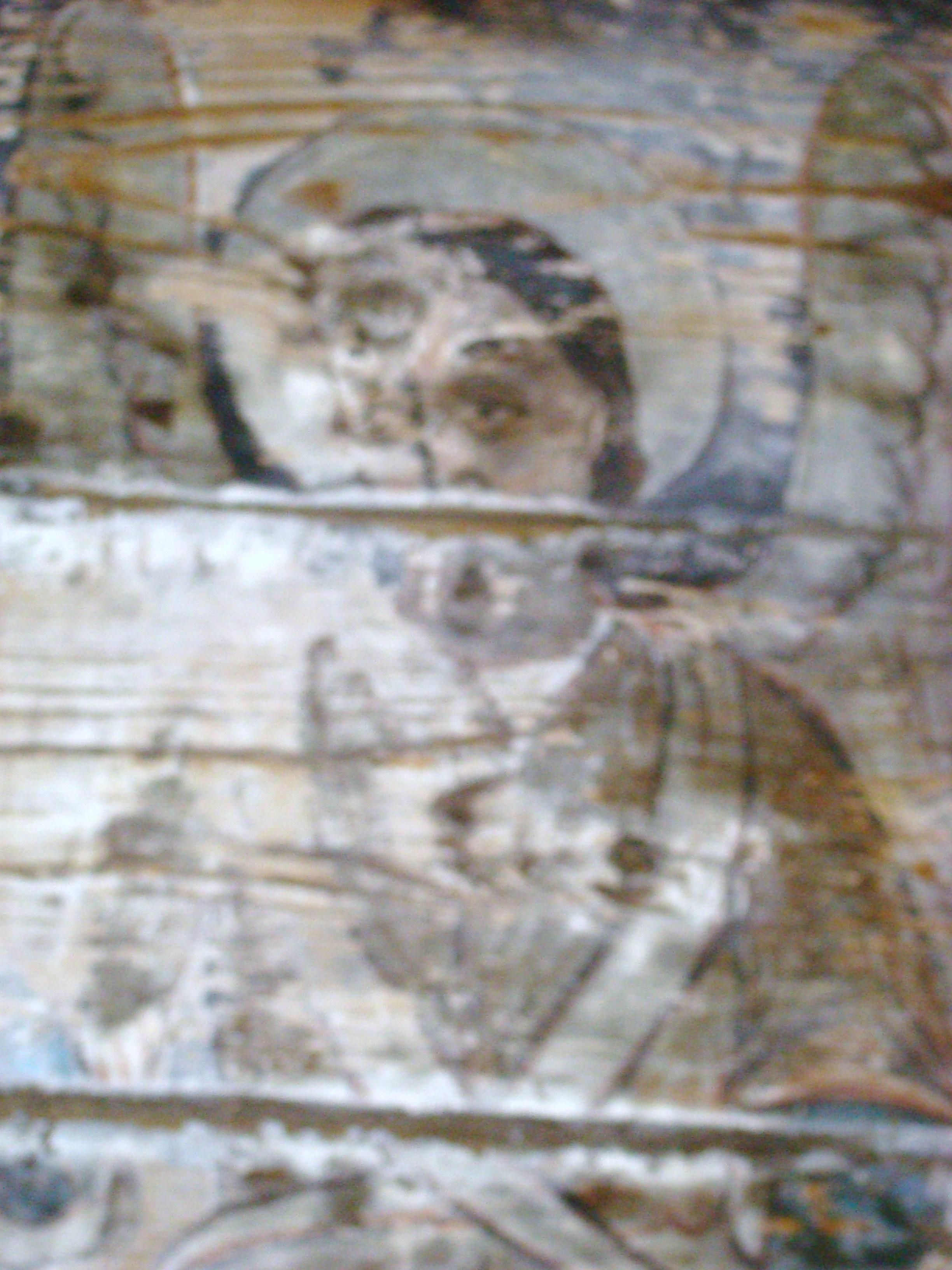
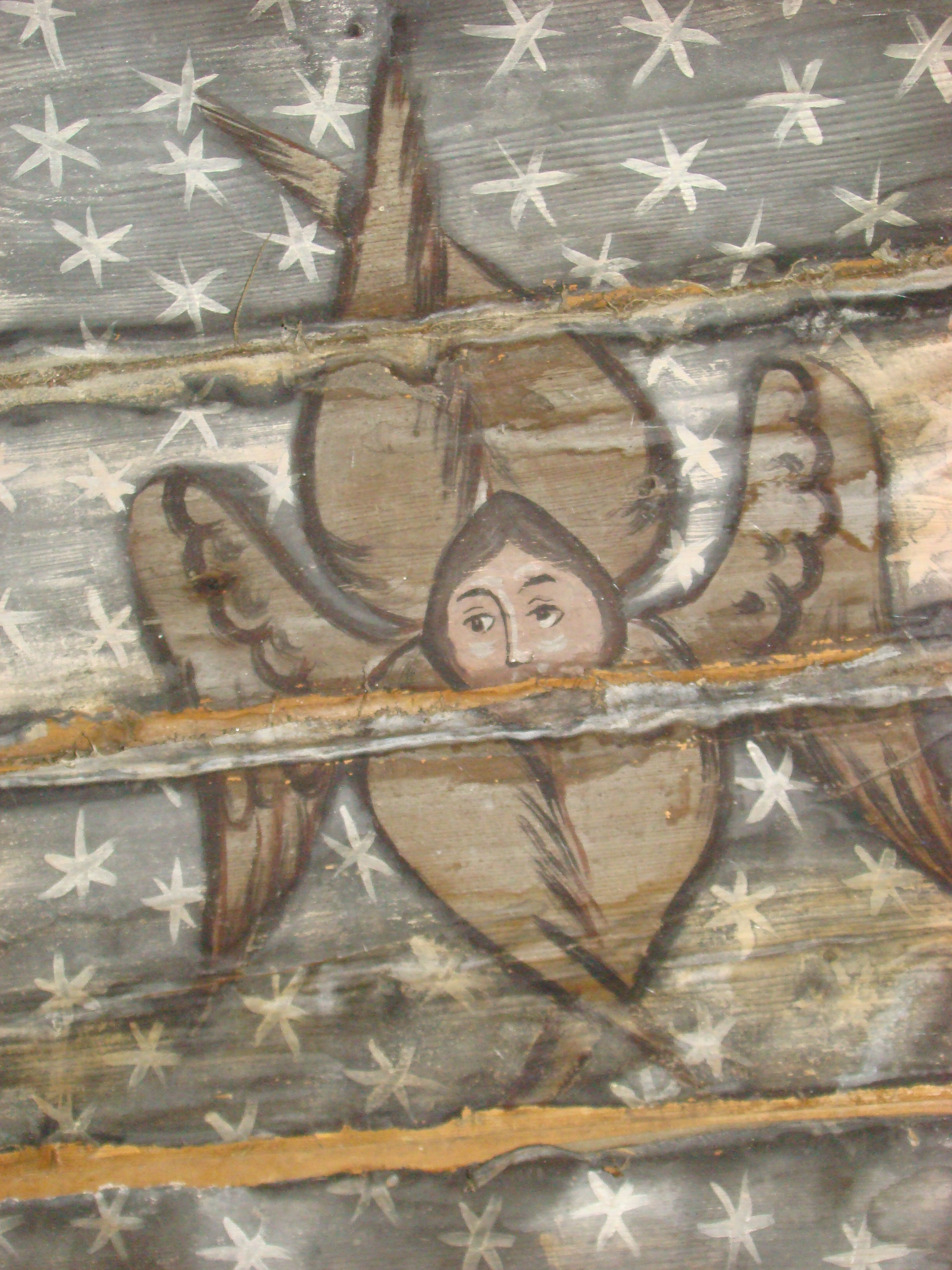
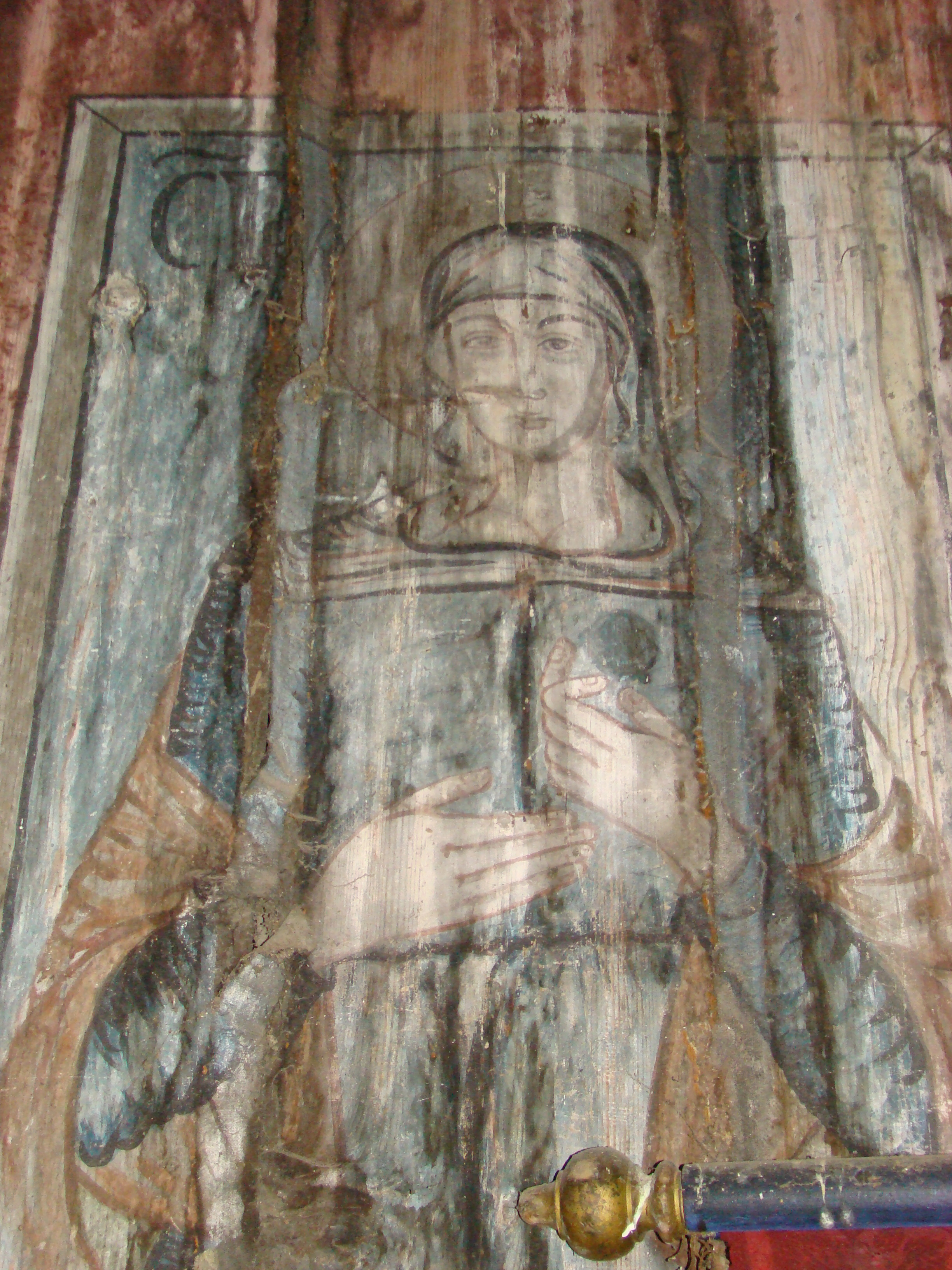
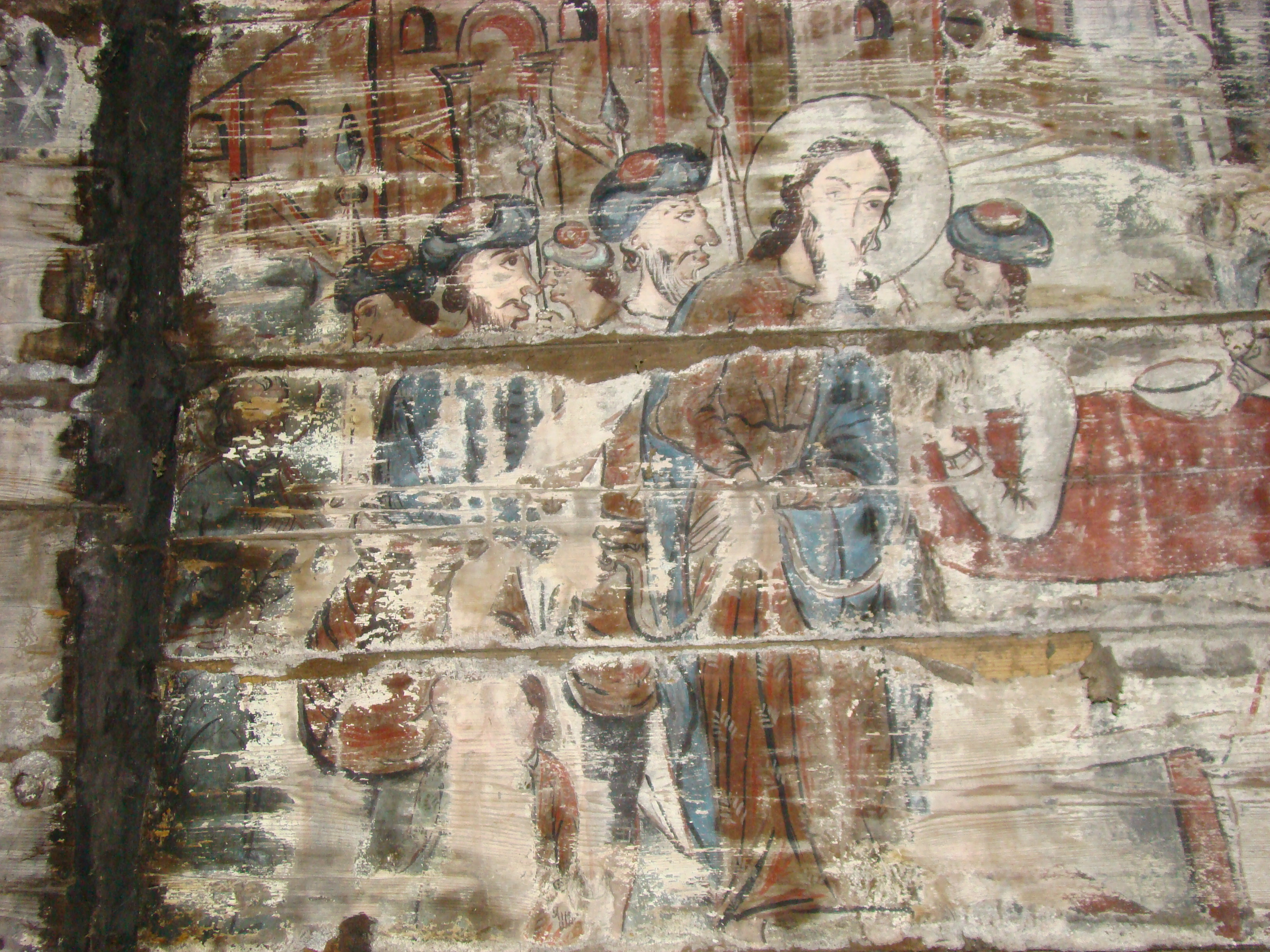
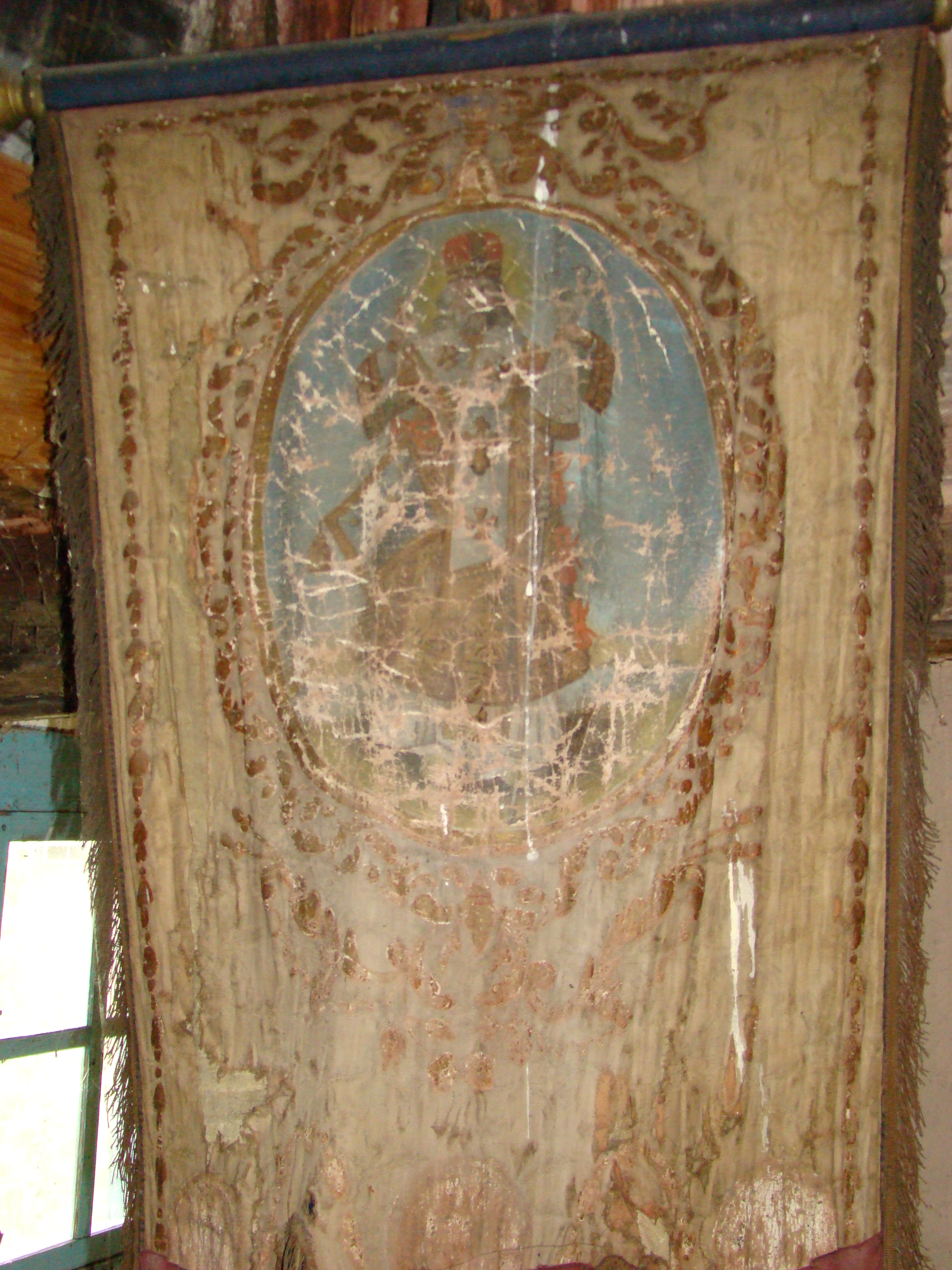

## Imagini din exterior

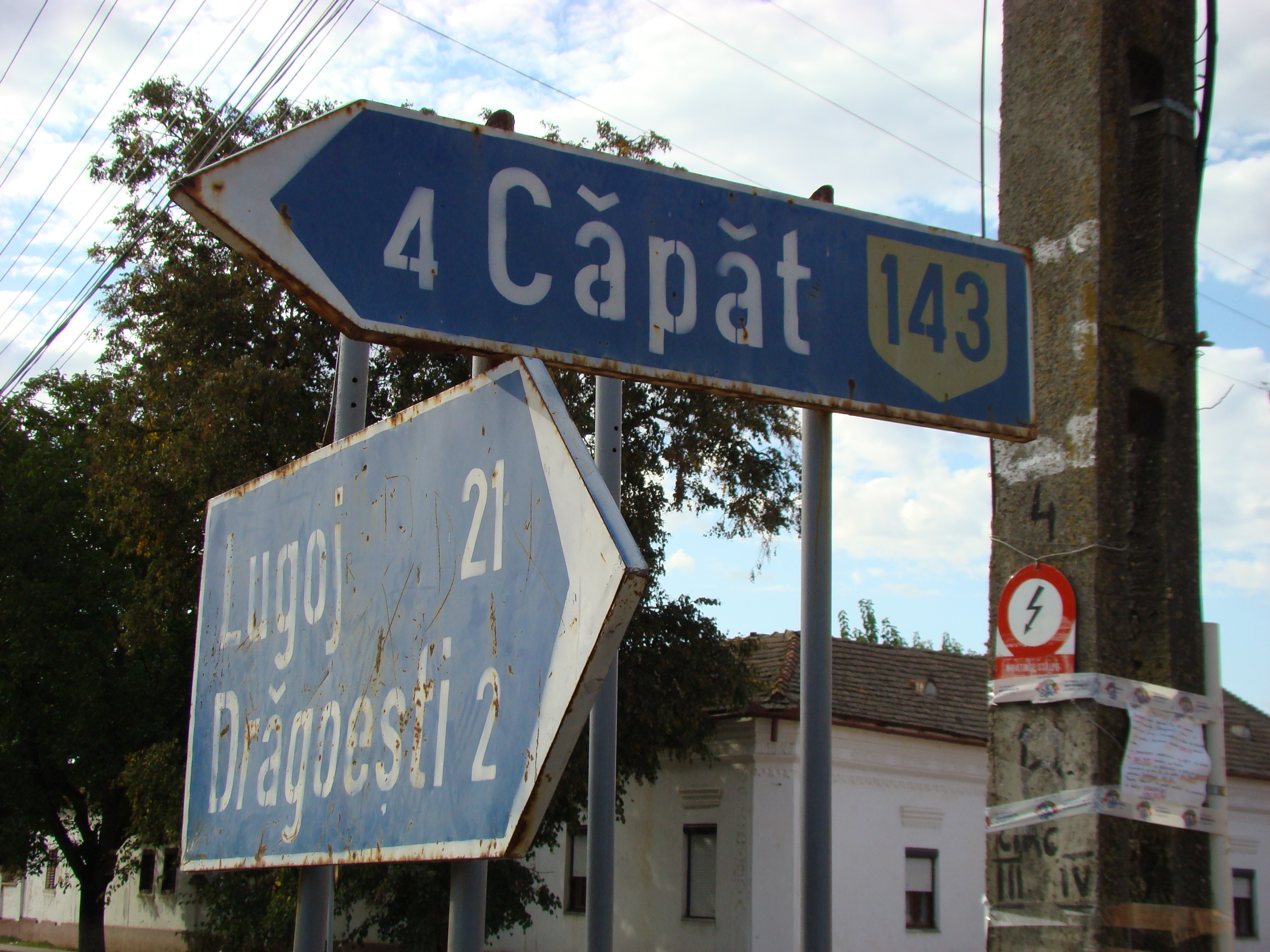
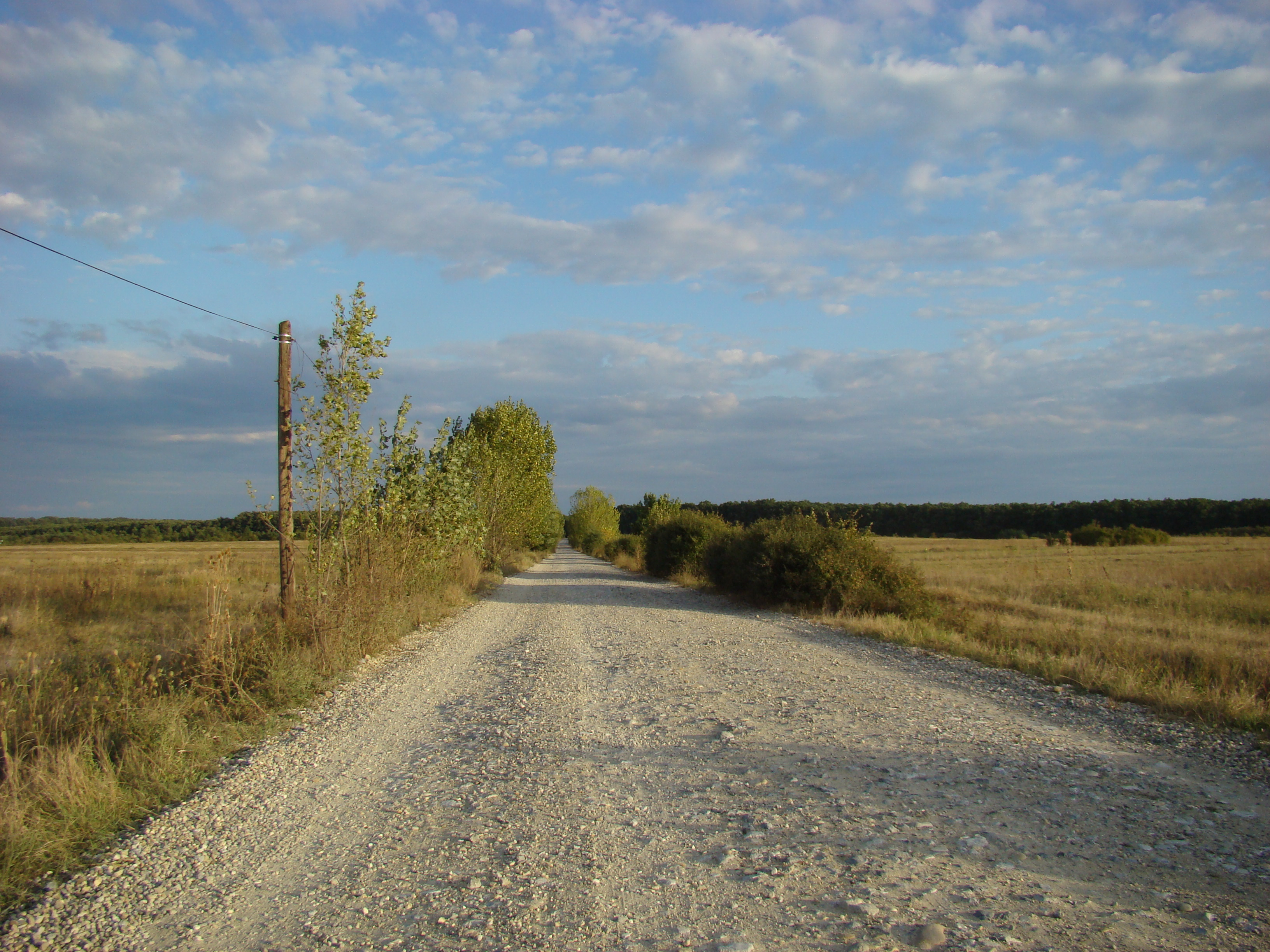
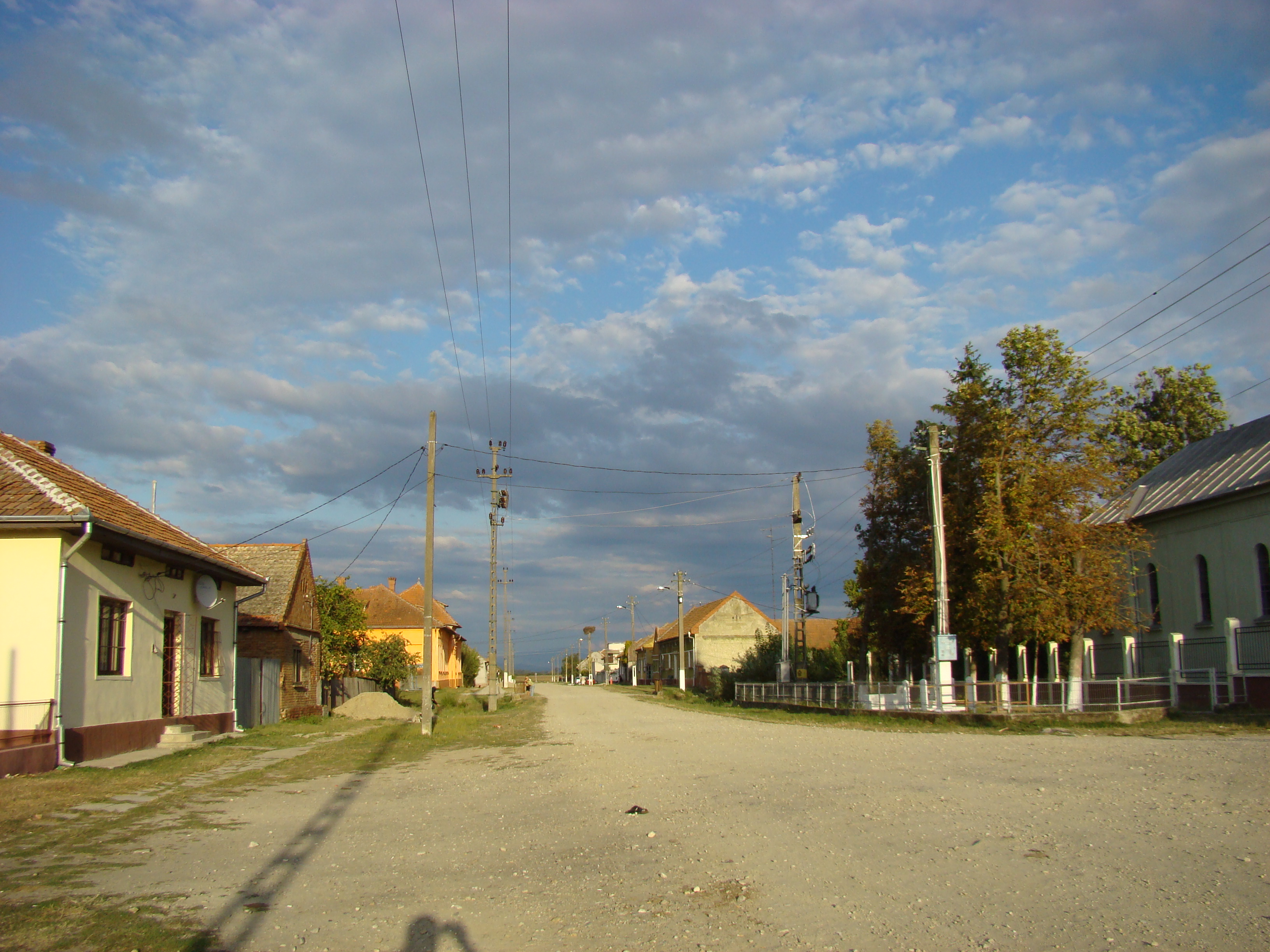
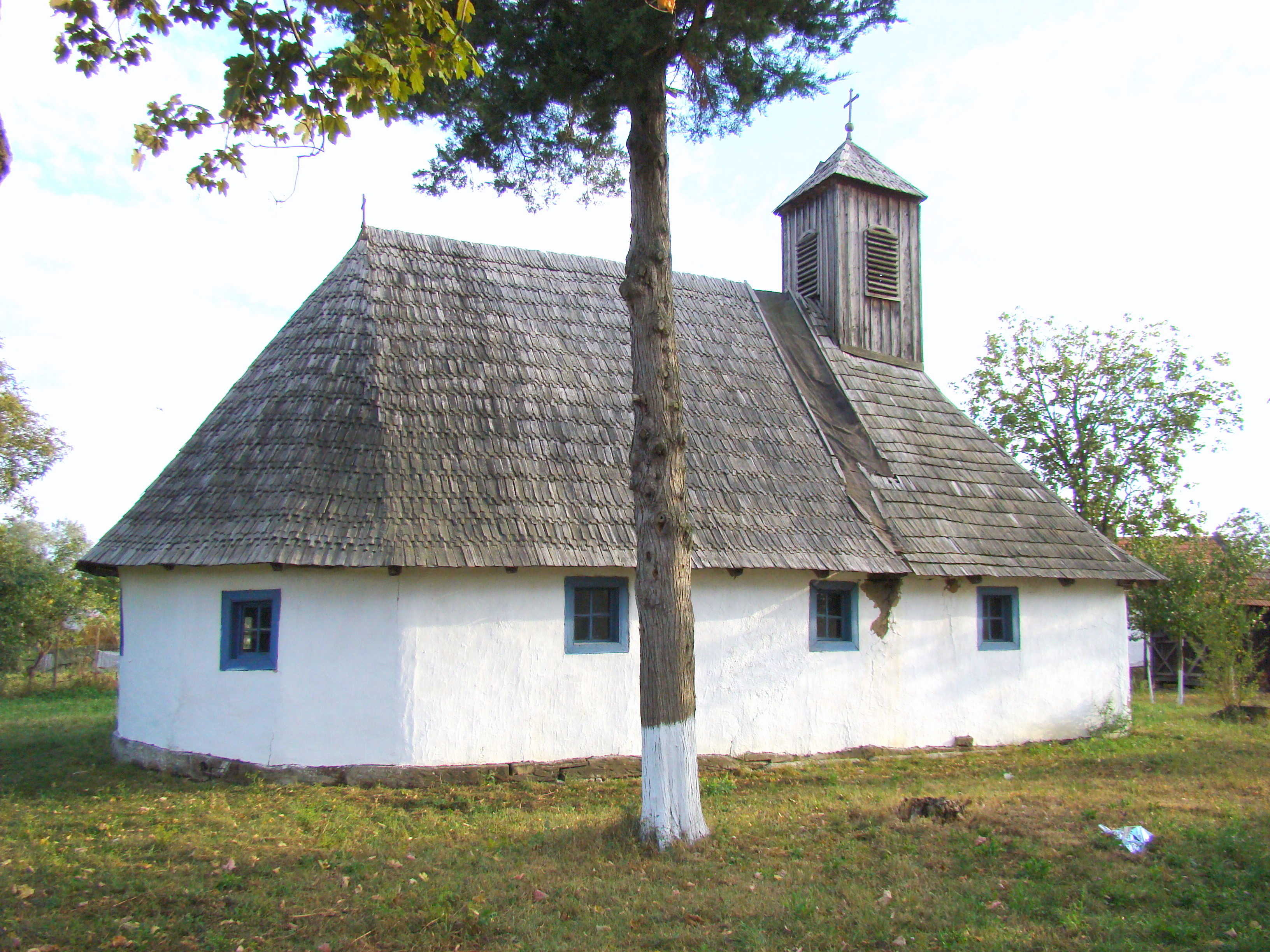
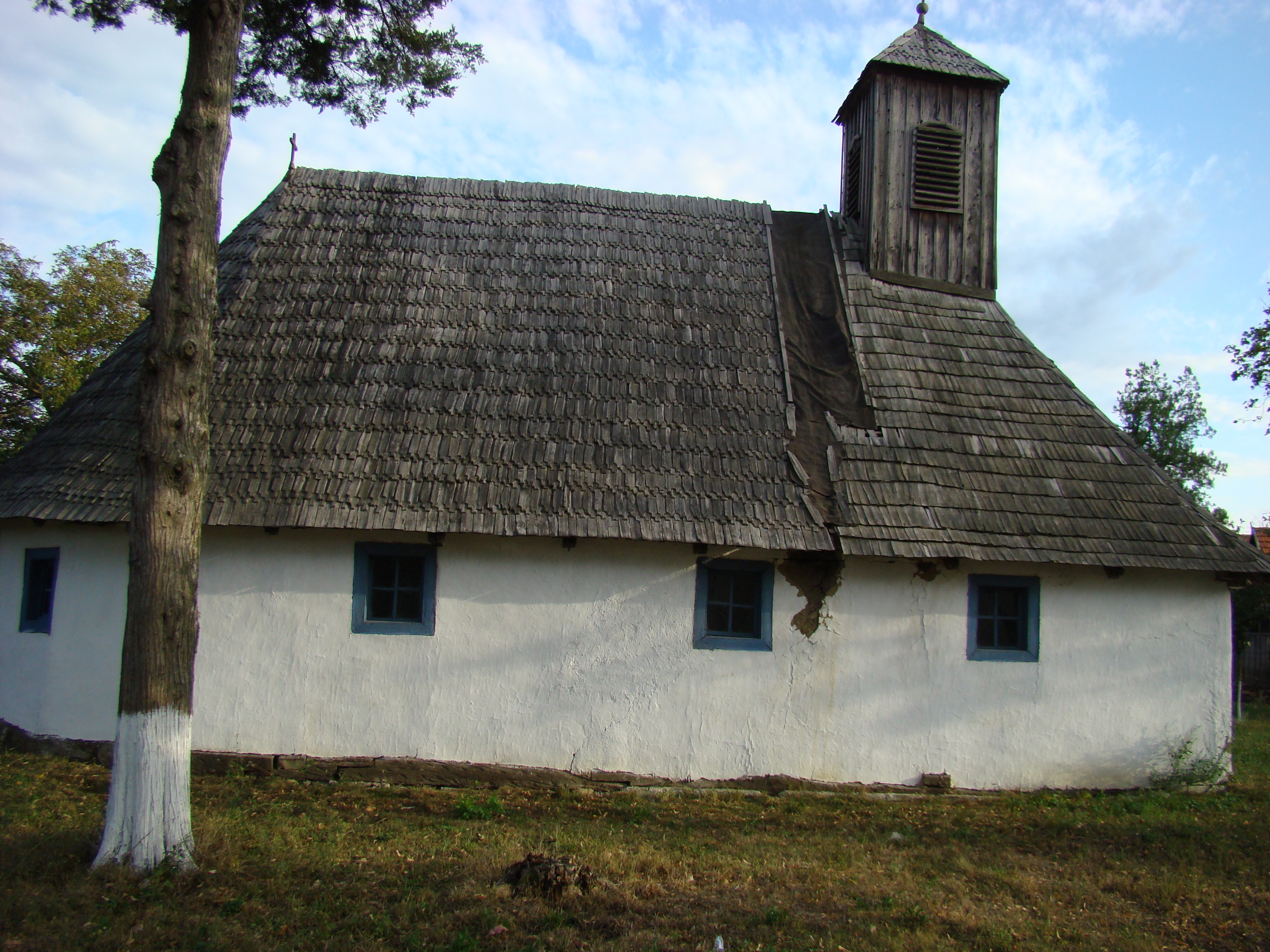
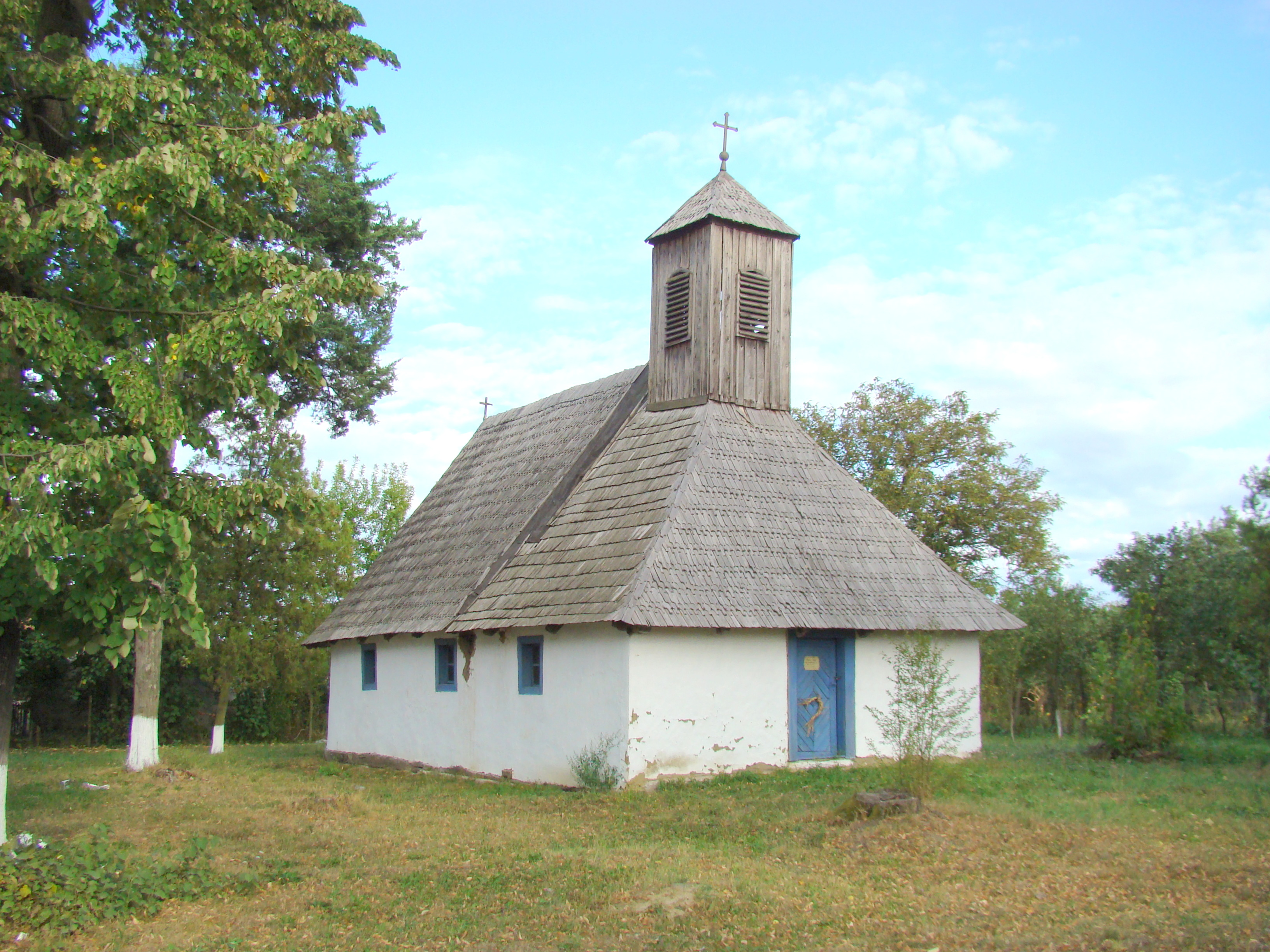
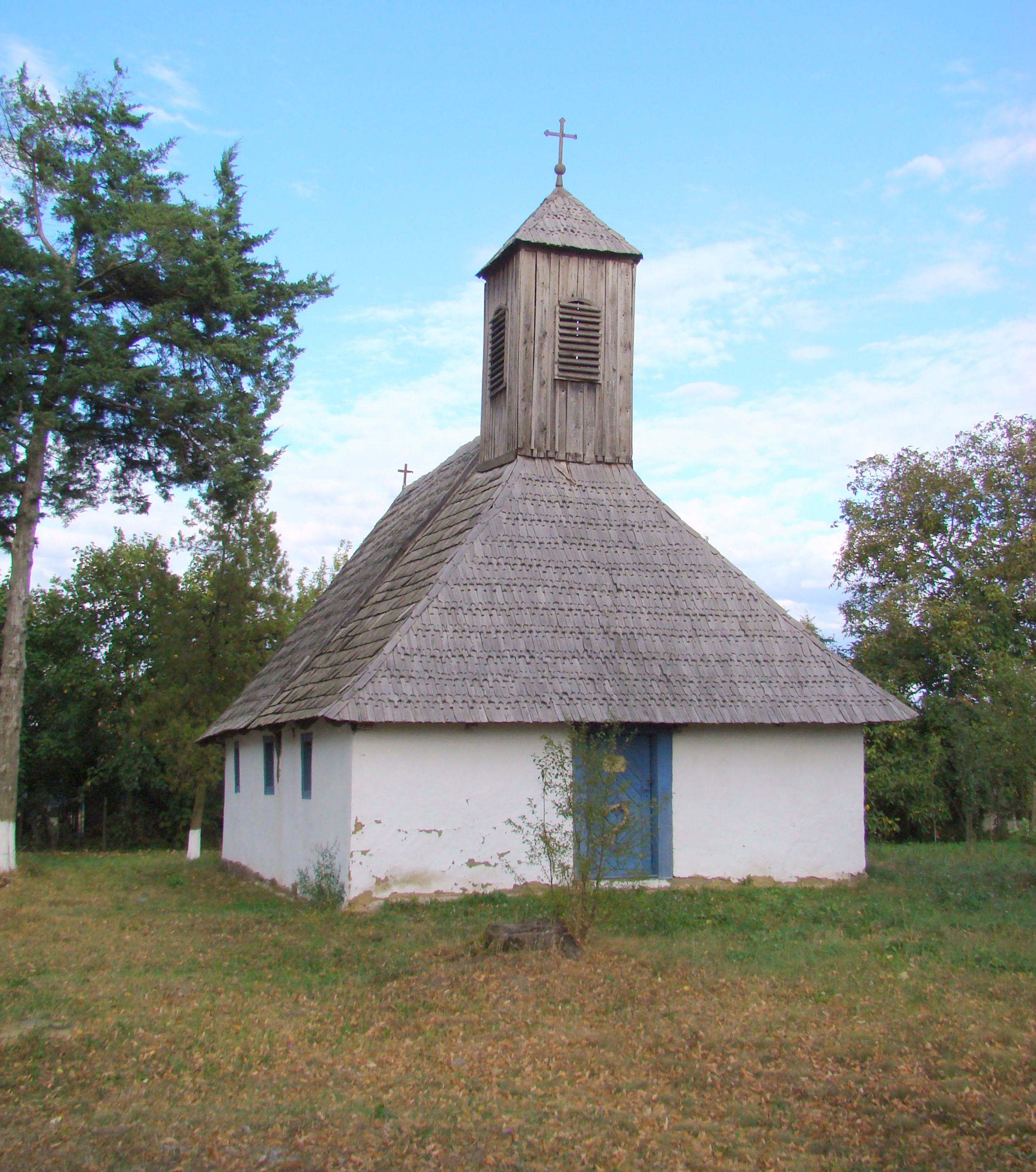
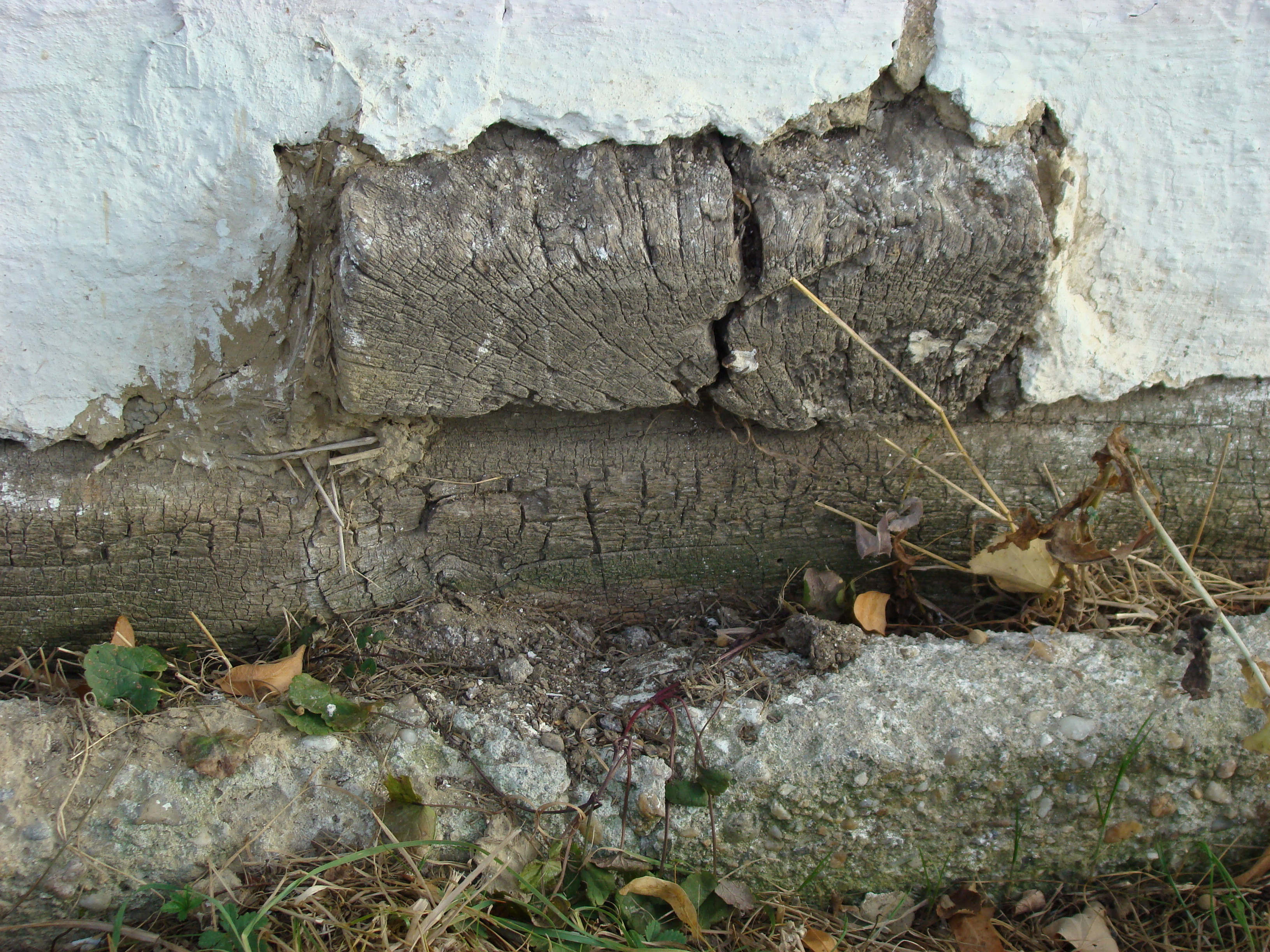
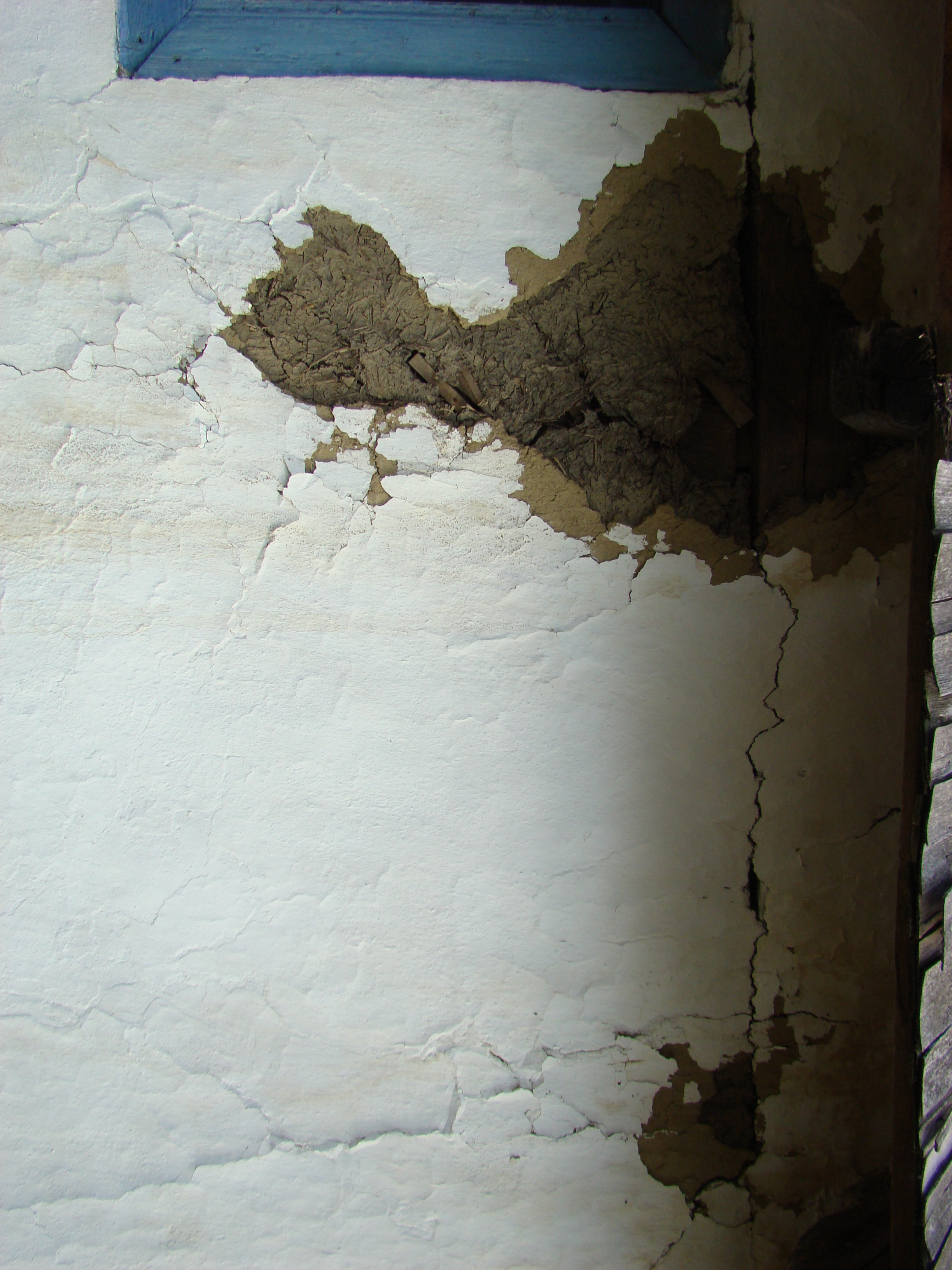
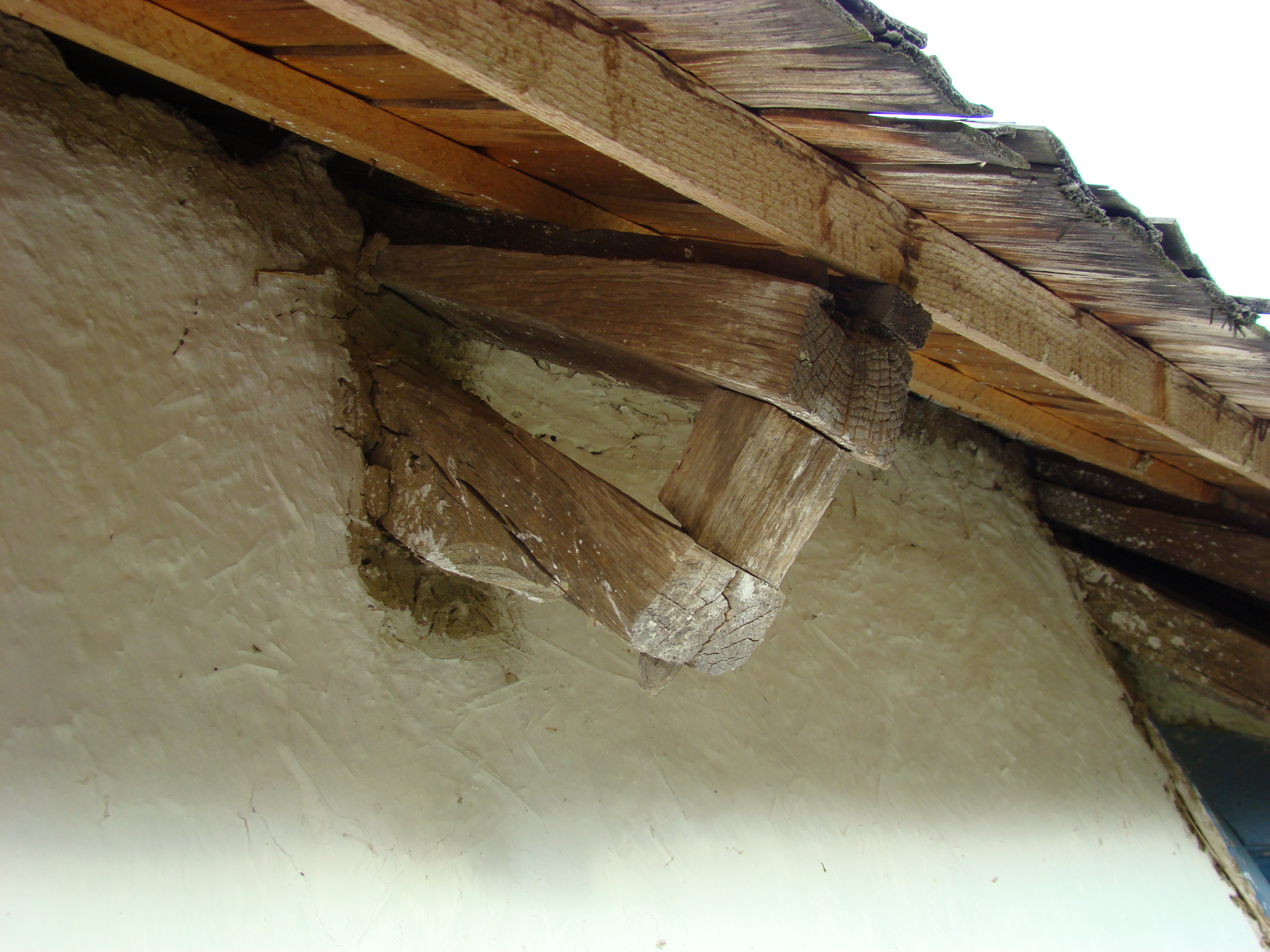
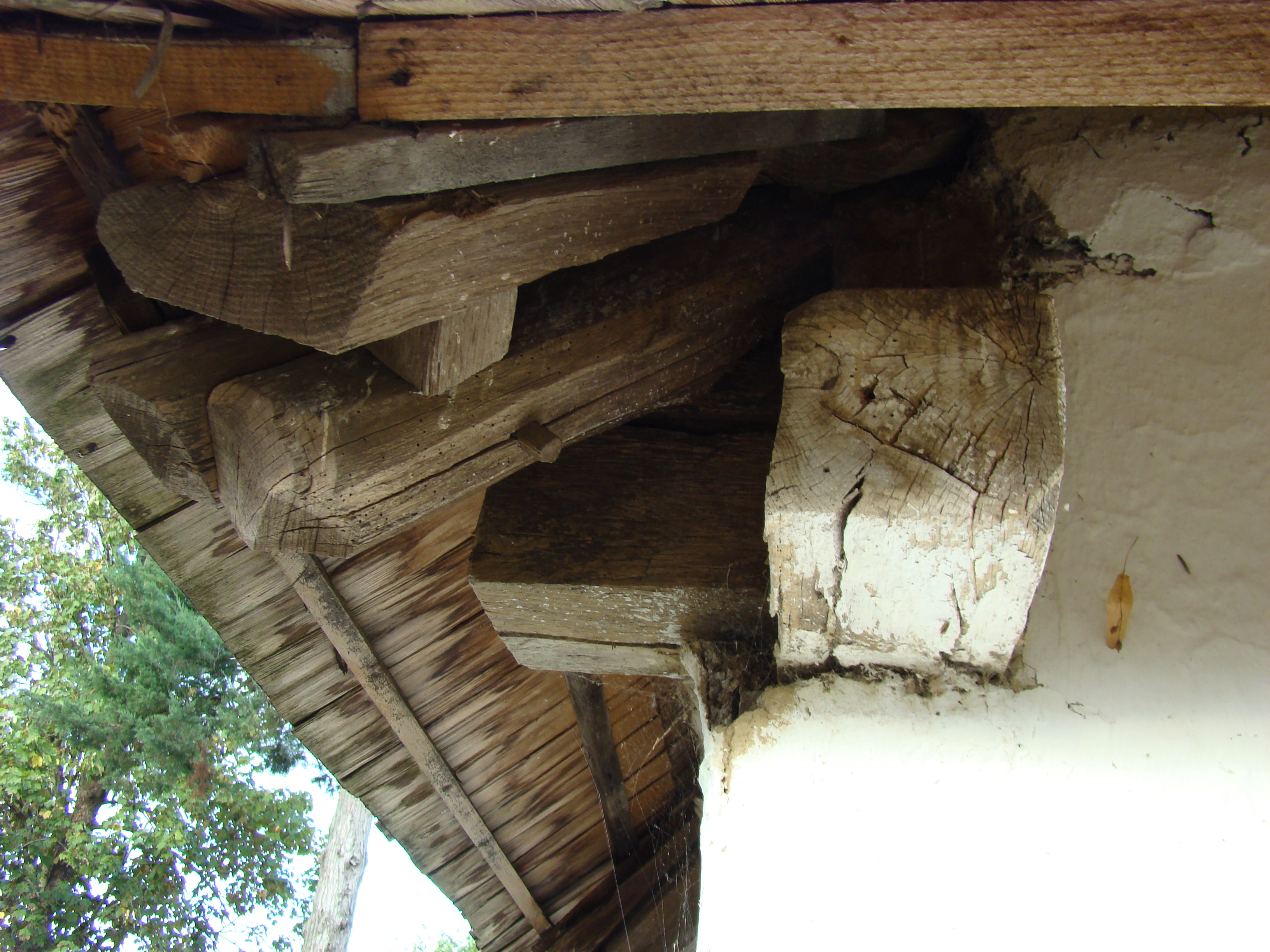
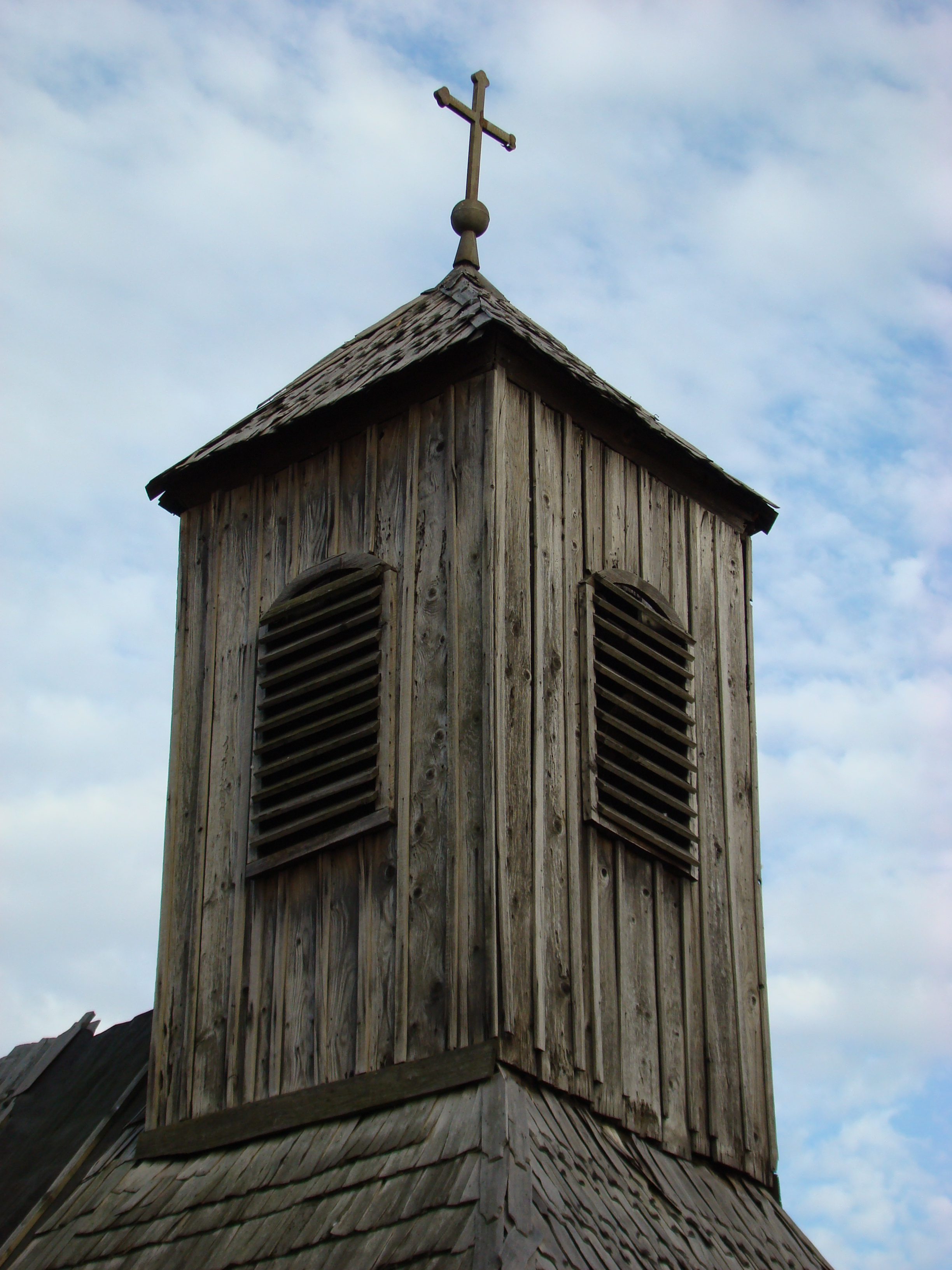
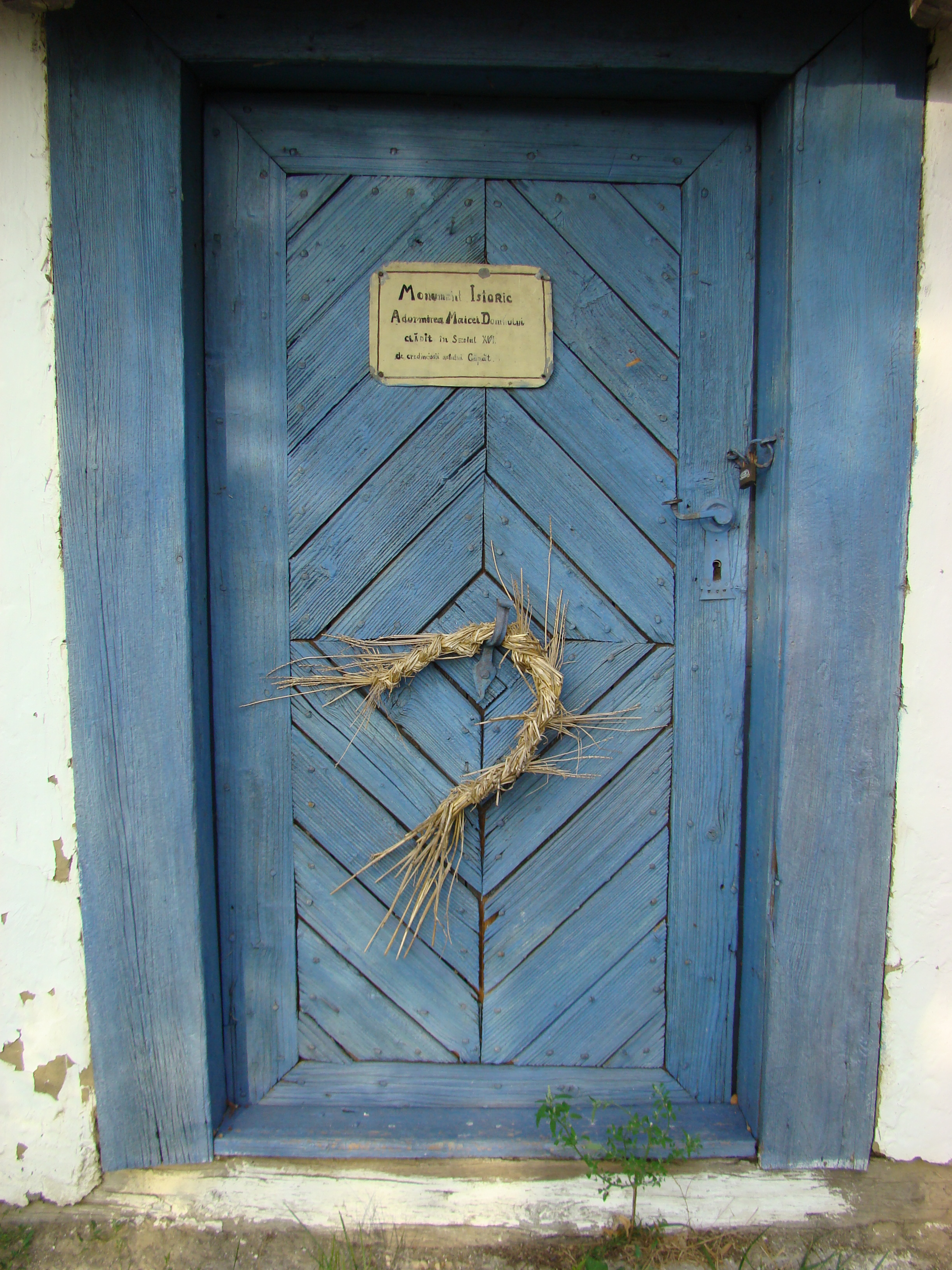
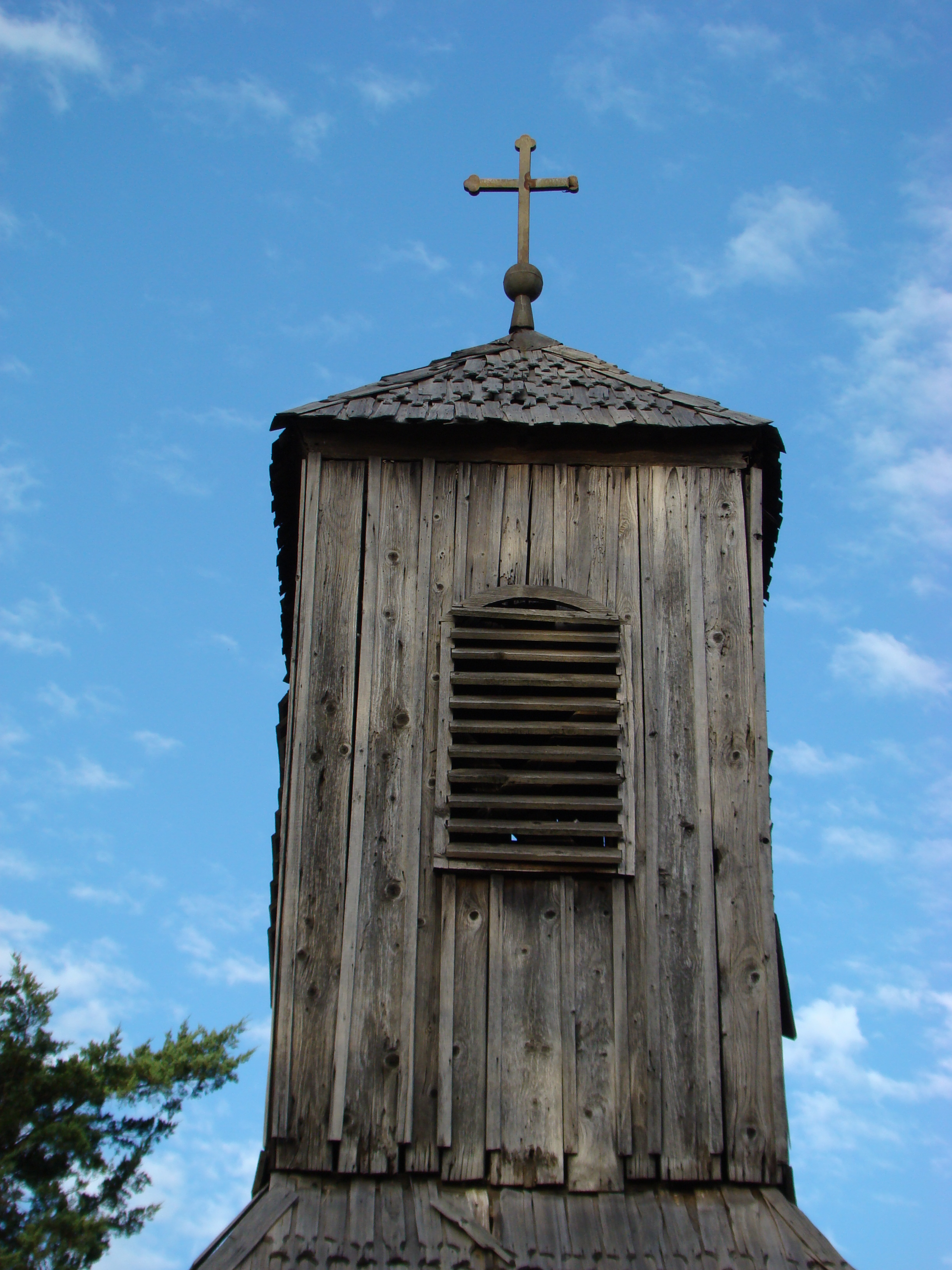
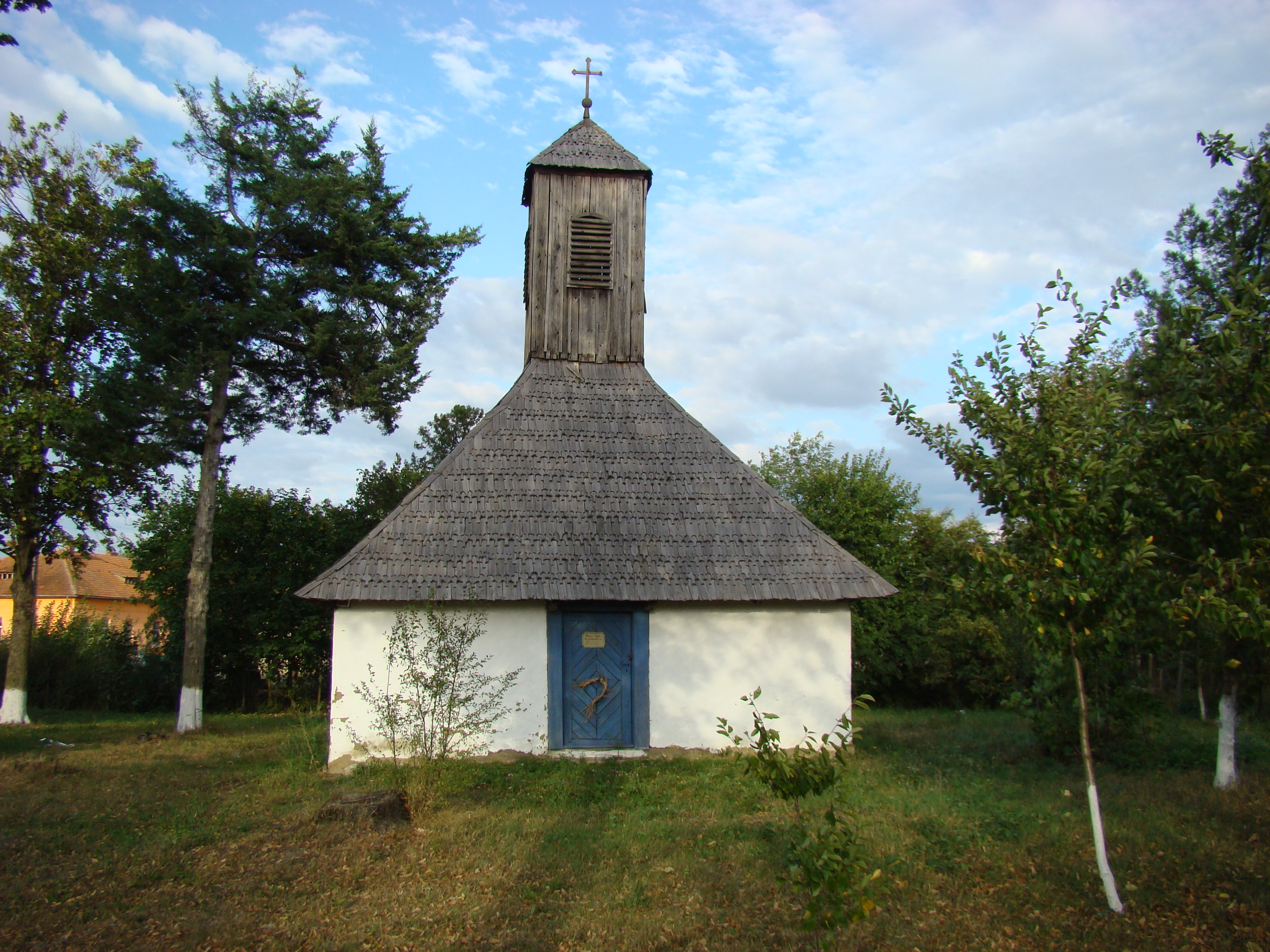
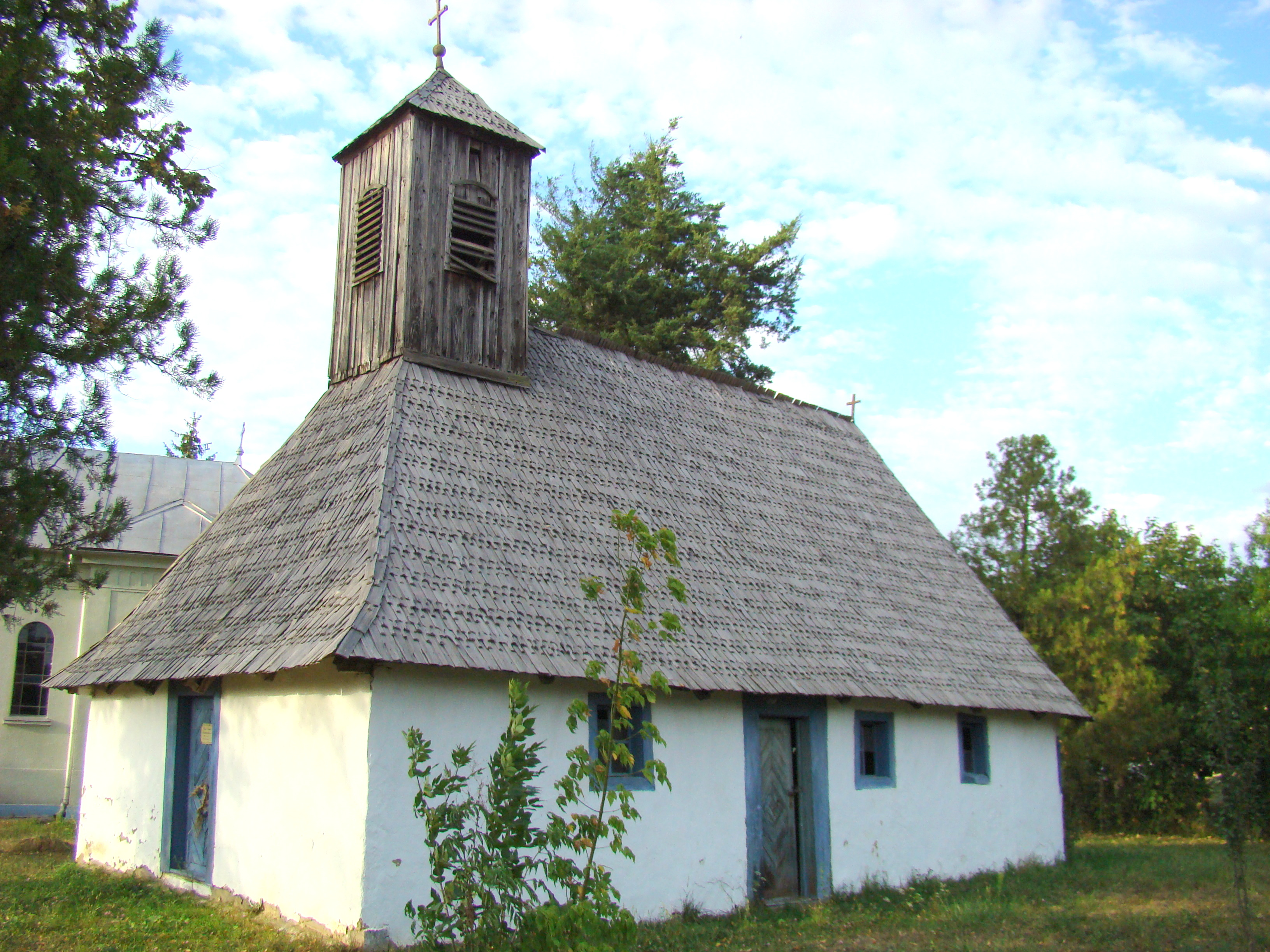
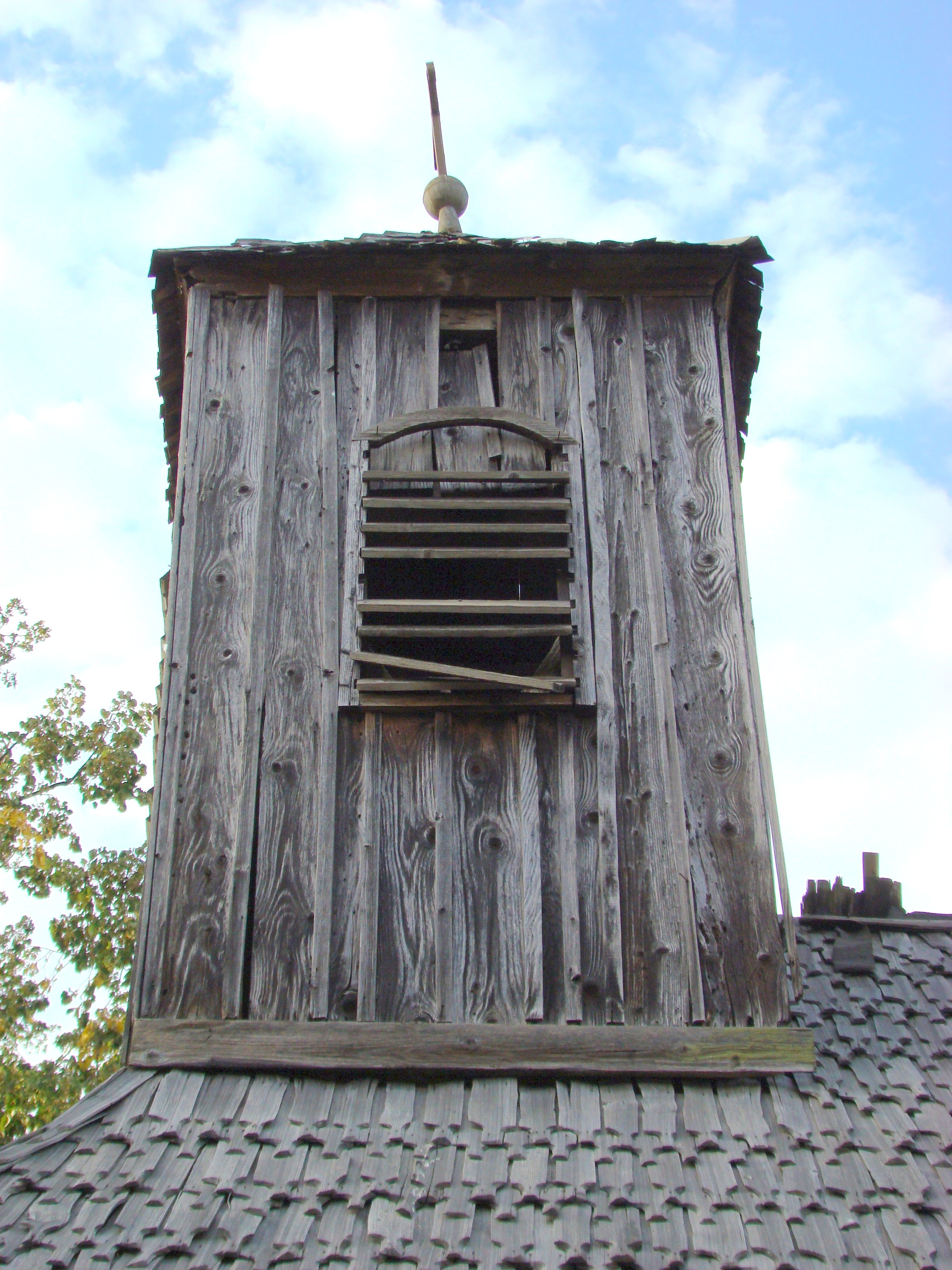
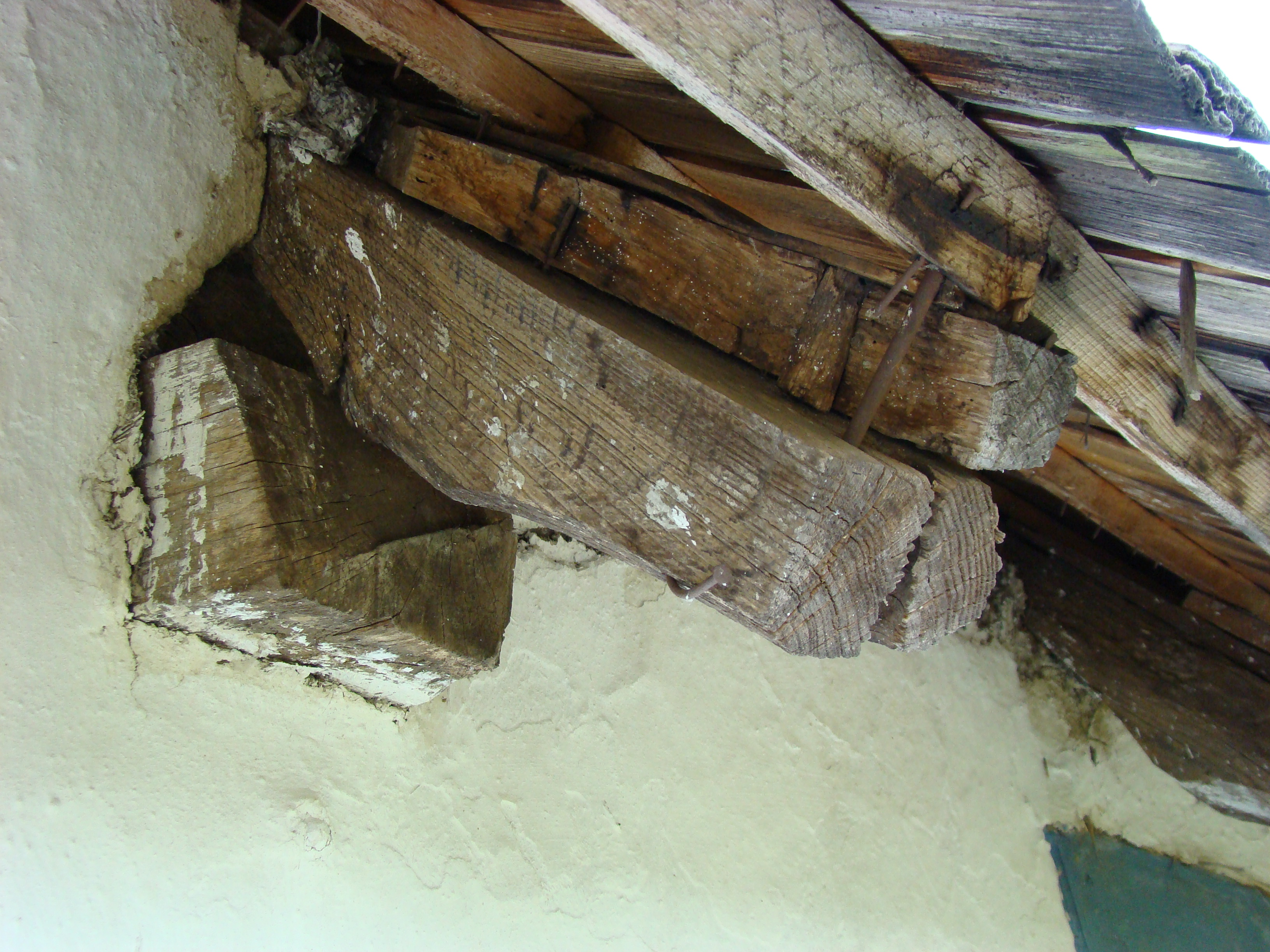
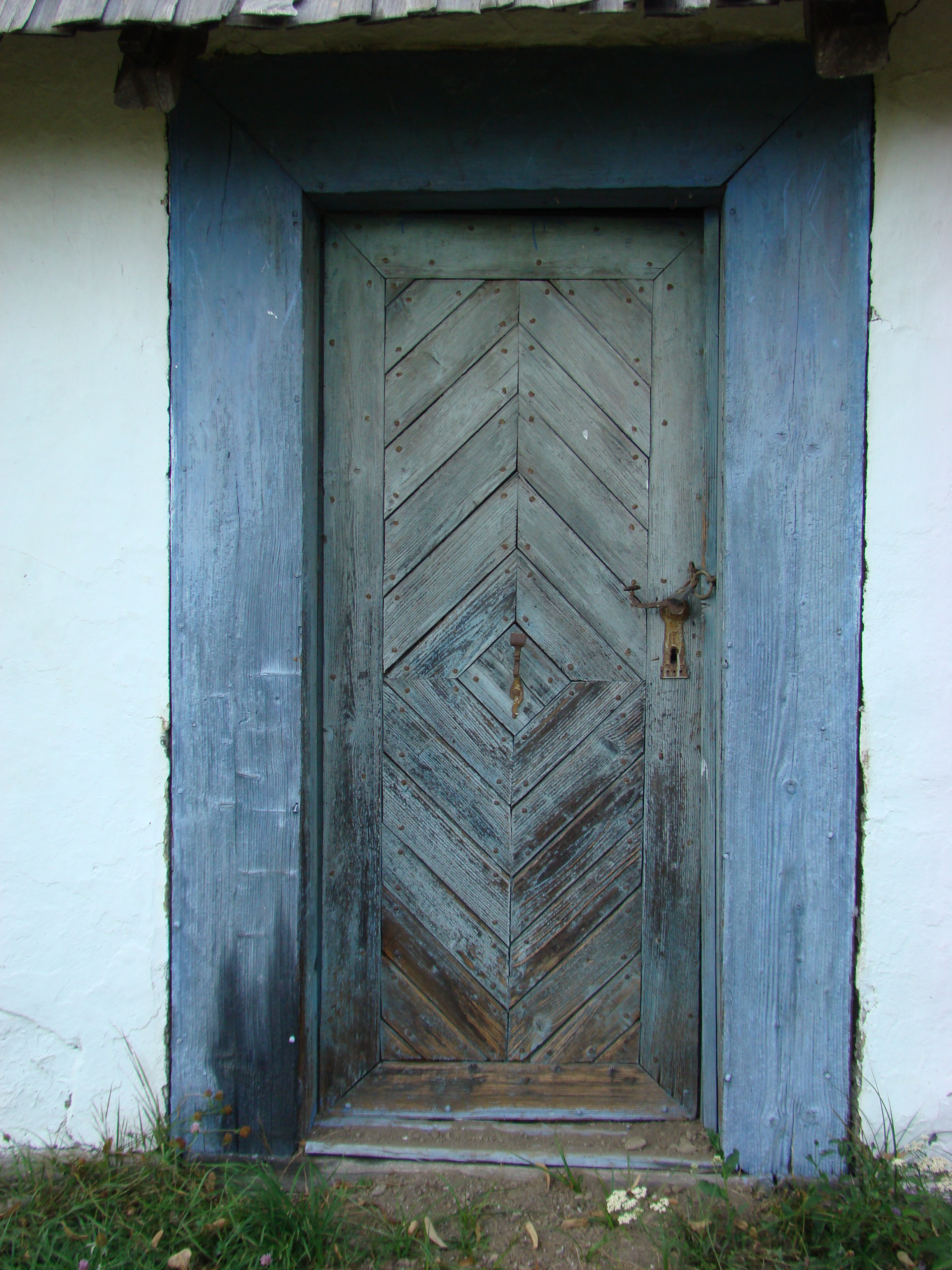
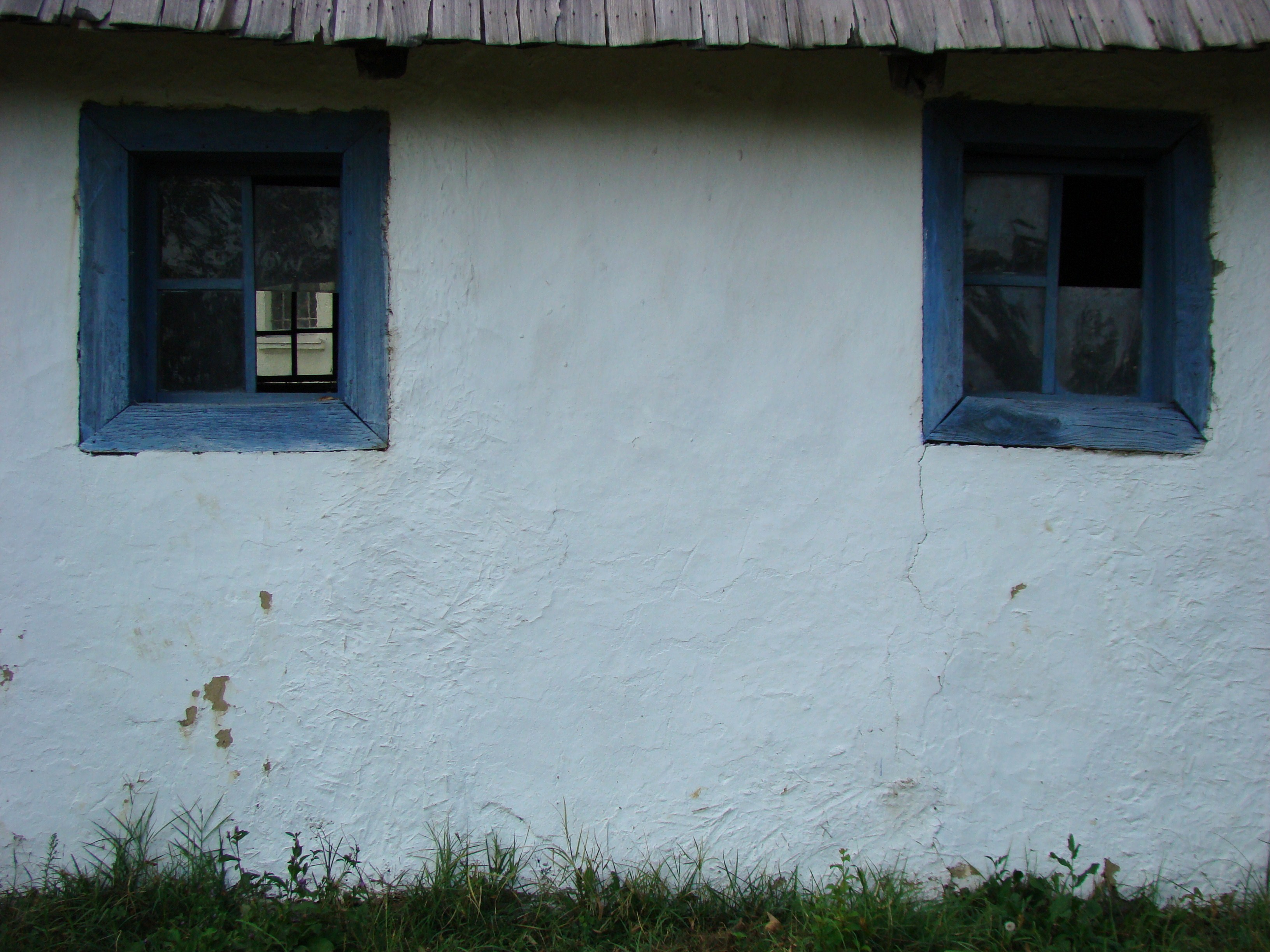
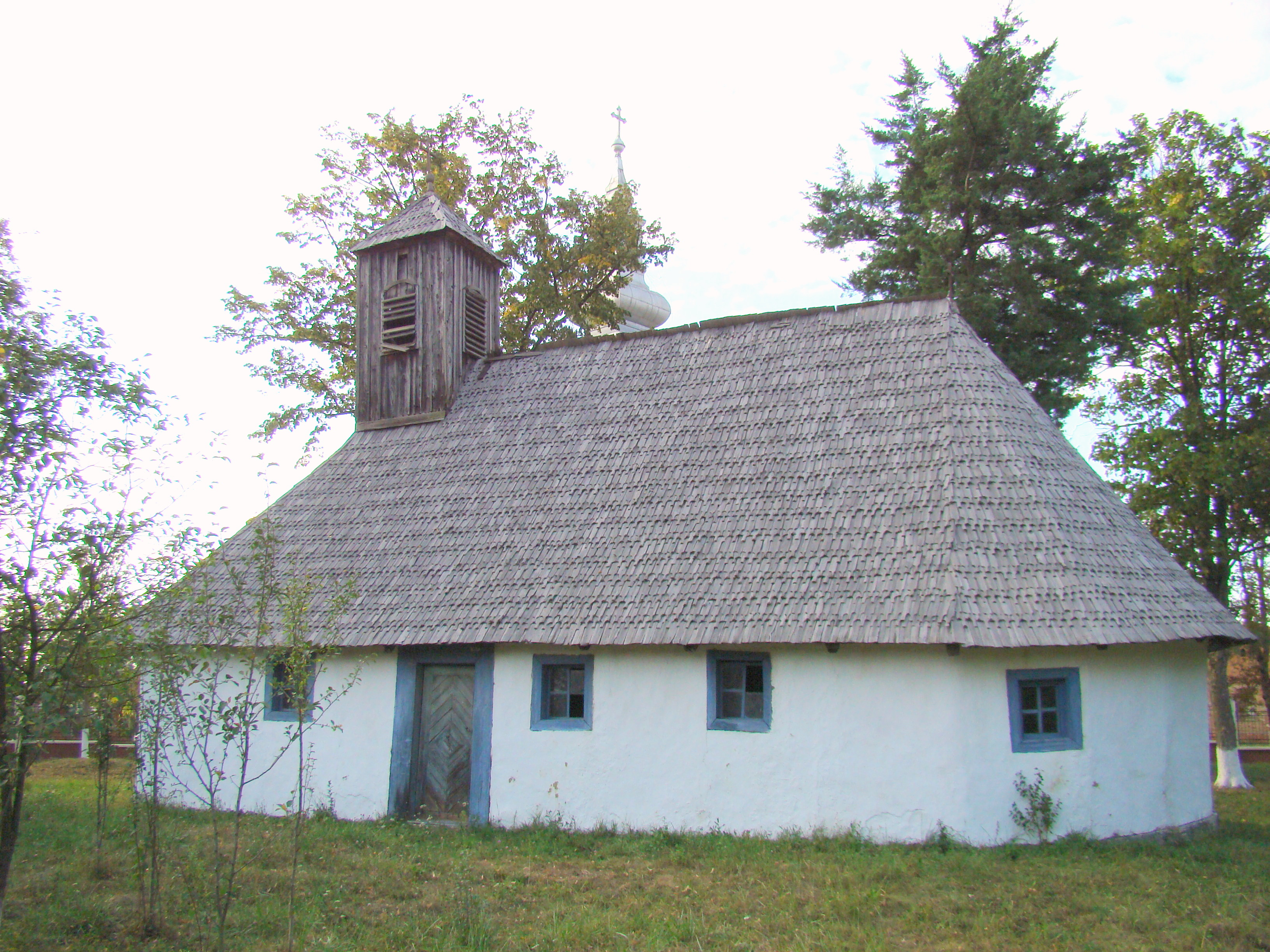
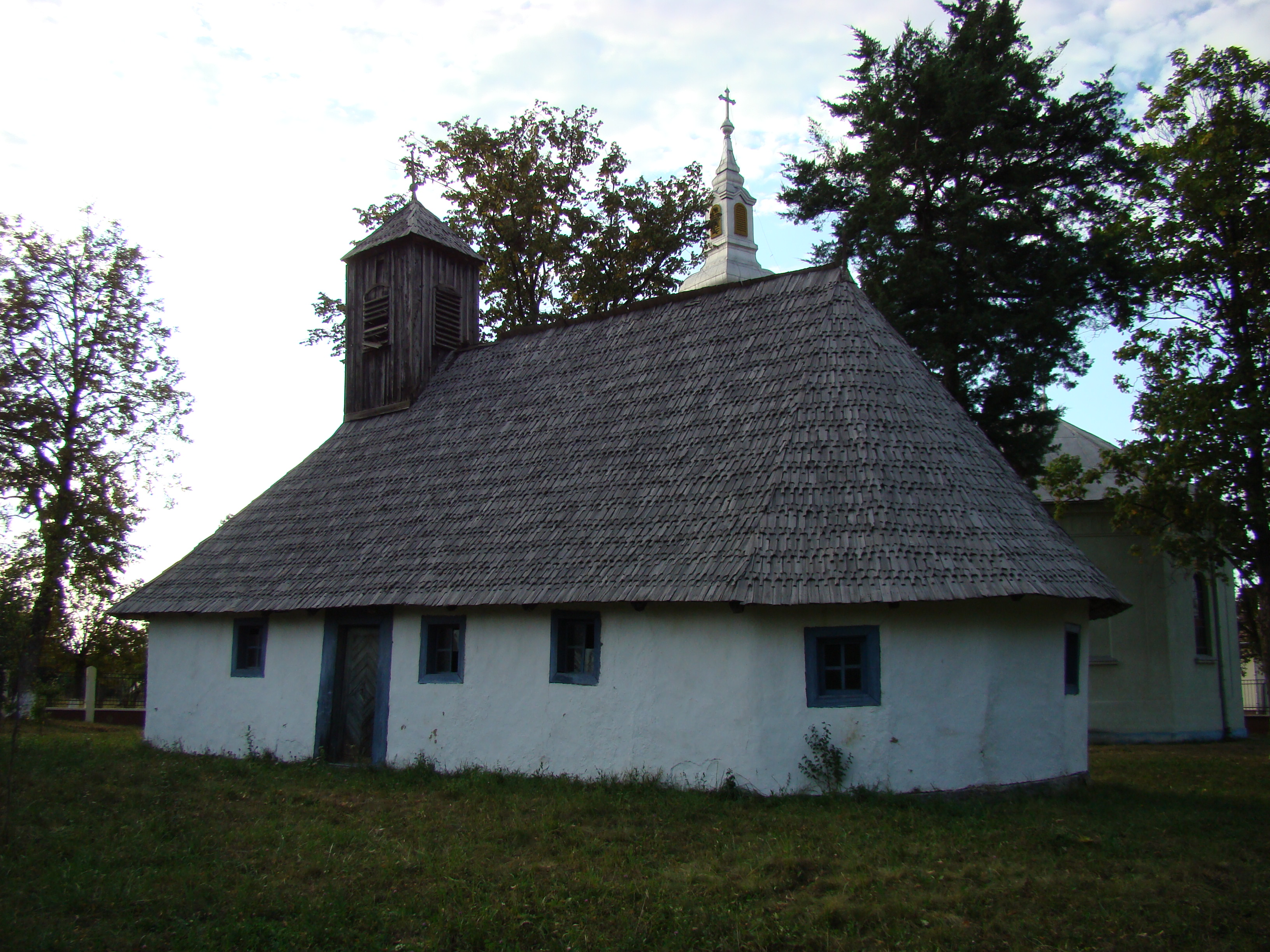
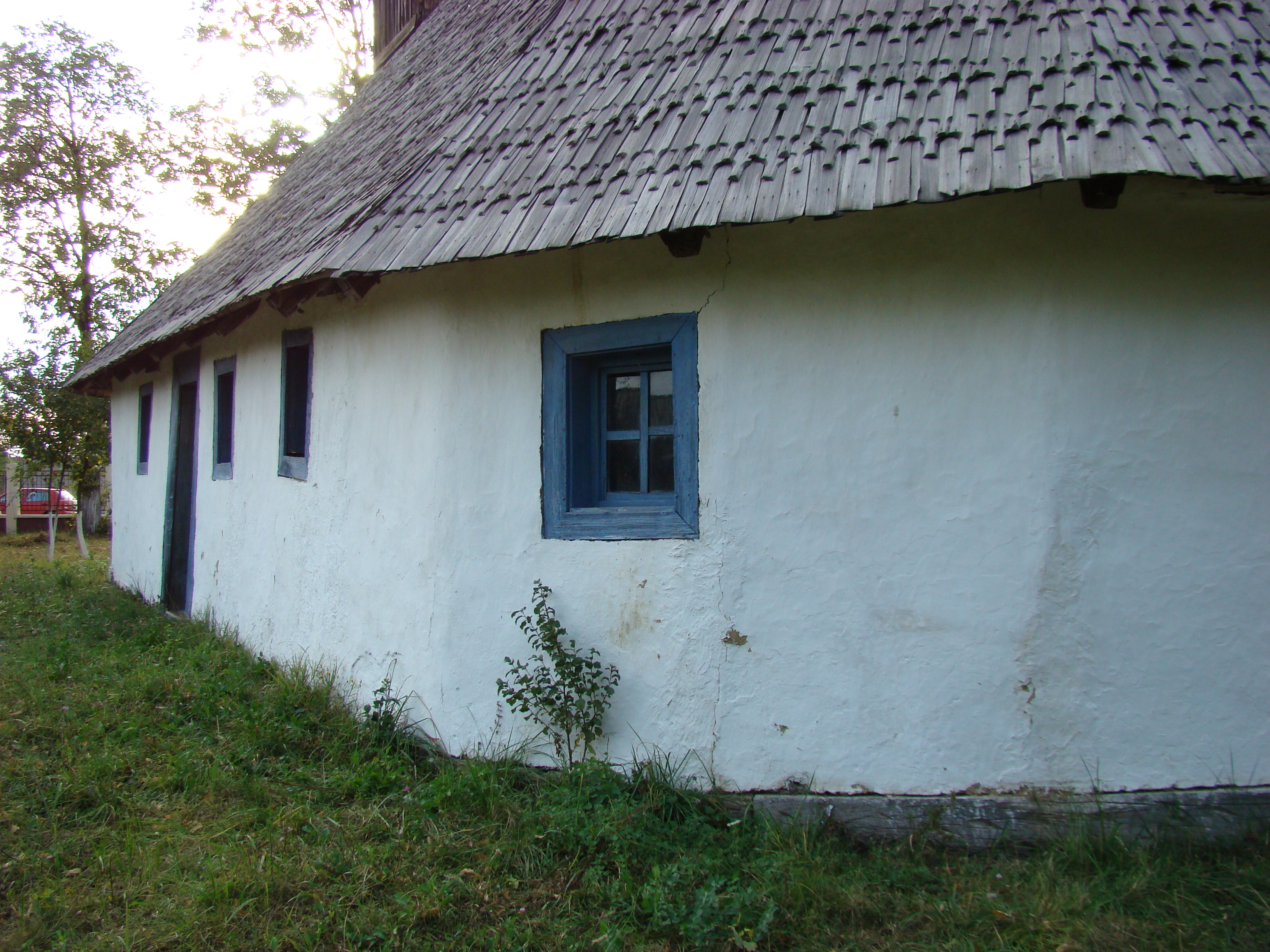
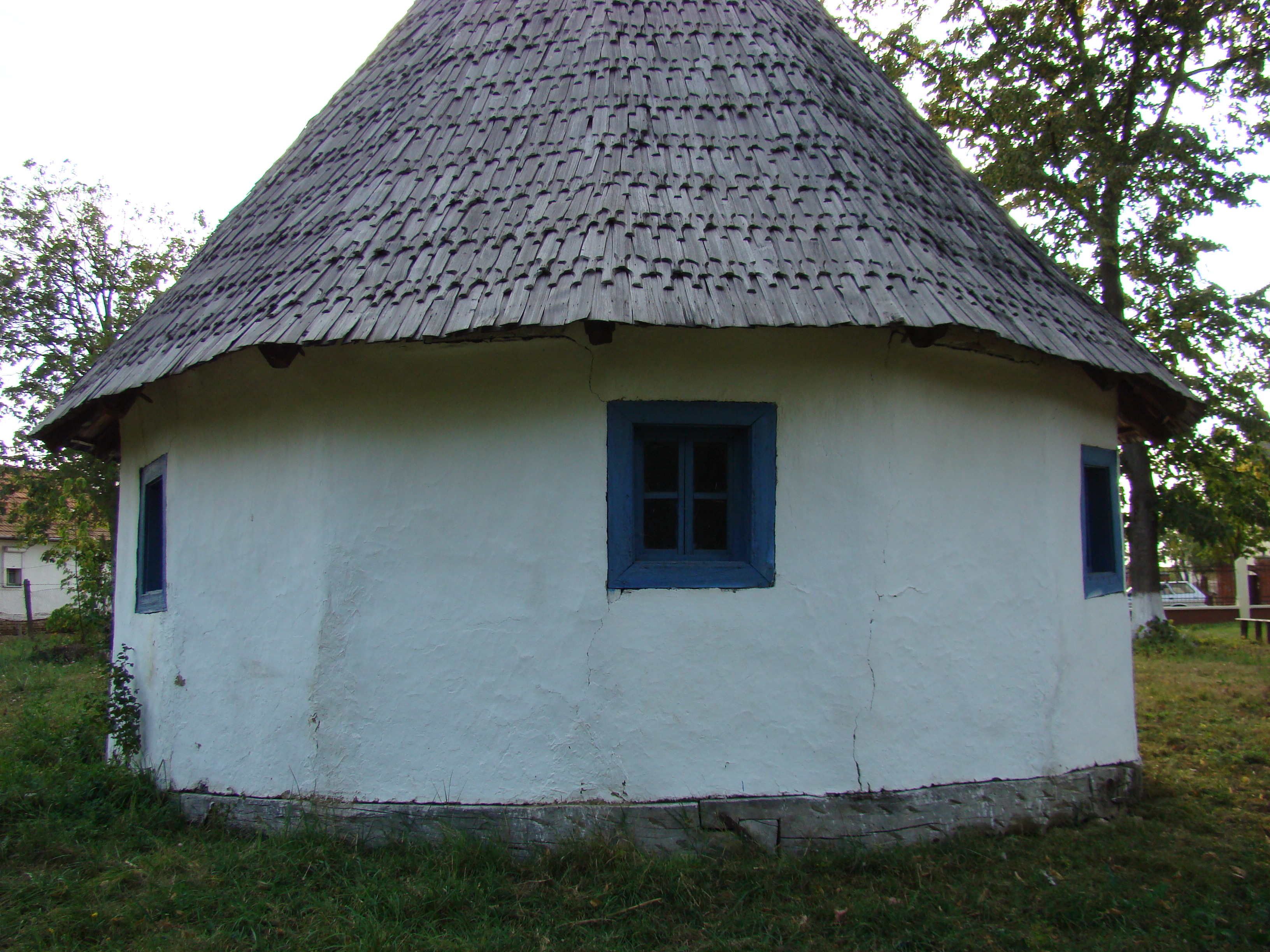
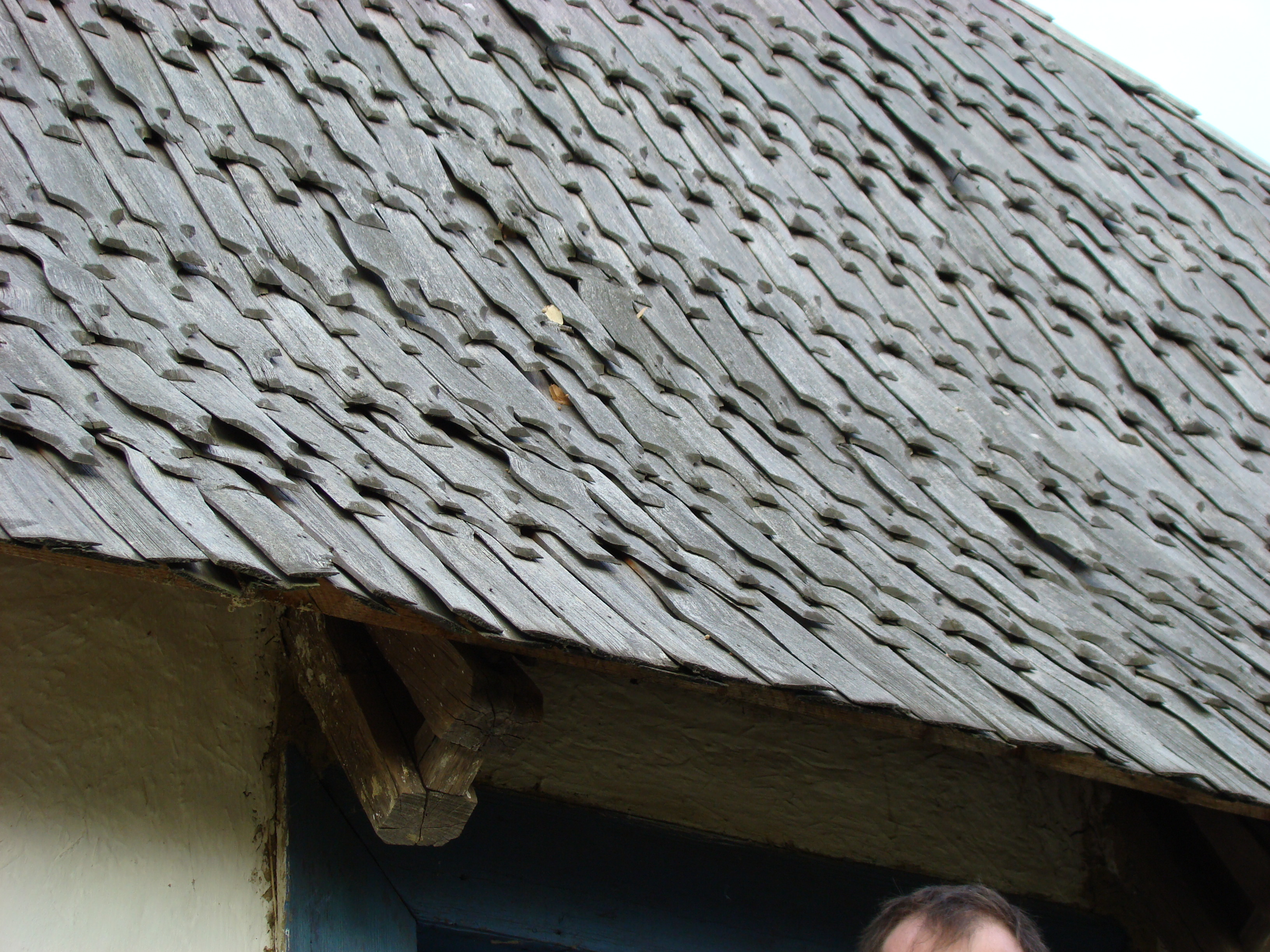
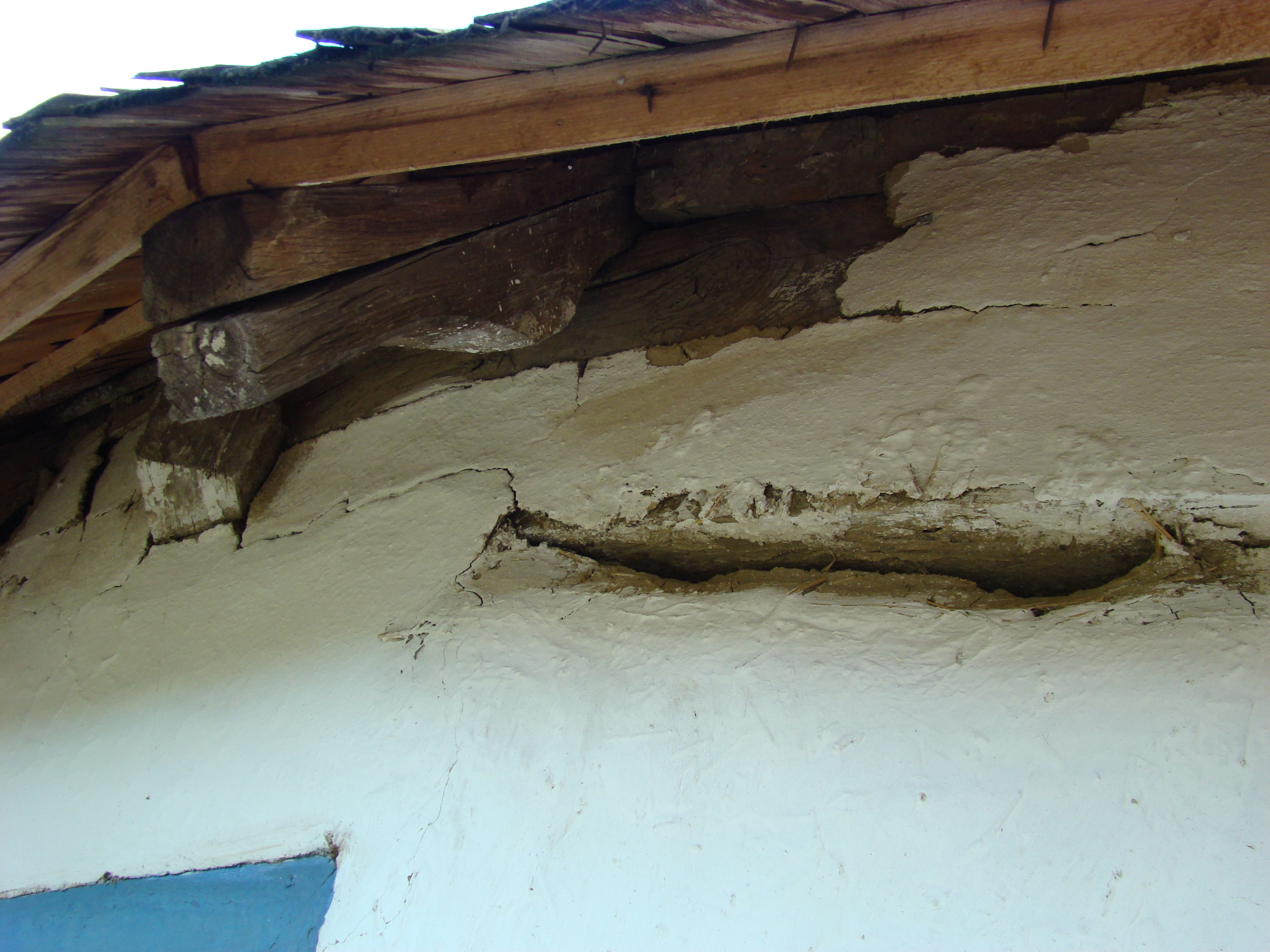
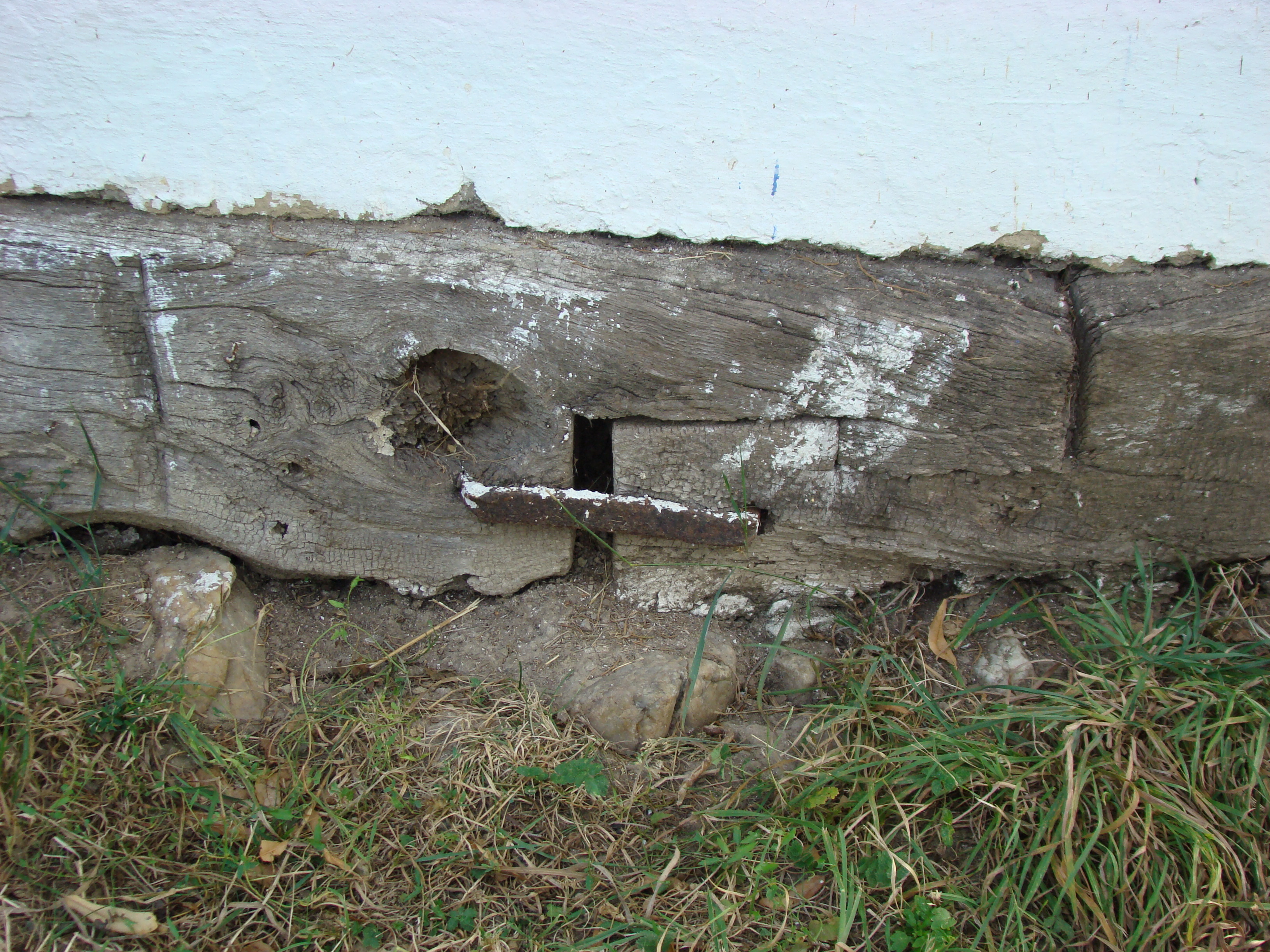
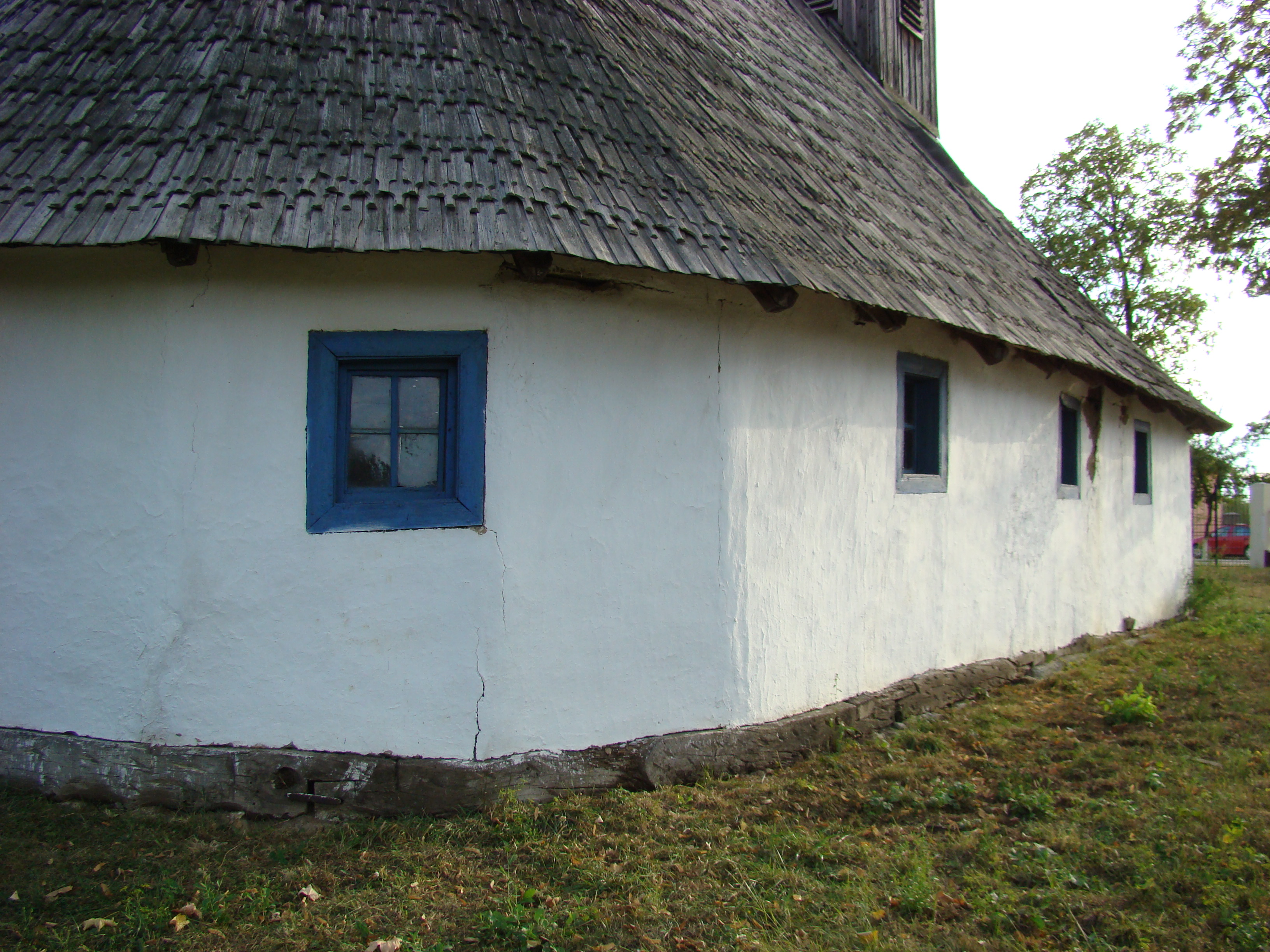
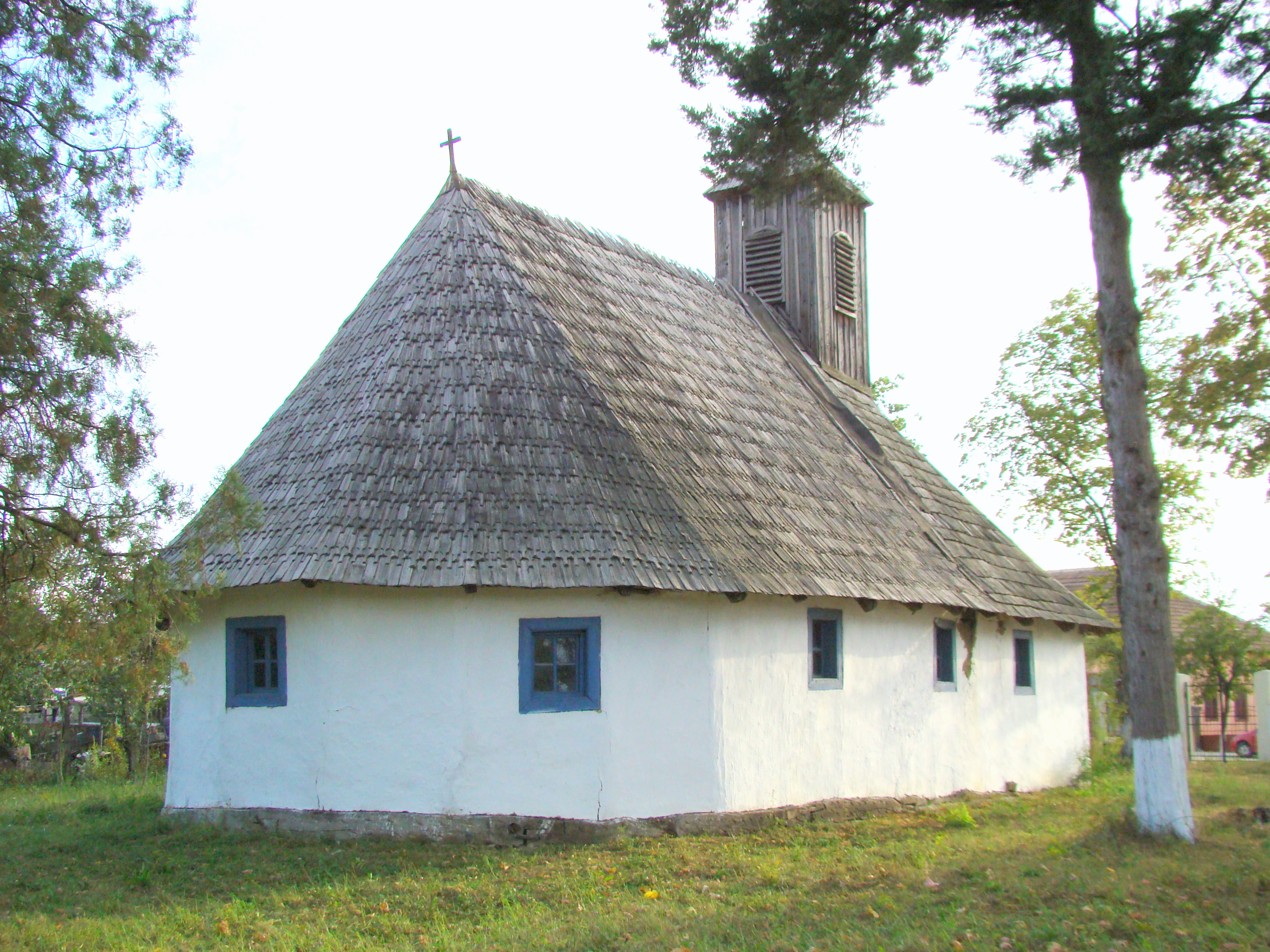

## Biserica nouă, construită în 1925

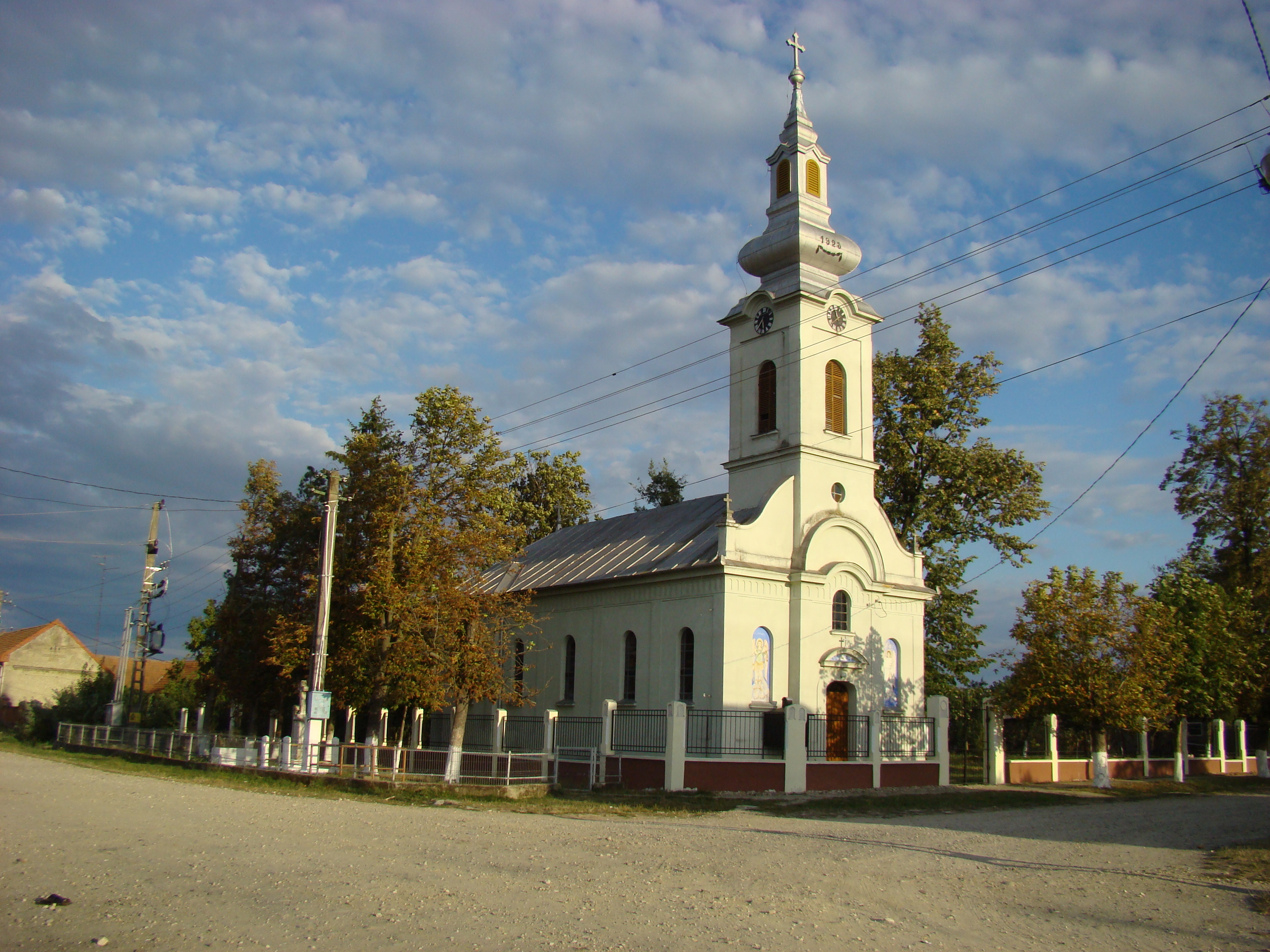
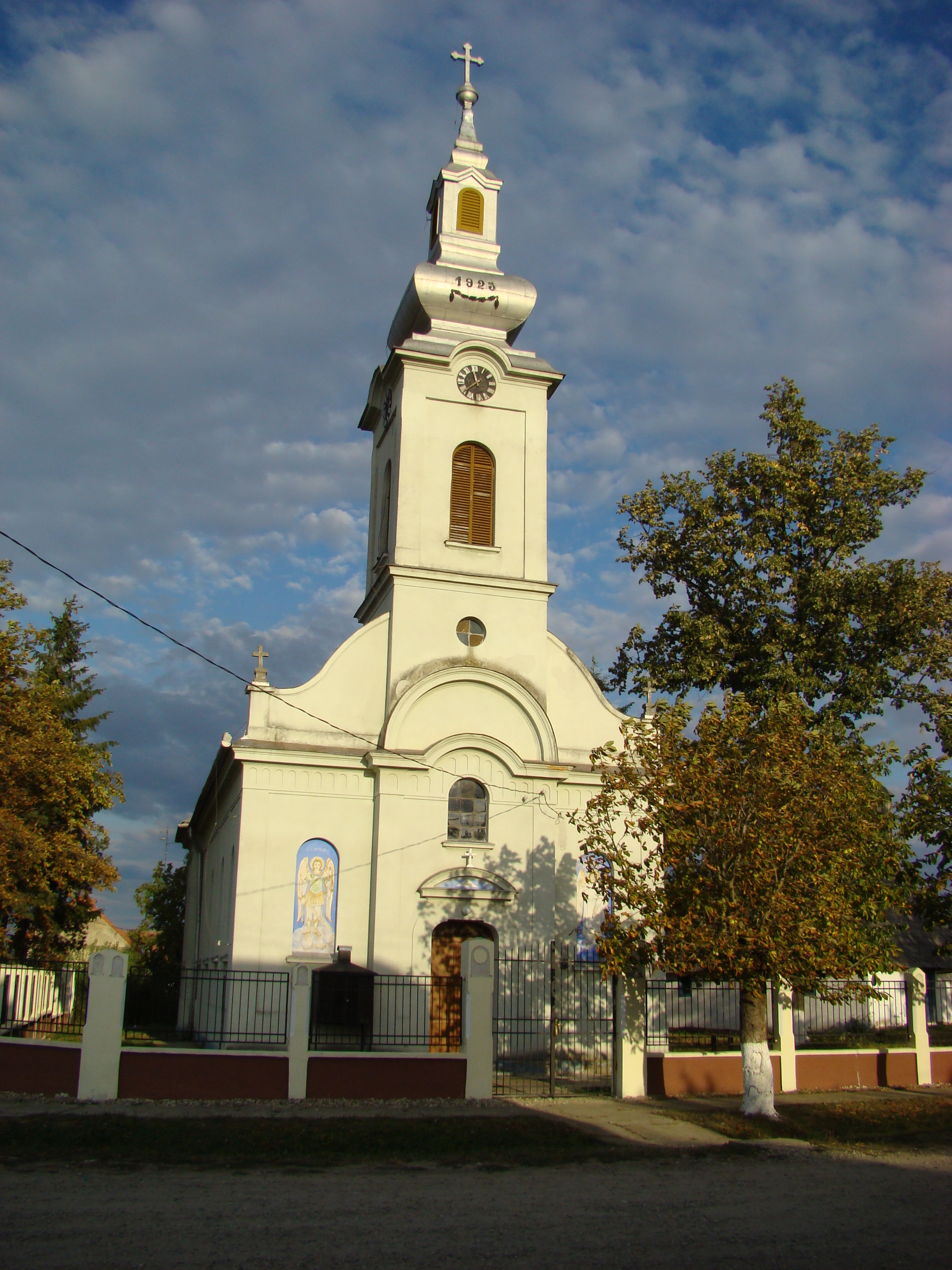
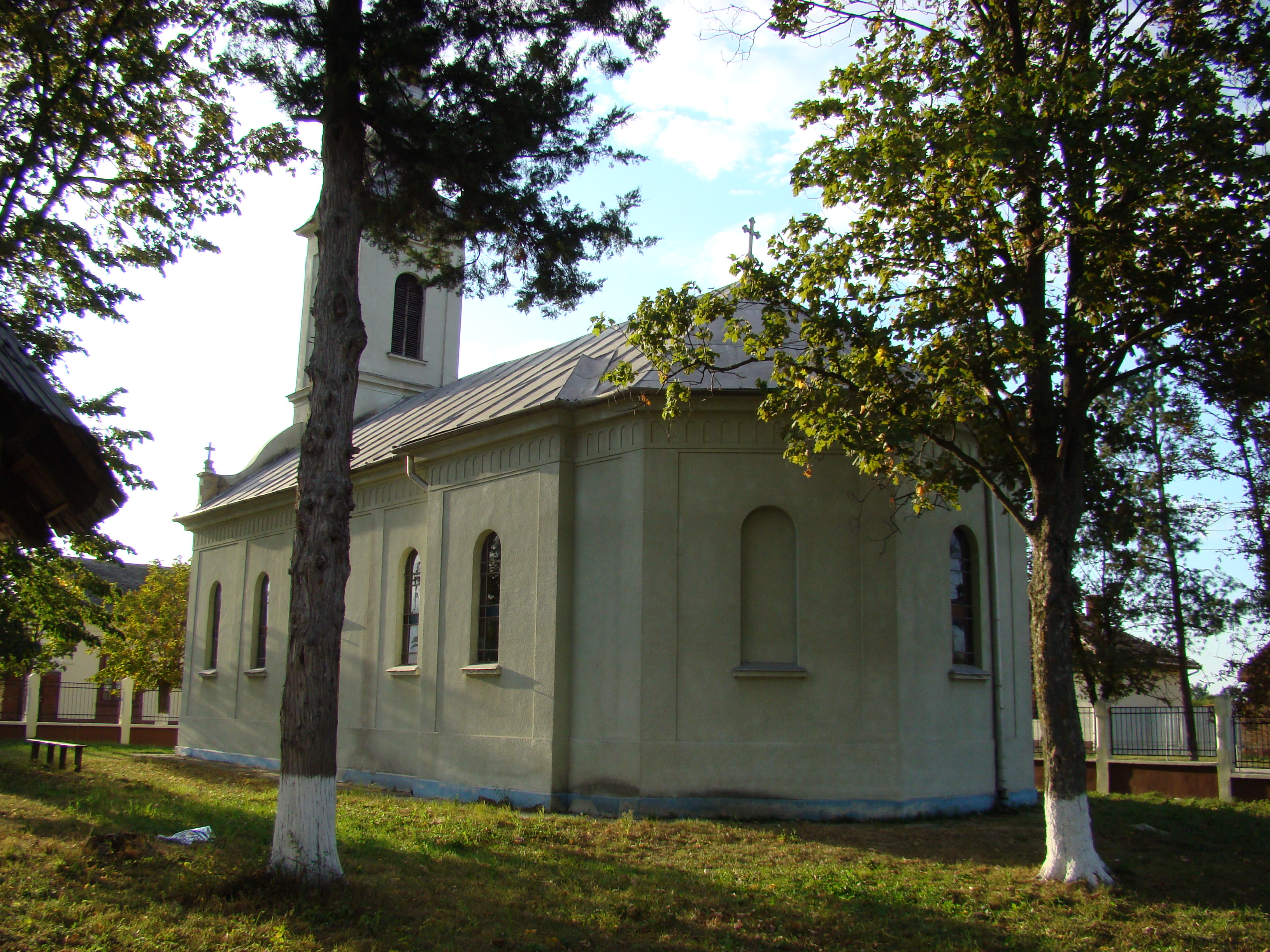
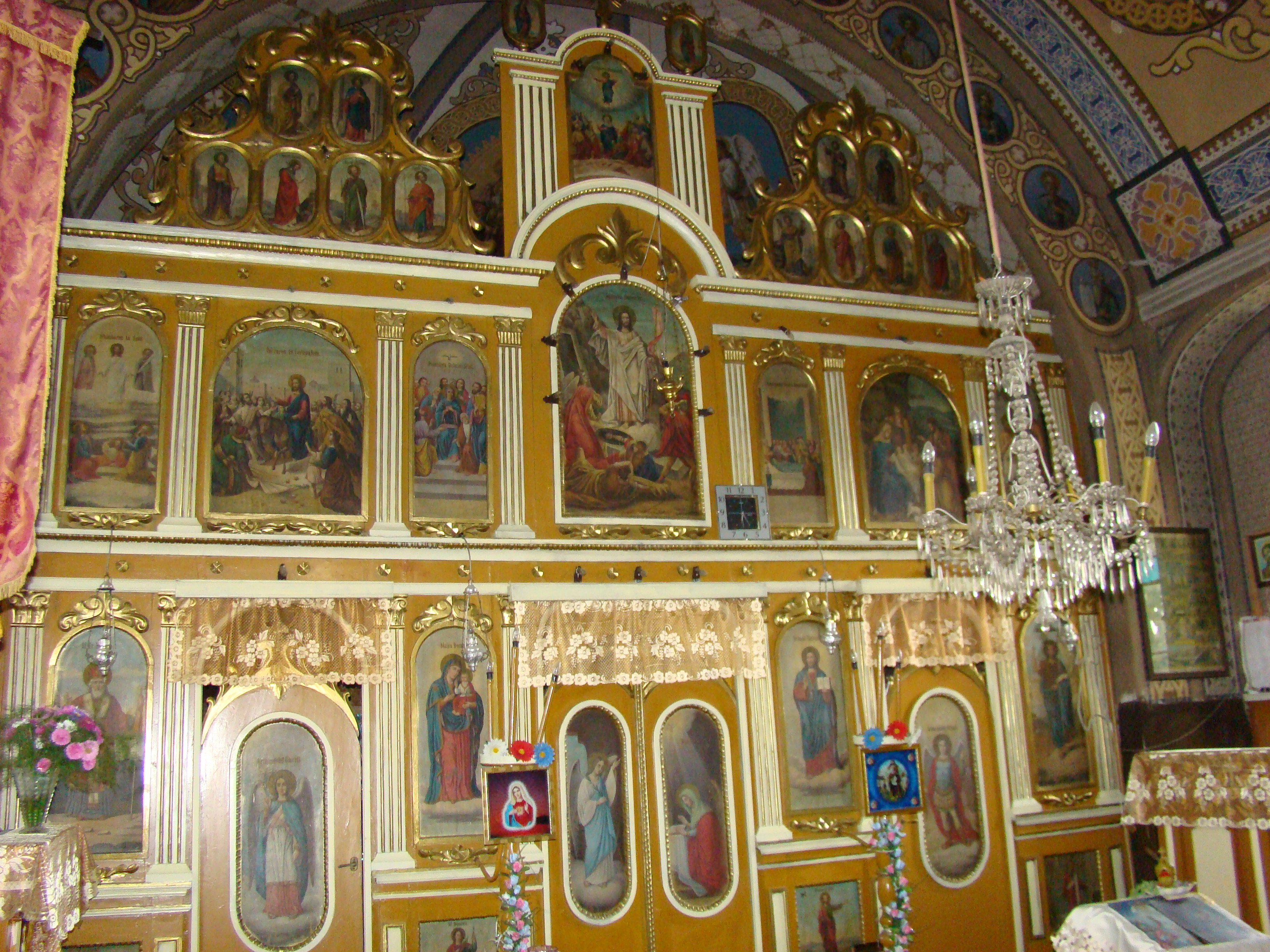
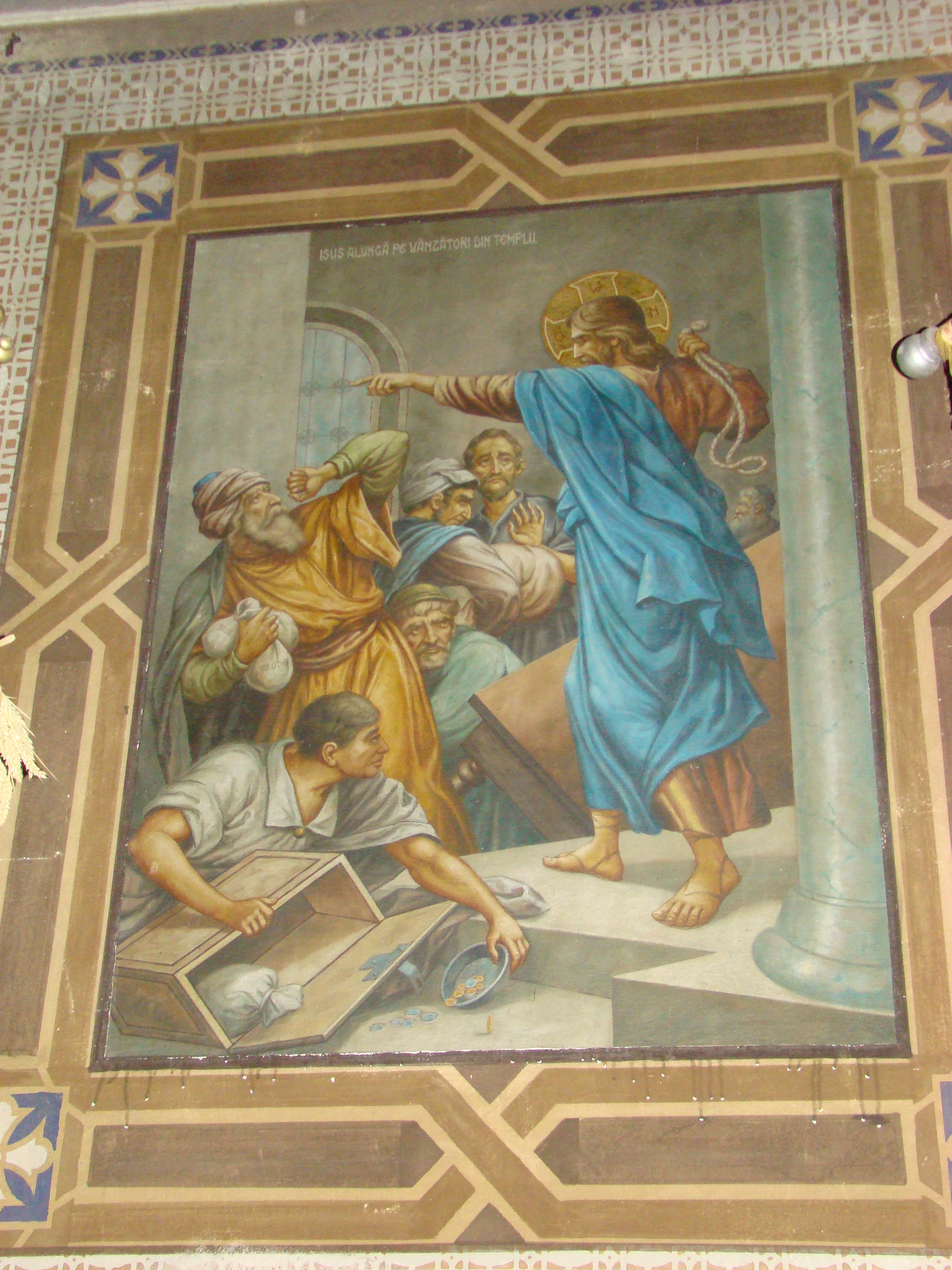
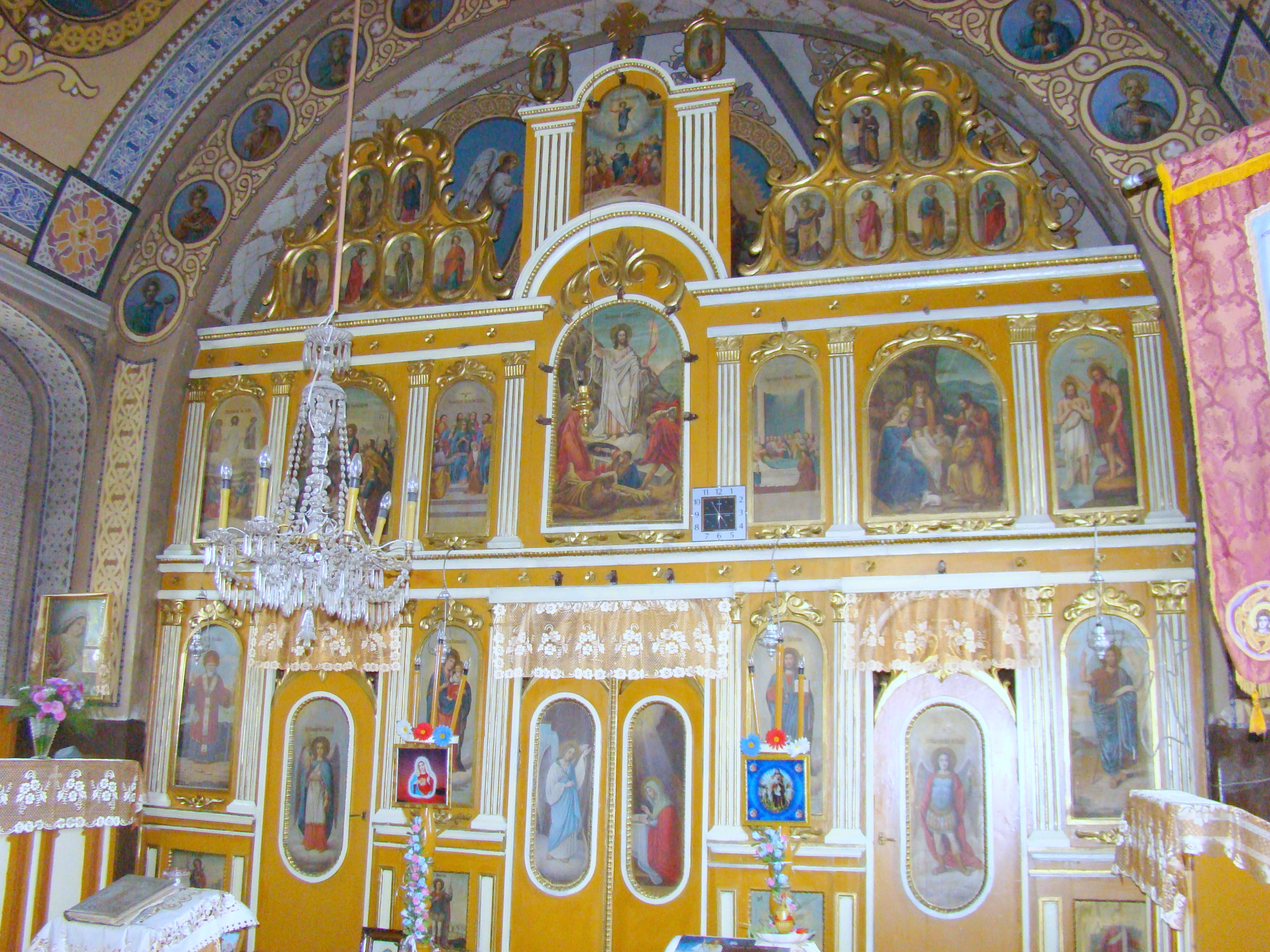
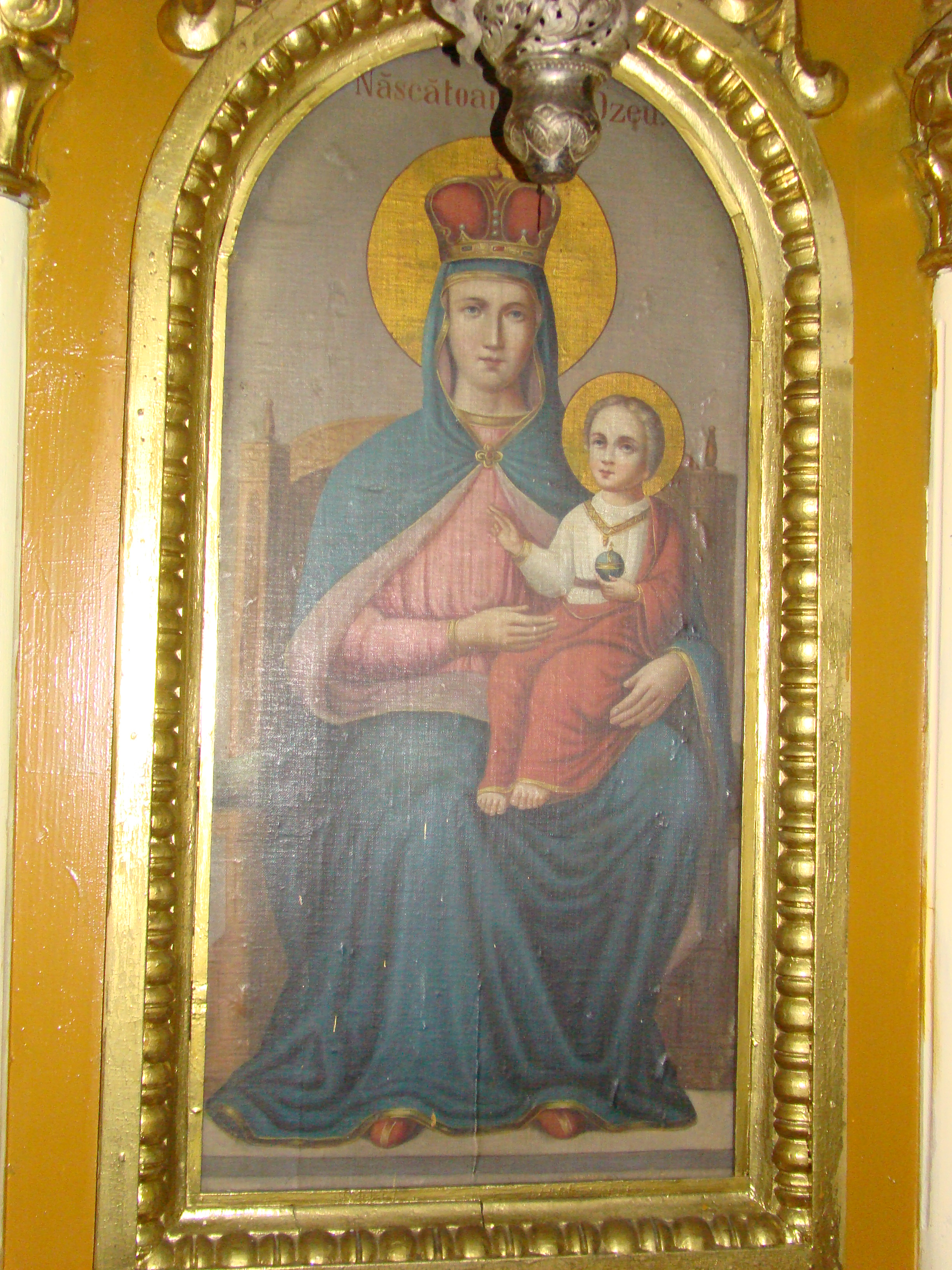
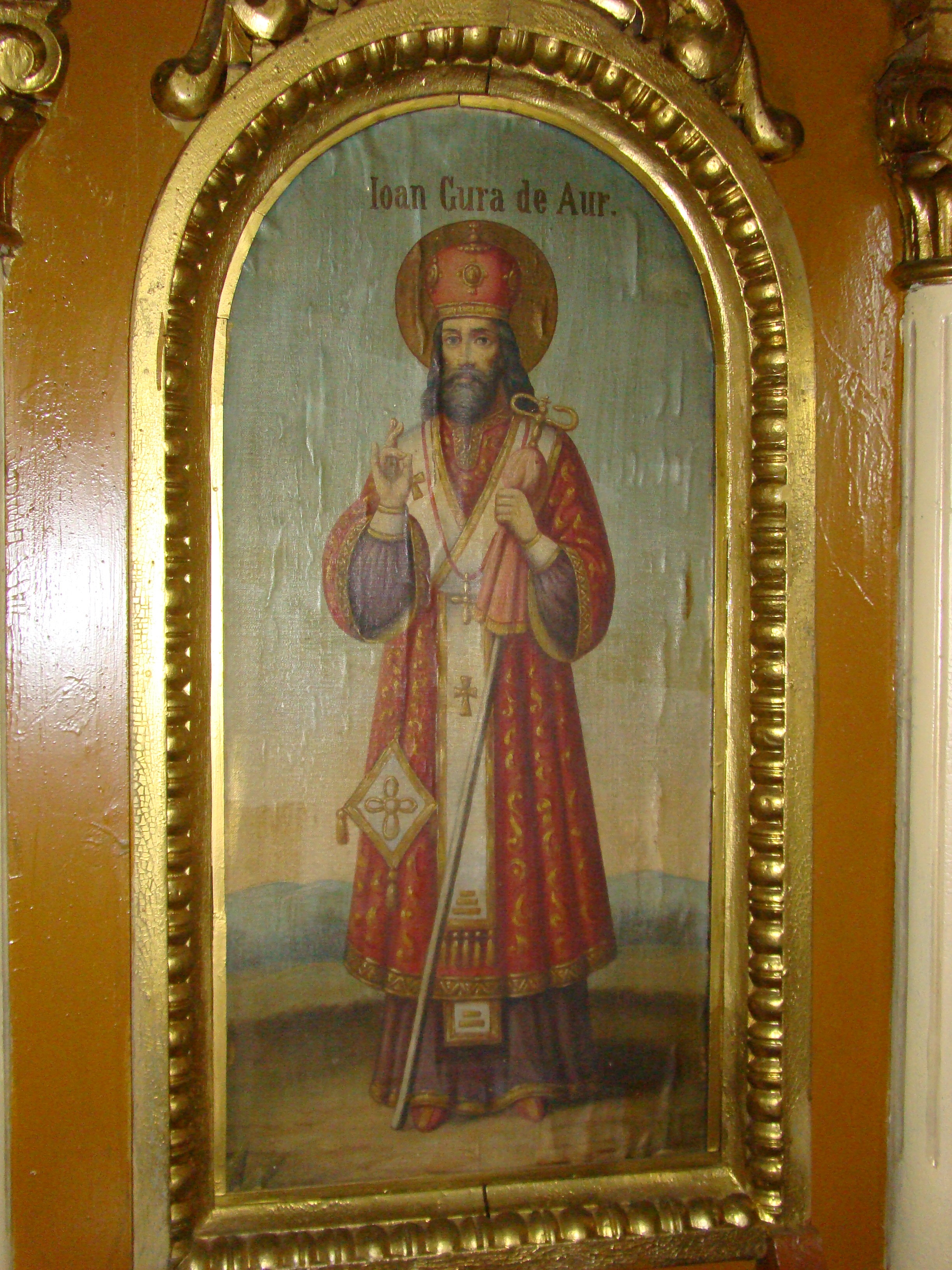
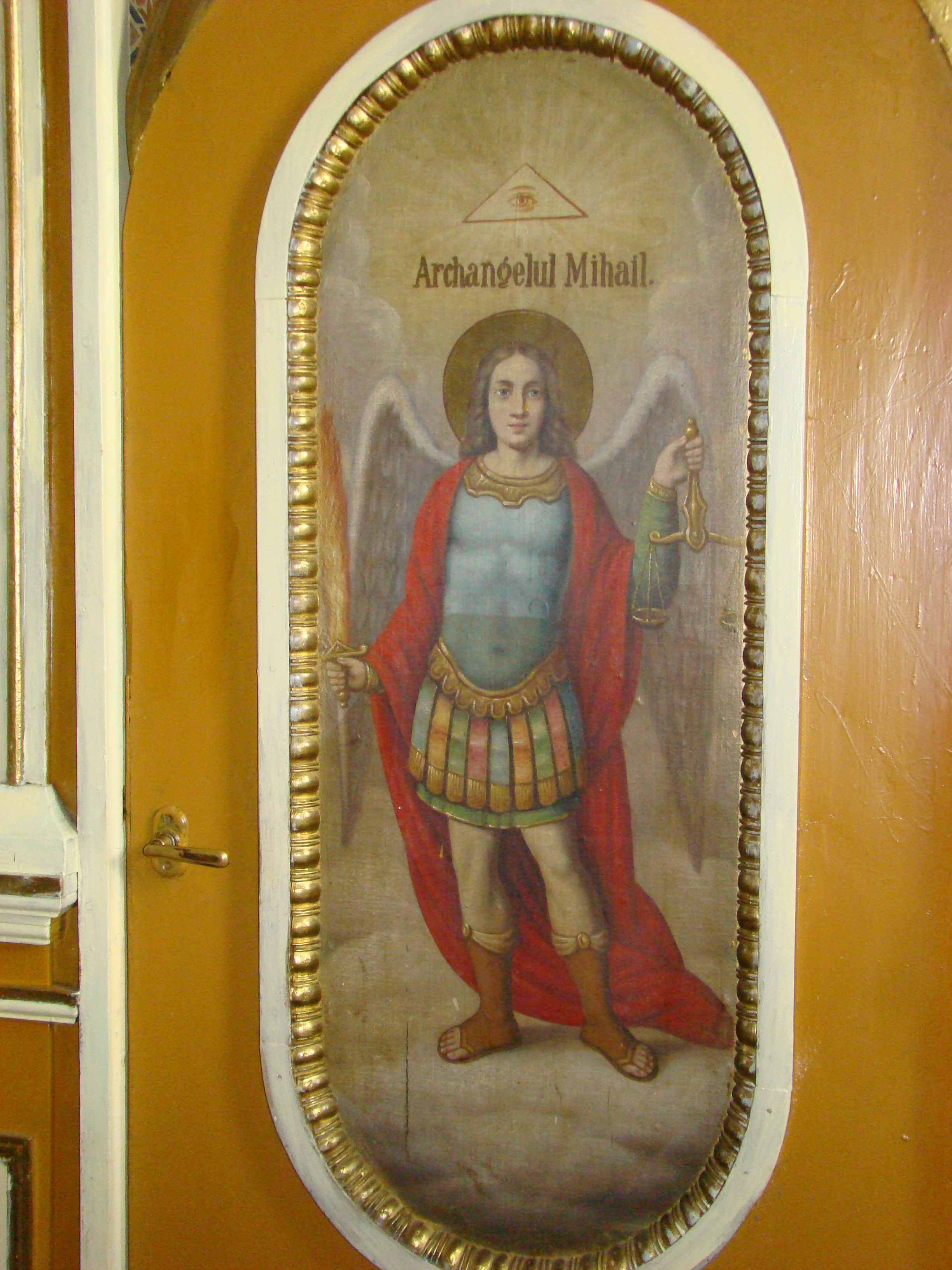
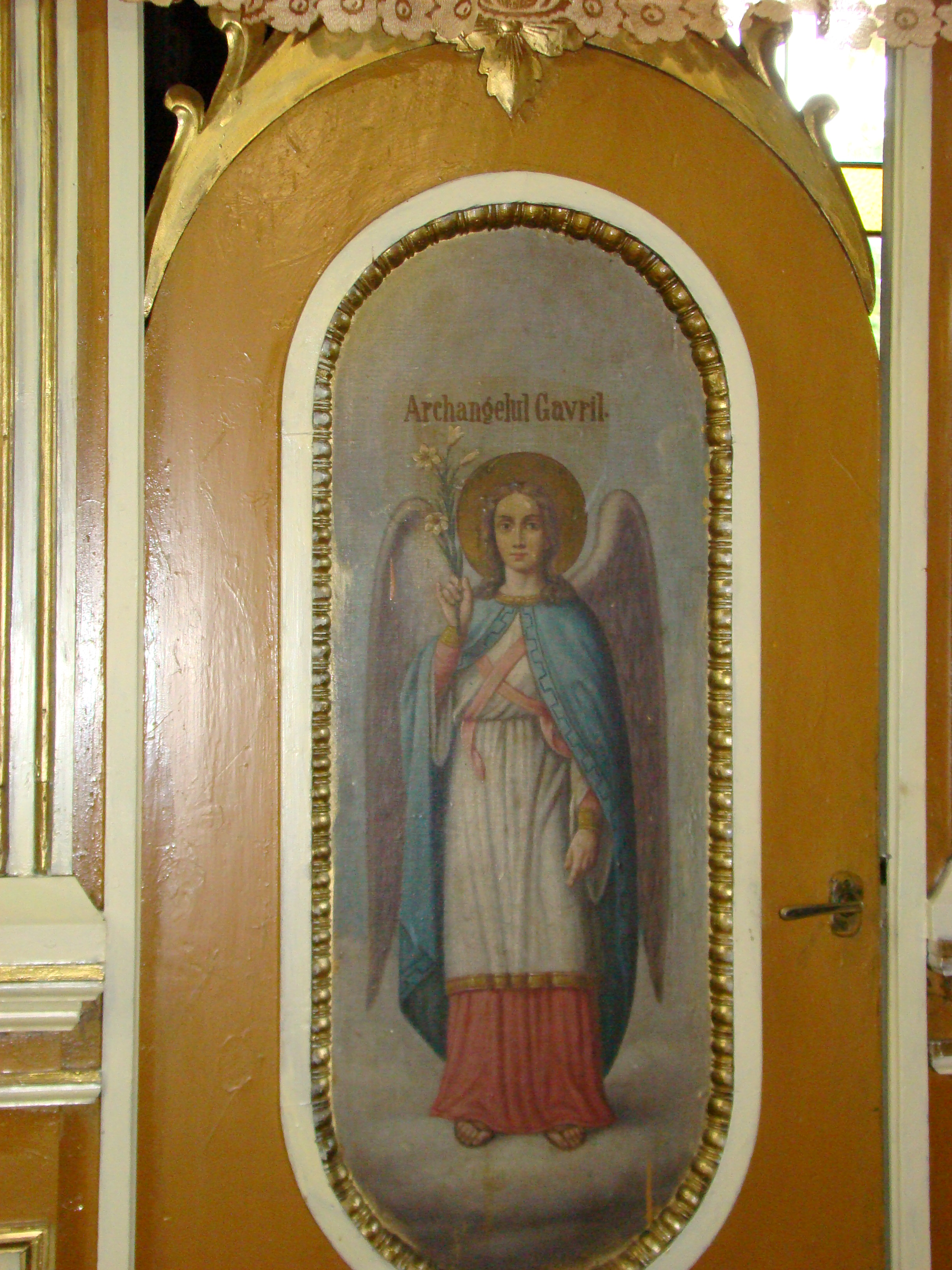
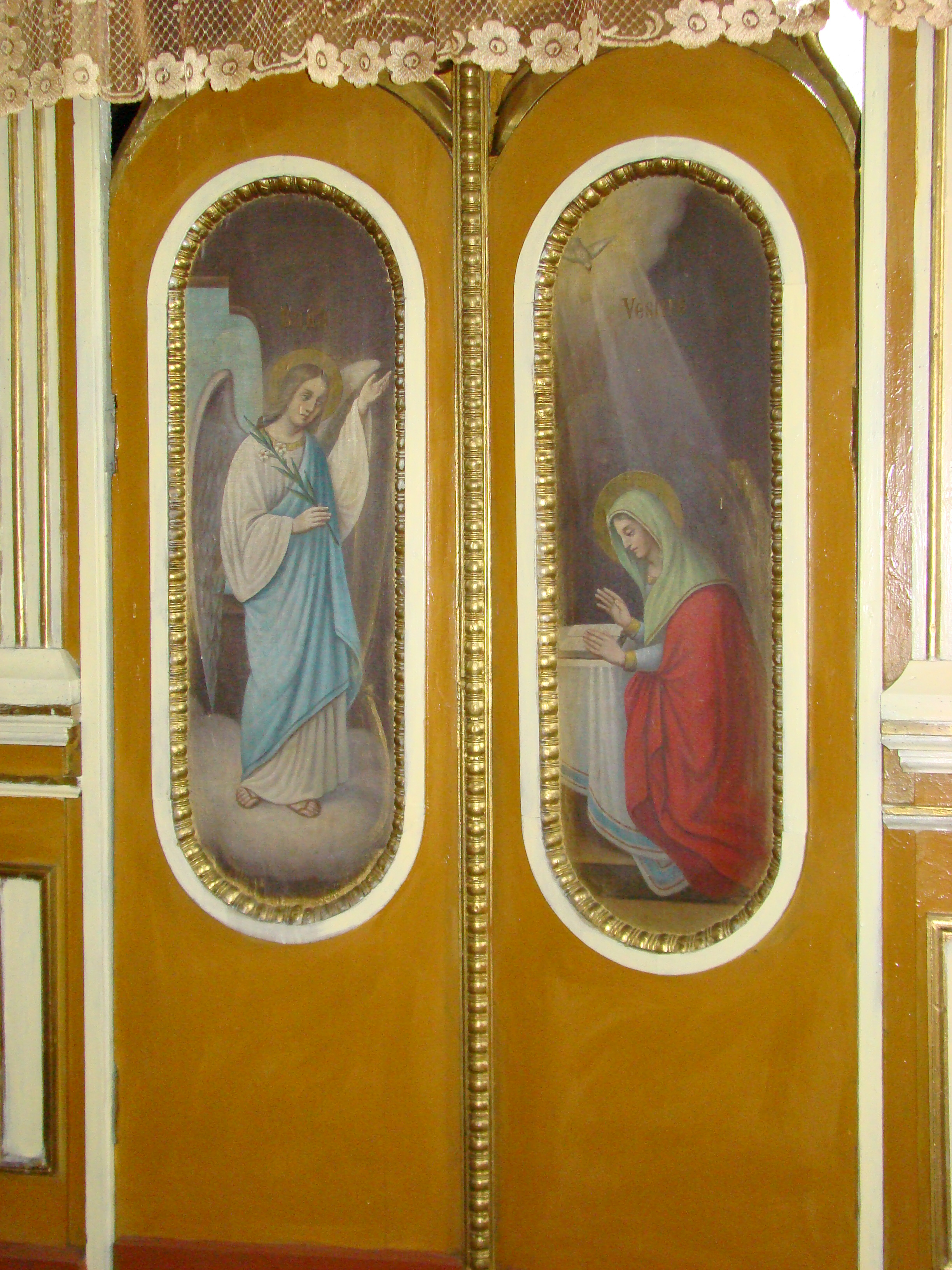
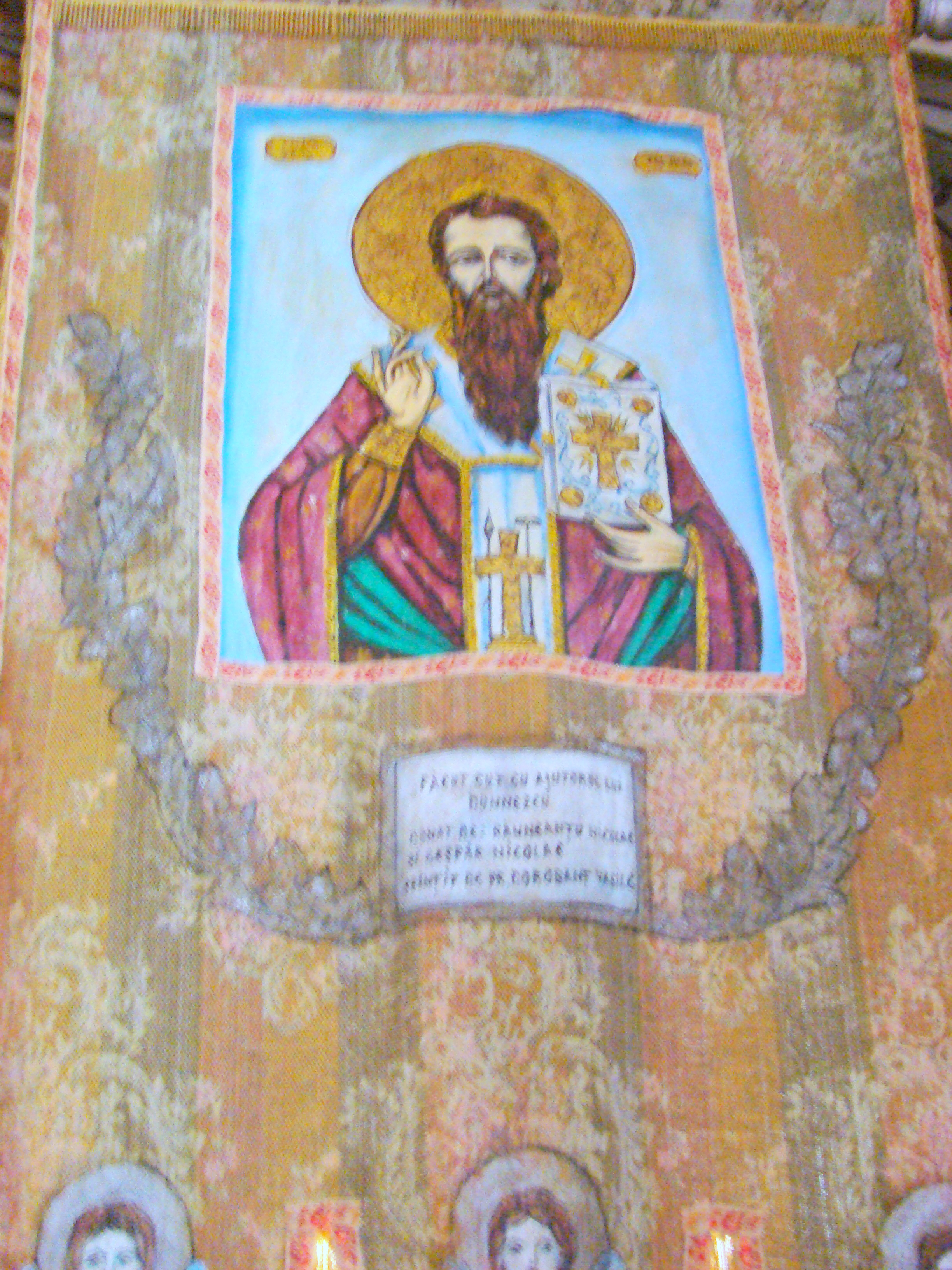
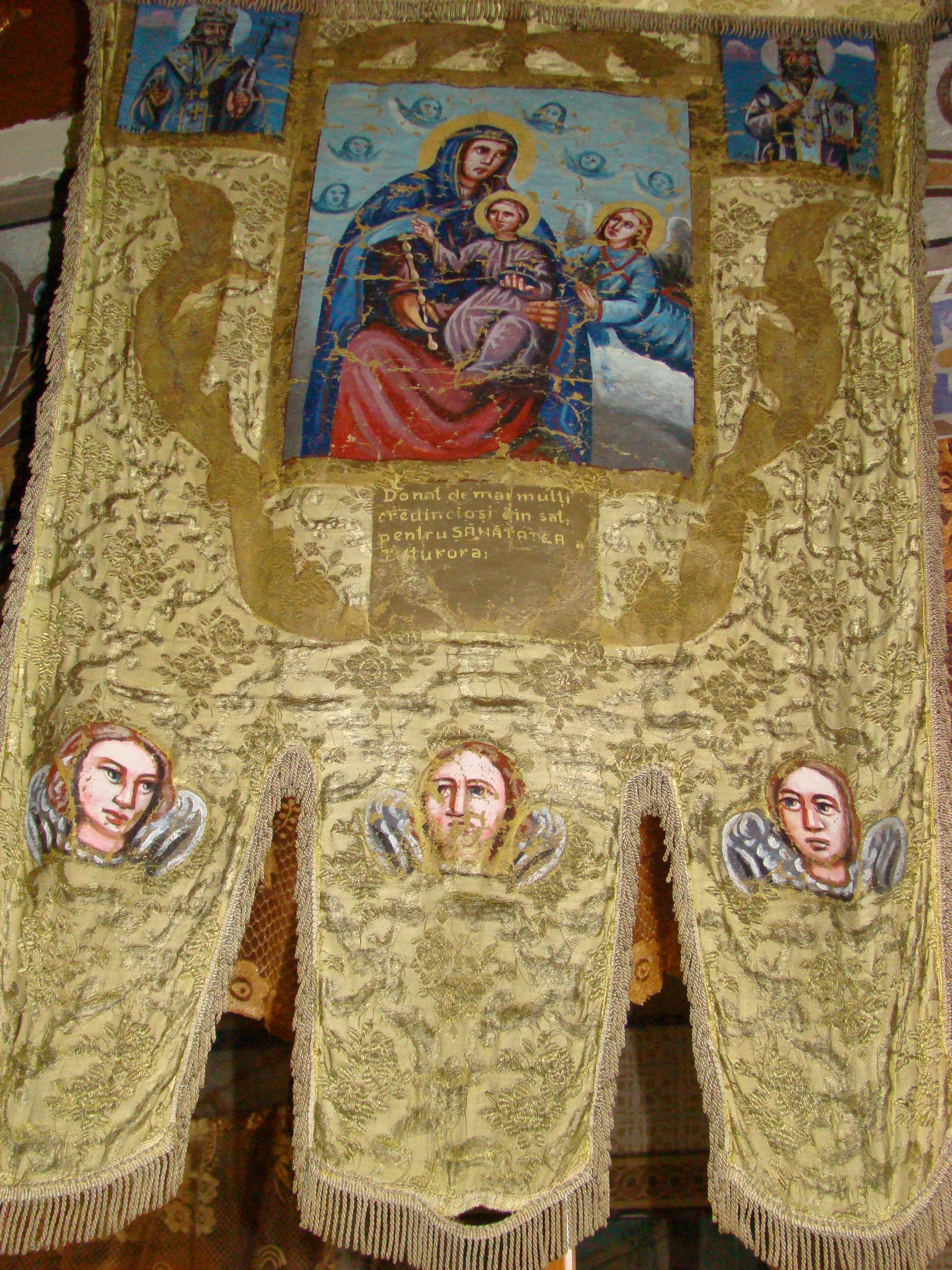
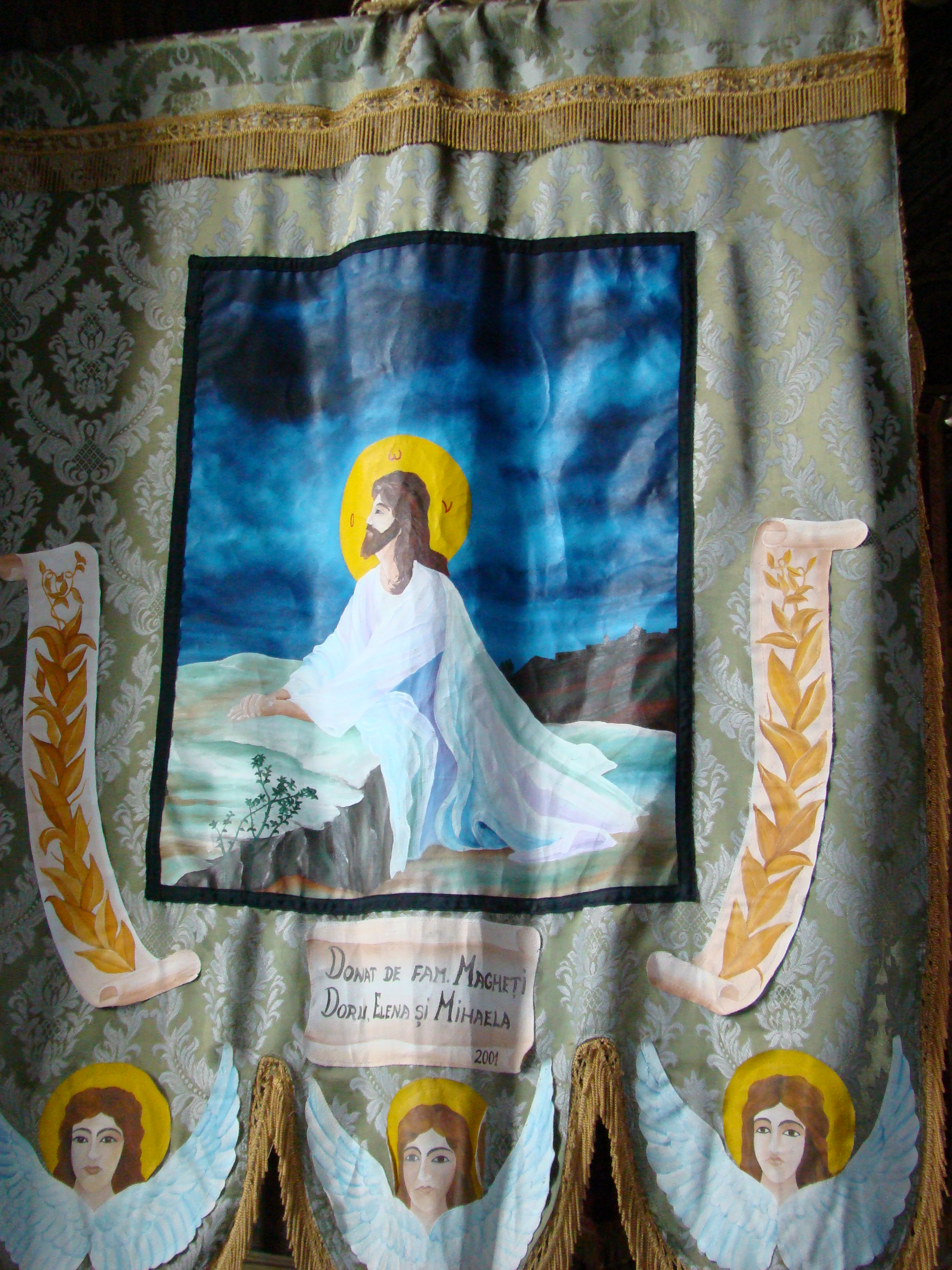
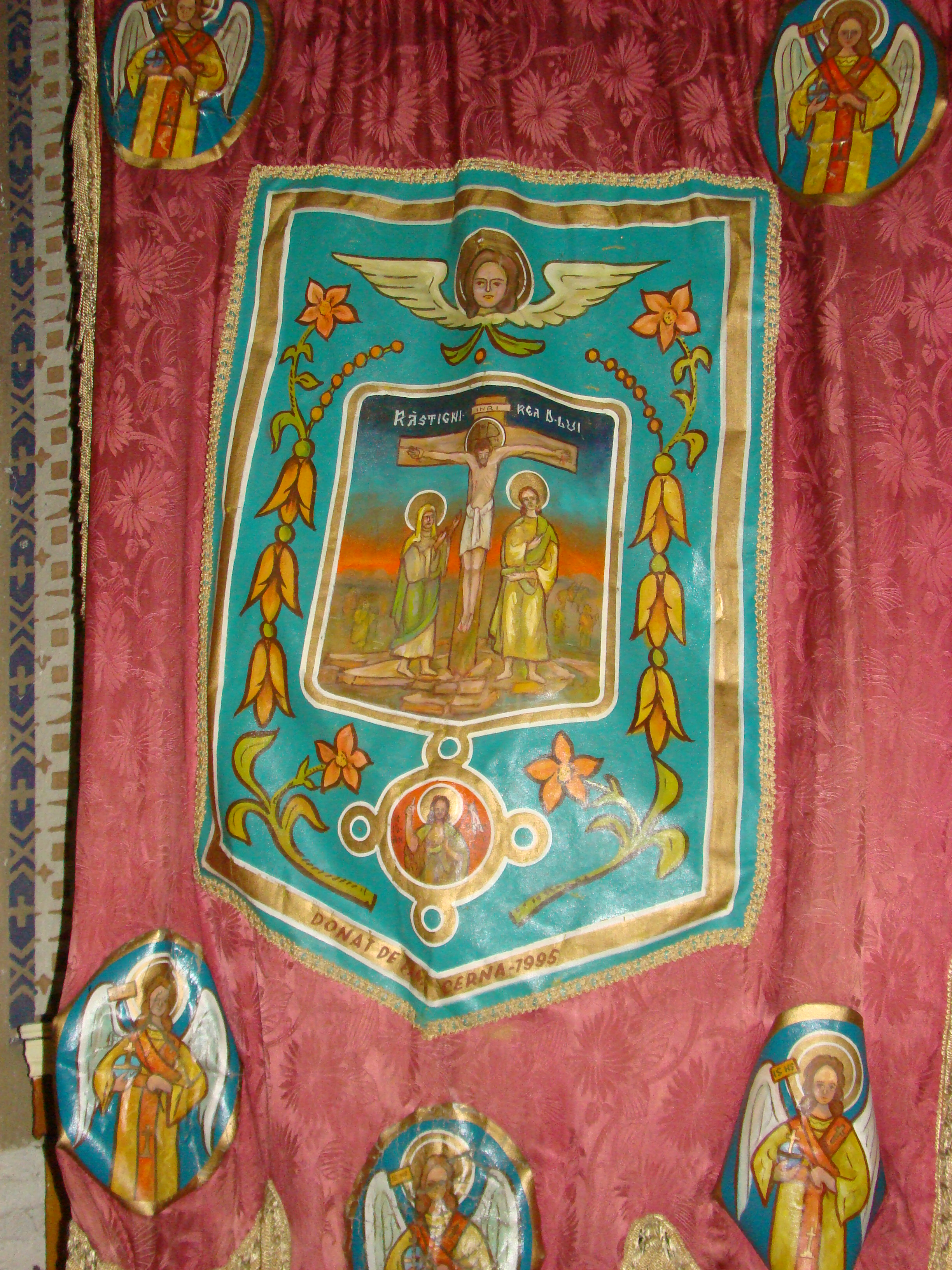
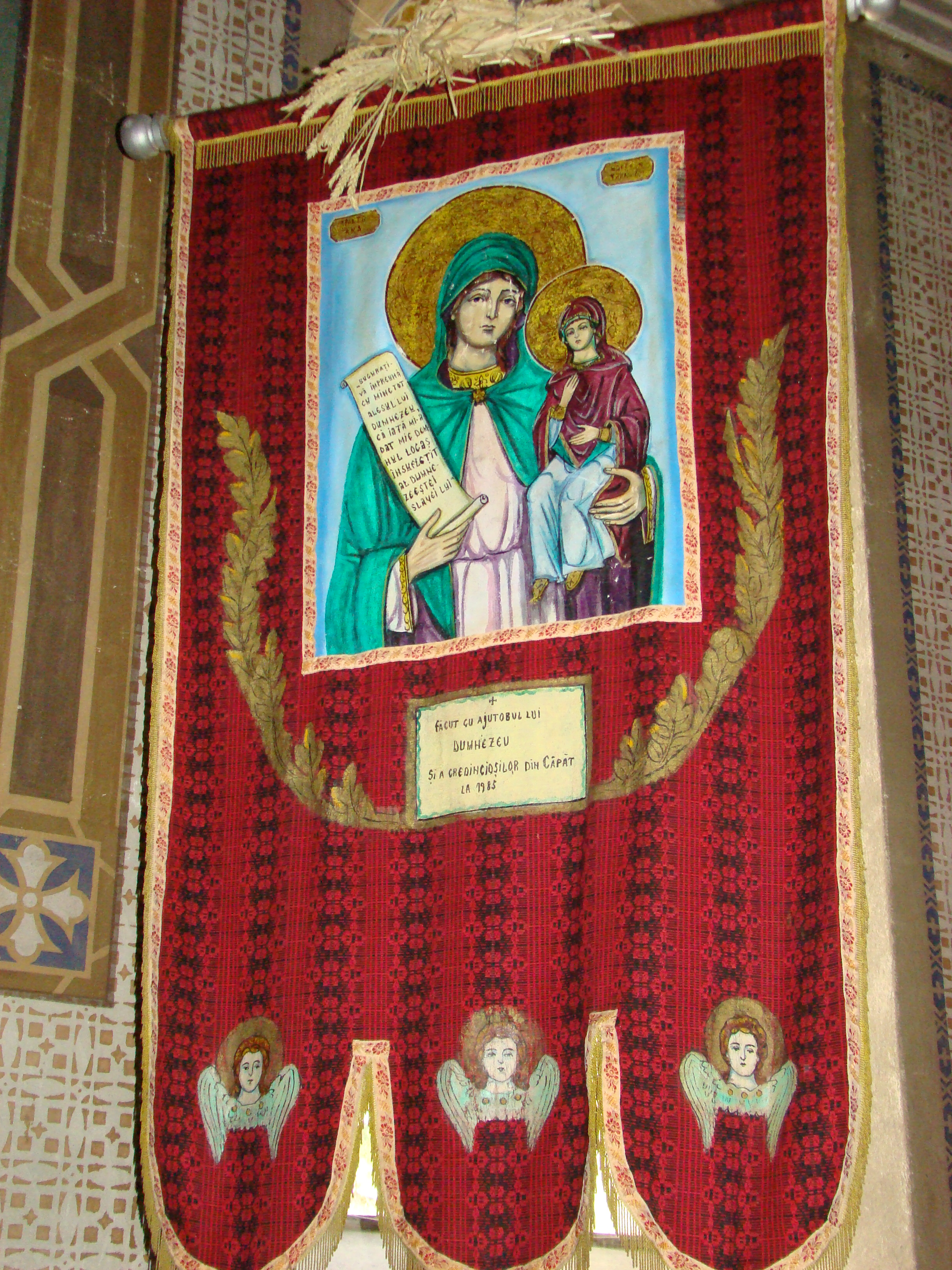
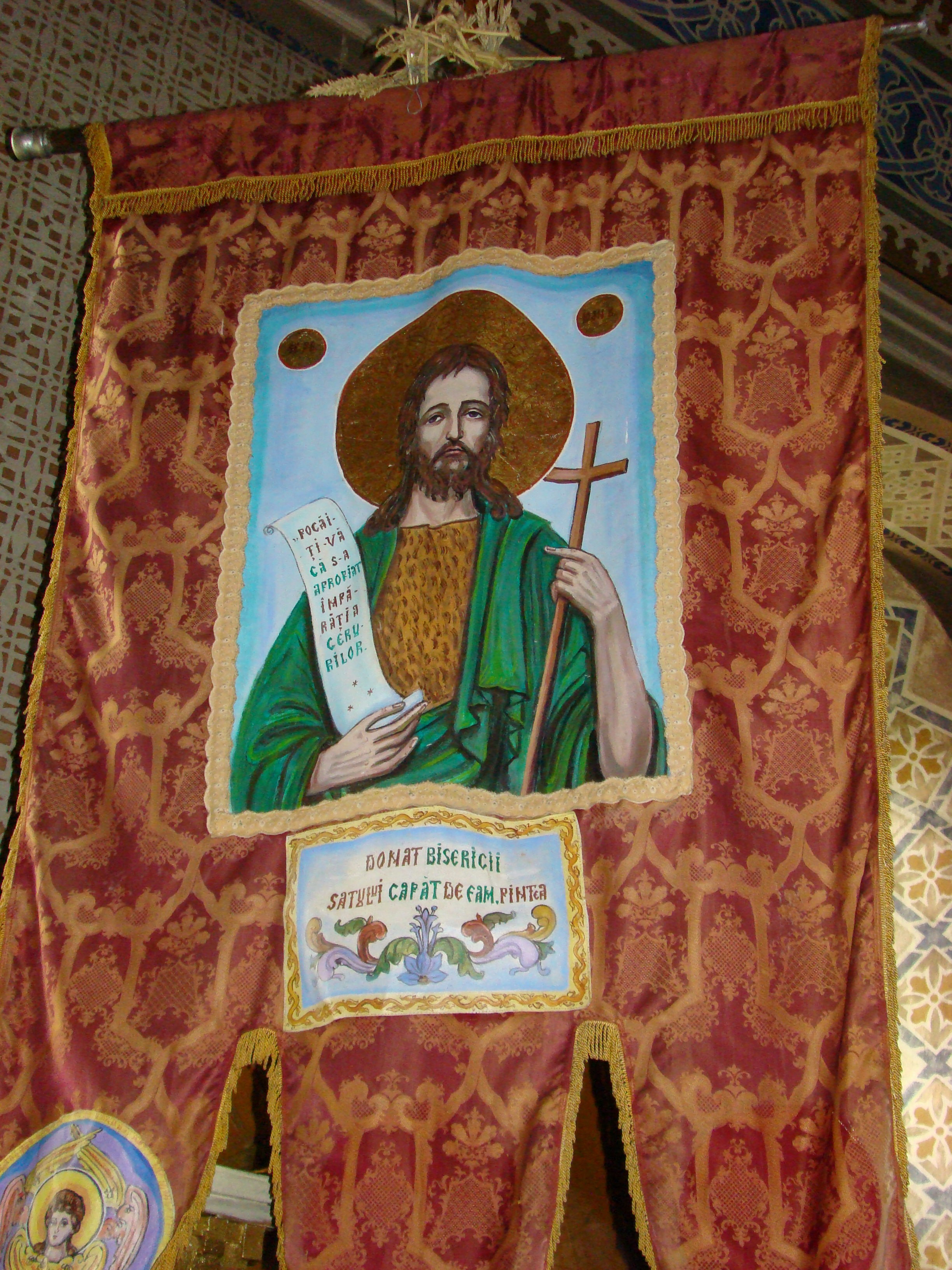
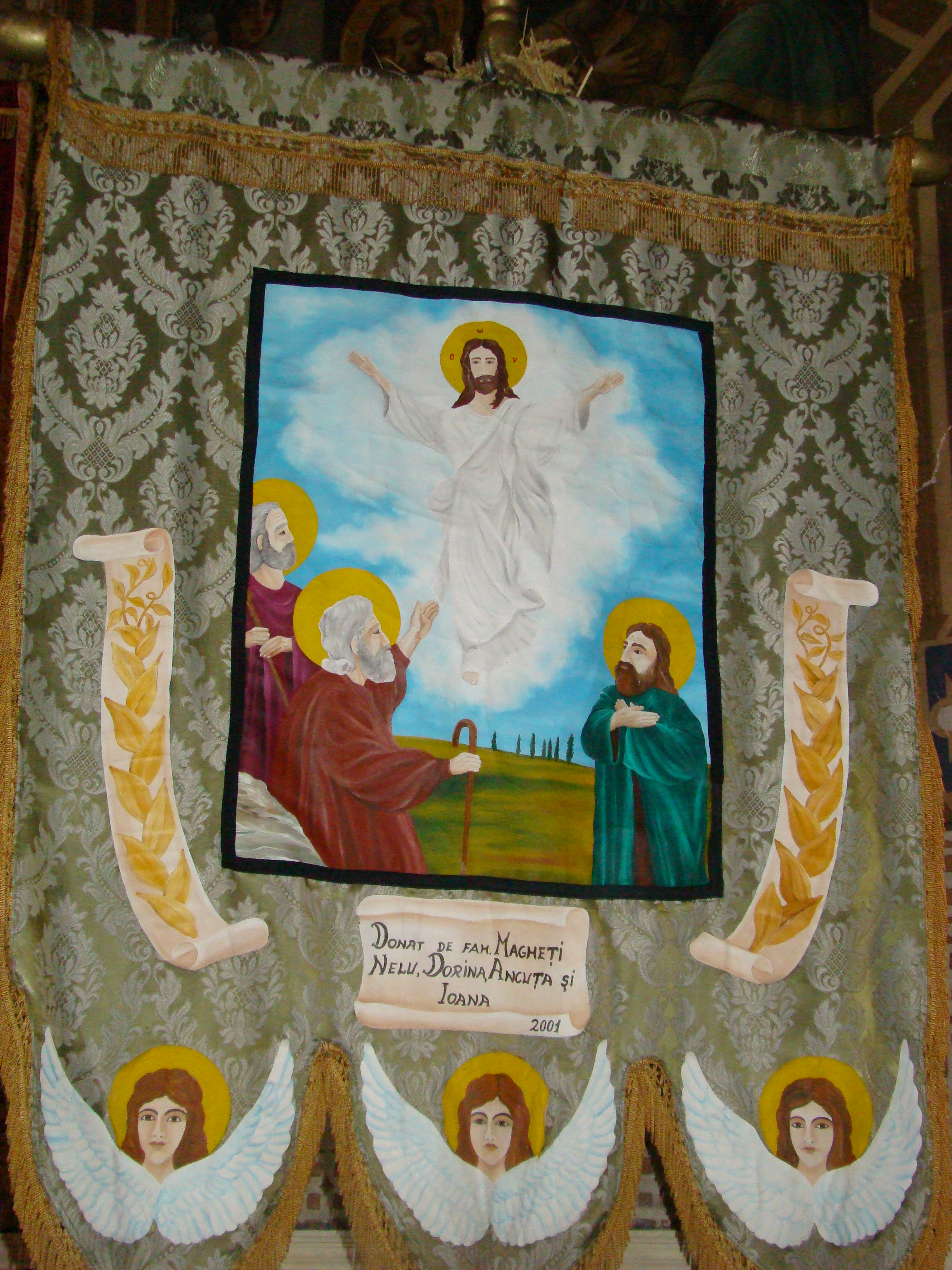
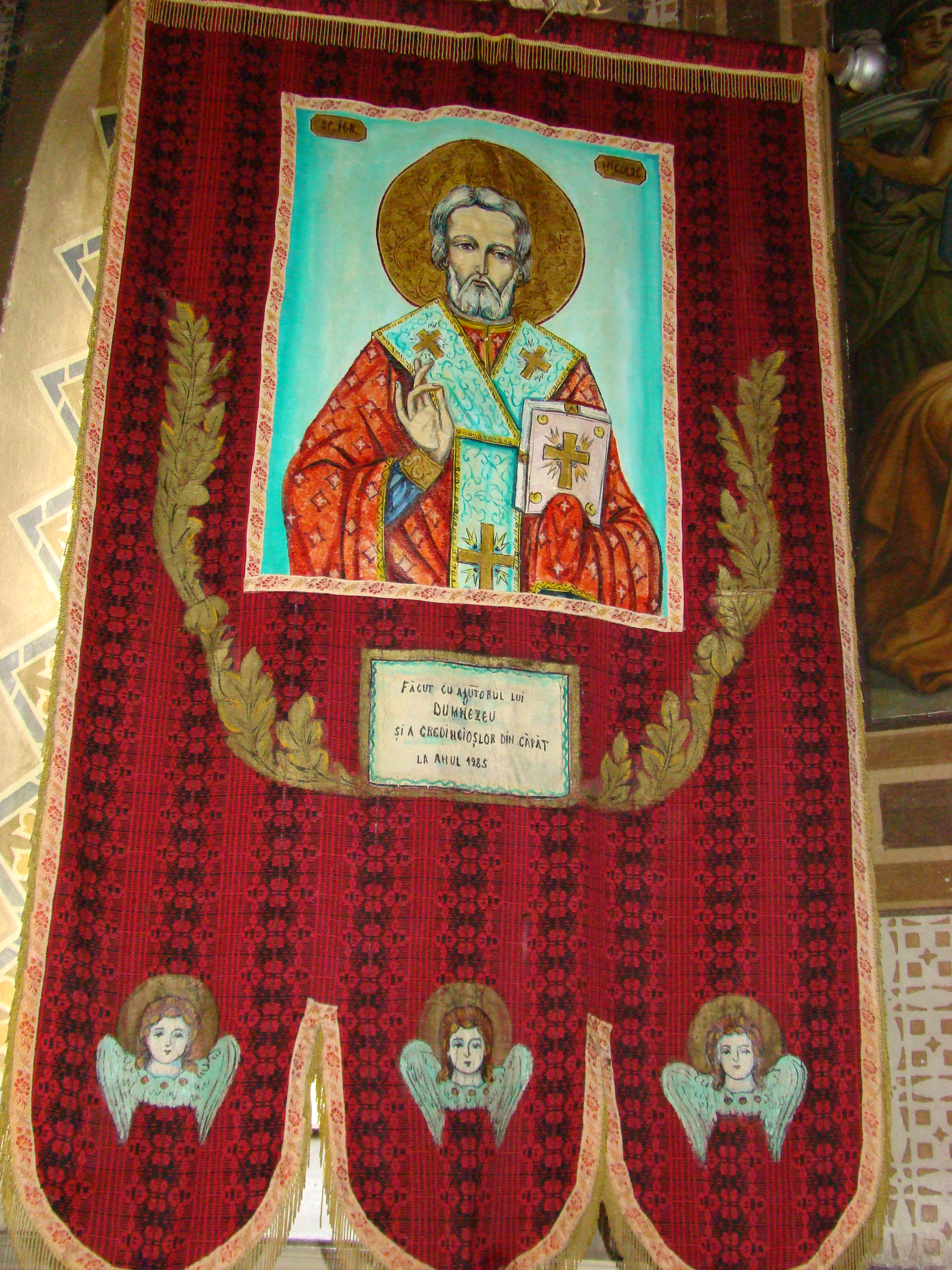
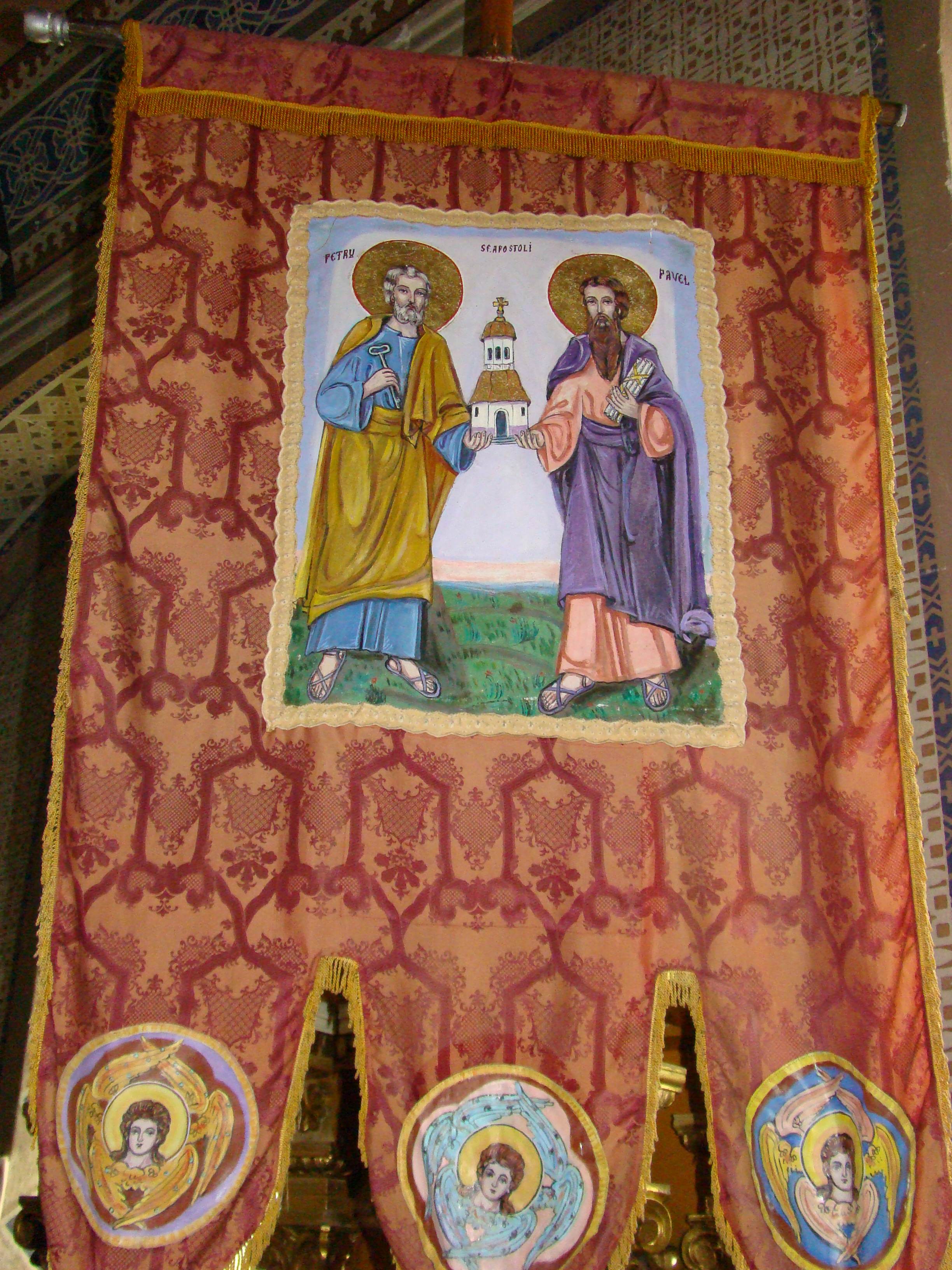